# 相席食堂
『相席食堂』（あいせきしょくどう）は、朝日放送テレビ（ABCテレビ）の制作により、2018年4月8日からレギュラー放送されているバラエティ番組である。

## 概要
芸能人が日本各地で街ブラロケを行い、食堂などで相席をして人々とふれあう番組。MCの千鳥は食堂を模したスタジオでそのVTRを観賞し、気になる点があれば手元の「ちょっと待てぃ!!」ボタンを押してVTRを止め、ツッコミを入れる。オープニングではノブが「ようこそ、相席食堂へ」と言い、大悟がそれに合わせたボケをかますというのが定番だったが、現在では「誕生日おめでとう、○○さん」と関西地方での放送日が誕生日の有名人を祝うのが恒例であるが、特別編など一部の回ではそのくだりは行わない。
旅人には旅ロケ慣れしていない著名人や、素人との絡みをイメージしにくい芸能人などツッコミどころが多い人物が選ばれる傾向にある。そのため粗さの目立つ不安定なロケになることが多いが、逆に旅人がロケをそつなくこなした際にもツッコミが入り（獣神サンダー・ライガー・亀田史郎など）、一般的なロケ番組のように安心して見られるVTRに対してノブが「こんなん「相席食堂」じゃない!」と称すなど、行き当たりばったりの偶発的な面白さを重視するのが番組の大きな特徴である。なお、旅人が誰なのかは千鳥は事前に知らされておらず、VTRを観て初めて明かされることになっている。
2018年1月4日23:20 - 翌0:15にパイロット版として『相席食堂〜ついて行ったらチョメチョメじゃった〜』を放送 。同年4月から『相席食堂』のタイトルでレギュラー放送を開始した。なお、「チョメチョメ」は現在VTR中に挟まれる補足情報（「○○（旅先もしくは旅人）のチョメチョメ」と表記される）や、スタジオでの千鳥の発言（主に下ネタ）を伏字にする際に用いられる。
朝日放送テレビにおいて、日曜23時台が自社制作枠になるのは、2016年4月10日から9月25日まで放送された『ハッキリ5〜そんなに好かれていない5人が世界を救う〜』以来、1年半ぶりである。また、本番組開始に伴い、2018年4月1日まで当該時間帯に同時ネットで放送されていた『関ジャム 完全燃SHOW』（テレビ朝日制作）は月曜1:55 - 2:55（日曜深夜）の遅れネットに再度移行した。
当初は関西ローカルだったが、全国のテレビ朝日系列局で放送されるようになった。また、民放公式の動画配信サービスであるTVerでは、本放送翌日から1週間限定で最新回の無料配信を実施しているほか、定額制動画配信サービスのAmazonプライム・ビデオやNetflixでも過去の放送の一部を配信しており、若年層を中心に人気を集めている。TVerでの2020年の再生回数は1114万回とバラエティ部門第3位（非全国ネットの番組では1位）となり、TVer特別賞を受賞している。2021年からはHulu（日本テレビグループ）やParavi（TBSテレビ・テレビ東京グループ）といった、テレビ朝日以外のキー局傘下の動画配信サービスでも本番組を配信するようになった。
2021年2月2日（火曜日）には、番組史上初めて、テレビ朝日系列全国ネット・ゴールデンタイム向け2時間スペシャルを18:45 - 20:54に放送した。通常は全国ネットで放送されていない朝日放送→朝日放送テレビ本社制作のレギュラー番組が全国ネットのゴールデンタイムで特別に編成された事例は、朝日放送時代（2009年3月15日）の『探偵!ナイトスクープ ザ・ゴールデン』以来11年11か月振りで、「ナイトinナイト」レーベルの番組としては初めて。同年6月8日には、2度目のゴールデンスペシャルが20:00 - 21:48に放送された。2022年4月19日には、3度目のゴールデンスペシャルが20:00 - 21:48に放送された。

## 出演者
MC
- 千鳥（大悟・ノブ）

旅人
- 1人または2人以上のゲストが出演し、それぞれ異なる場所にて旅をする（「放送リスト」を参照）。

その他の出演者
- ヒロド歩美 (Mr-1グランプリ抽選会司会者)
- Mr.オクレ (Mr-1グランプリの出場する演者の抽選者として登場。)
- 長州力 (2022年4月12日放送の長州力推薦相席の推薦人として登場)
- 浅越ゴエ (2022年7月19日放送のもうひとつのCHEF-1グランプリの実況として登場)

## 放送リスト

### 2018年
| 回 | 放送日   | 旅人                                 | 旅先                             | ディレクター                                                                 | 備考 |
| -- | -------- | ------------------------------------ | -------------------------------- | ---------------------------------------------------------------------------- | --- |
| 0  | 01月04日 | 菊池桃子                             | 青森県田舎館村                   | 森田純平                                                                     | パイロット版として木曜 23:20 - 翌0:15に放送。                                                              |
| 0  | 01月04日 | 千原せいじ（千原兄弟）               | 長崎県五島列島                   | 森田純平                                                                     | パイロット版として木曜 23:20 - 翌0:15に放送。                                                              |
| 1  | 04月08日 | かたせ梨乃                           | 滋賀県沖島                       |                                                                              | レギュラー放送初回。                                                                                       |
| 1  | 04月08日 | 千原せいじ（千原兄弟）               | 鹿児島県南九州市頴娃町           |                                                                              | 2回目の出演。                                                                                              |
| 2  | 04月15日 | かたせ梨乃                           | 滋賀県沖島                       |                                                                              | |
| 2  | 04月15日 | 千原せいじ（千原兄弟）               | 鹿児島県南九州市頴娃町           |                                                                              | |
| 3  | 04月22日 | 具志堅用高                           | 大分県豊後高田市                 |                                                                              | |
| 3  | 04月22日 | ナダル（コロコロチキチキペッパーズ） | 石川県珠洲市                     |                                                                              | |
| 4  | 04月29日 | 具志堅用高                           | 大分県豊後高田市                 |                                                                              | |
| 4  | 04月29日 | ナダル（コロコロチキチキペッパーズ） | 石川県珠洲市                     |                                                                              | |
| 5  | 05月06日 | 武井壮                               | 長野県高山村                     |                                                                              | |
| 5  | 05月06日 | 横澤夏子                             | 東京都八丈島                     | 小高正裕                                                                     | |
| 6  | 05月13日 | 武井壮                               | 長野県高山村                     |                                                                              | |
| 6  | 05月13日 | 横澤夏子                             | 東京都八丈島                     | 小高正裕                                                                     | |
| 7  | 05月20日 | 渚（尼神インター）                   | 沖縄県うるま市                   |                                                                              | |
| 7  | 05月20日 | 長州力                               | 北海道猿払村                     | 植田政成 未公開シーンも含めたディレクターズカット版が、DVDに収録されている。 | |
| 8  | 05月27日 | 渚（尼神インター）                   | 沖縄県うるま市                   |                                                                              | |
| 8  | 05月27日 | 長州力                               | 北海道猿払村                     | 植田政成 未公開シーンも含めたディレクターズカット版が、DVDに収録されている。 | |
| 9  | 06月03日 | 鈴木奈々                             | 三重県鳥羽市                     |                                                                              | |
| 9  | 06月03日 | 間寛平                               | 岡山県備前市                     |                                                                              | |
| 10 | 06月10日 | 鈴木奈々                             | 三重県鳥羽市                     |                                                                              | |
| 10 | 06月10日 | 間寛平                               | 岡山県備前市                     |                                                                              | |
| 11 | 07月01日 | 西川きよし                           | 岡山県井原市芳井町（ノブの故郷） | 津野允                                                                       | 1時間スペシャル （23:10 - 翌0:05） 相席食堂DVD vol.1 DISC 1に収録                                          |
| 11 | 07月01日 | DJ KOO（TRF）                        | 岡山県笠岡市北木島（大悟の故郷） |                                                                              | 1時間スペシャル （23:10 - 翌0:05） 相席食堂DVD vol.1 DISC 1に収録                                          |
| 12 | 07月08日 | ナジャ・グランディーバ               | 熊本県天草市                     |                                                                              | |
| 13 | 07月15日 | ケンドーコバヤシ                     | 秋田県角館町                     |                                                                              | |
| 14 | 07月29日 | 渡部陽一                             | 青森県外ヶ浜町龍飛               |                                                                              | 相席食堂DVD vol.1 DISC 1に収録                                                                             |
| 15 | 08月12日 | レイザーラモンRG（レイザーラモン）   | 北海道上川郡比布町               | 津野允                                                                       | |
| 16 | 08月19日 | ゆりやんレトリィバァ                 | 宮城県塩釜市                     |                                                                              | |
| 17 | 08月26日 | 研ナオコ                             | 福岡県北九州市若松区             | 守屋賢                                                                       | 相席食堂DVD vol.1DISC 2に収録                                                                              |
| 18 | 09月02日 | くっきー（野性爆弾）                 | 徳島県牟岐町                     |                                                                              | |
| 19 | 09月09日 | 志茂田景樹→千原せいじ（千原兄弟）    | 神奈川県横浜市中区野毛町         |                                                                              | 千原せいじは3回目の出演。 相席食堂DVD vol.1 DISC 2に収録                                                   |
| 20 | 09月16日 | アグネス・チャン                     | 愛知県田原市                     |                                                                              | |
| 21 | 09月23日 | 西田幸治（笑い飯）                   | 岩手県一関市                     | 植田政成                                                                     | |
| 22 | 10月07日 | 白竜                                 | 福島県会津若松市                 |                                                                              | |
| 23 | 10月14日 | 内間政成（スリムクラブ）             | 栃木県那須町                     |                                                                              | |
| 24 | 10月21日 | 亀田興毅                             | 長野県飯田市                     |                                                                              | |
| 25 | 10月28日 | ジミー大西                           | 長野県佐久市                     |                                                                              | |
| 26 | 11月04日 | 獣神サンダー・ライガー               | 山形県白鷹町                     |                                                                              | 相席食堂DVD vol.1 DISC 2に収録                                                                             |
| 27 | 11月11日 | トミーズ健（トミーズ）               | 福井県坂井市三国町安島東尋坊     |                                                                              | |
| 28 | 11月18日 | 錦野旦                               | 静岡県焼津市                     |                                                                              | |
| 29 | 11月25日 | 吉村崇（平成ノブシコブシ）           | 宮崎県日向市                     |                                                                              | |
| 30 | 12月02日 | ロッシー（野性爆弾）                 | 愛媛県今治市岡村島               |                                                                              | |
| 31 | 12月09日 | 加藤鷹                               | 和歌山県日高郡                   |                                                                              | |
| 32 | 12月16日 | ベビーヴァギー                       | 大阪市淀川区十三                 |                                                                              | スターの原石発掘! 青田買いスペシャル2018冬 1時間スペシャル （23:25 - 翌0:20）相席食堂DVD vol.2DISC 1に収録 |
| 32 | 12月16日 | 亀田史郎                             | 大阪市生野区鶴橋                 |                                                                              | スターの原石発掘! 青田買いスペシャル2018冬 1時間スペシャル （23:25 - 翌0:20）相席食堂DVD vol.2DISC 1に収録 |
| 32 | 12月16日 | 明日花キララ                         | 大阪市鶴見橋商店街               |                                                                              | スターの原石発掘! 青田買いスペシャル2018冬 1時間スペシャル （23:25 - 翌0:20）相席食堂DVD vol.2DISC 1に収録 |
| 32 | 12月16日 | 新垣隆                               | 大阪市浪速区新世界               |                                                                              | スターの原石発掘! 青田買いスペシャル2018冬 1時間スペシャル （23:25 - 翌0:20）相席食堂DVD vol.2DISC 1に収録 |
| 32 | 12月16日 | 智兄                                 | 大阪市中央区京橋                 |                                                                              | スターの原石発掘! 青田買いスペシャル2018冬 1時間スペシャル （23:25 - 翌0:20）相席食堂DVD vol.2DISC 1に収録 |
| 32 | 12月16日 | 秋山賢太、山名文和（アキナ）         | 兵庫県尼崎市                     |                                                                              | スターの原石発掘! 青田買いスペシャル2018冬 1時間スペシャル （23:25 - 翌0:20）相席食堂DVD vol.2DISC 1に収録 |
| 32 | 12月16日 | 帯谷孝史                             | 大阪市中央区日本橋               |                                                                              | スターの原石発掘! 青田買いスペシャル2018冬 1時間スペシャル （23:25 - 翌0:20）相席食堂DVD vol.2DISC 1に収録 |
| 32 | 12月16日 | Emi-chan                             | 大阪府豊中市庄内                 |                                                                              | スターの原石発掘! 青田買いスペシャル2018冬 1時間スペシャル （23:25 - 翌0:20）相席食堂DVD vol.2DISC 1に収録 |

### 2019年
| 回 | 放送日     | 旅人                                       | 旅先                                                      | ディレクター       | 備考 |
| -- | ---------- | ------------------------------------------ | --------------------------------------------------------- | ------------------ | --- |
| 33 | 01月06日   | 村上ショージ                               | 愛媛県今治市大島                                          | 坂上諒             | 生まれ故郷に凱旋スペシャル（23:10 - 翌0:10） 相席食堂DVD vol.2 DISC 2に収録 ギャラクシー賞1月度月間賞を受賞                |
| 33 | 01月06日   | 内藤大助                                   | 北海道豊浦町                                              | 植田政成           | 生まれ故郷に凱旋スペシャル（23:10 - 翌0:10） 相席食堂DVD vol.2 DISC 2に収録 ギャラクシー賞1月度月間賞を受賞                |
| 34 | 01月20日   | Mr.マリック                                | 千葉県銚子市                                              | 小高正裕           | |
| 35 | 01月27日   | ロッシー（野性爆弾）                       | 宮城県石巻市田代島                                        |                    | 2回目の出演。 |
| 36 | 02月03日   | 松崎しげる                                 | 富山県南砺市                                              |                    | |
| 37 | 02月10日   | 西川のりお（西川のりお・上方よしお）       | 高知県高知市                                              | 守屋賢             | |
| 38 | 02月17日   | 志茂田景樹、長州力                         | 都内・志茂田景樹事務所                                    |                    | 特別企画の「相席対談」。                                                                                                   |
| 39 | 02月24日   | くまだまさし                               | 群馬県邑楽郡大泉町                                        |                    | 相席食堂DVD vol.2 DISC 2に収録                                                                                             |
| 40 | 03月03日   | 田中一彦（スーパーマラドーナ）             | 鹿児島県徳之島                                            |                    | |
| 41 | 03月10日   | 上島竜兵（ダチョウ倶楽部）                 | 東京都葛飾区柴又                                          |                    | |
| 42 | 03月17日   | 布川ひろき、みちお（トム・ブラウン）       | 北海道札幌市                                              |                    | |
| 43 | 03月24日   | 津田篤宏（ダイアン）                       | 大阪市北区梅田・大阪工業大学梅田キャンパス                |                    | [ 注 9 ] |
| 44 | 04月02日   | 奥田民生、手島いさむ（UNICORN）            | 広島県広島市                                              |                    | この回より『ナイトinナイト』へ移動し、60分枠に拡大。 相席食堂DVD vol.3 DISC 1に収録                                        |
| 45 | 04月09日   | 杉本彩                                     | 愛媛県宇和島市                                            | 小高正裕           | |
| 46 | 04月016日  | 小田井涼平（純烈）                         | 兵庫県川西市                                              |                    | 相席食堂DVD vol.3 DISC 1に収録                                                                                             |
| 47 | 04月023日  | 千原せいじ（千原兄弟）                     | 奈良県奈良市                                              |                    | 4回目の出演。 相席食堂DVD vol.3 DISC 1に収録                                                                               |
| 48 | 05月07日   | スギちゃん                                 | 富山県氷見市                                              |                    | |
| 49 | 05月014日  | 山田菜々                                   | 大分県別府市                                              |                    | |
| 50 | 05月021日  | 原西孝幸（FUJIWARA）                       | 香川県小豆島                                              |                    | |
| 51 | 05月028日  | モト冬樹                                   | 北海道増毛町                                              |                    | |
| 52 | 06月04日   | かつみ（かつみ♥さゆり）                    | 大阪市住之江区北加賀屋                                    |                    | 相席食堂DVD vol.3 DISC 2に収録                                                                                             |
| 53 | 06月011日  | 磯野貴理子                                 | 三重県志摩市志摩町                                        |                    | |
| 54 | 06月025日  | ユースケ（ダイアン）                       | 滋賀県湖東地方                                            | 植田政成           | |
| 55 | 07月02日   | 蛭子能収                                   | 兵庫県淡路島                                              |                    | 相席食堂DVD vol.3 DISC 2に収録                                                                                             |
| 56 | 07月09日   | 山下真司                                   | 広島県呉市                                                | 三田修司           | |
| 57 | 07月016日  | 布川敏和                                   | 佐賀県鹿島市                                              |                    | |
| 58 | 07月023日  | 林家ペー、林家パー子                       | 神奈川県湘南・江の島                                      |                    | 相席食堂DVD vol.3 DISC 2に収録                                                                                             |
| 59 | 07月030日  | 高橋ジョージ（THE 虎舞竜）                 | 新潟県新潟市古町                                          |                    | |
| 60 | 08月06日   | オスマン・サンコン                         | 大阪市中央区アメリカ村                                    |                    | スターの原石発掘! 青田買いスペシャル2019夏                                                                                 |
| 60 | 08月06日   | マーク・パンサー                           | 大阪市中央区西心斎橋                                      |                    | スターの原石発掘! 青田買いスペシャル2019夏                                                                                 |
| 60 | 08月06日   | 手島いさむ（UNICORN）                      | 東京都杉並区西荻窪                                        |                    | スターの原石発掘! 青田買いスペシャル2019夏                                                                                 |
| 60 | 08月06日   | 野沢直子                                   | 大阪市生野区鶴橋                                          |                    | スターの原石発掘! 青田買いスペシャル2019夏                                                                                 |
| 60 | 08月06日   | 中條健一                                   | 兵庫県神戸市神戸ポートピアホテル                          |                    | スターの原石発掘! 青田買いスペシャル2019夏                                                                                 |
| 60 | 08月06日   | 立石諒                                     | 東京都北区赤羽                                            |                    | スターの原石発掘! 青田買いスペシャル2019夏                                                                                 |
| 60 | 08月06日   | 清水泰地                                   | 大阪府東大阪市石切                                        |                    | スターの原石発掘! 青田買いスペシャル2019夏                                                                                 |
| 60 | 08月06日   | レイザーラモンRG（レイザーラモン）         | 京都市北区北山                                            |                    | スターの原石発掘! 青田買いスペシャル2019夏                                                                                 |
| 61 | 08月020日  | パンツェッタ・ジローラモ                   | 和歌山県白浜町                                            | 坂上諒             | |
| 62 | 08月027日  | チャーリー浜                               | 京都市祇園                                                |                    | 相席食堂DVDvol.4 DISC1に収録                                                                                               |
| 63 | 09月03日   | 中尾彬、池波志乃                           | 高知県須崎市                                              |                    | 1時間まるまる相席旅スペシャル                                                                                              |
| 64 | 09月010日  | オール巨人（オール阪神・巨人）             | 静岡県浜松市                                              |                    | |
| 65 | 09月017日  | 竹中直人                                   | 大阪市中央区空堀商店街                                    | 寺川真未           | |
| 66 | 09月024日  | 黒沢かずこ（森三中）、ロッシー（野性爆弾） | 鹿児島県種子島                                            | 寺川真未、植田政成 | ロッシーは3回目の出演。 同日同時間帯にそれぞれ別々にロケをしており、最後に合流した。 スタジオゲストに手島いさむ（UNICORN） |
| 67 | 010月01日  | 秋山竜次（ロバート）                       | 北海道富良野市                                            |                    | スタジオゲストに手島いさむ（UNICORN）                                                                                      |
| 67 | 010月01日  | パパイヤ鈴木                               | 群馬県伊香保温泉                                          |                    | スタジオゲストに手島いさむ（UNICORN）                                                                                      |
| 68 | 010月015日 | 神奈月、松村邦洋                           | 山梨県山中湖村・忍野村・富士吉田市 静岡県富士市・富士宮市 |                    | |
| 69 | 010月022日 | くっきー！（野性爆弾）                     | 京都府伊根町                                              |                    | くっきー！は2回目の出演。 相席食堂DVD Vol.4DISC1に収録                                                                     |
| 69 | 010月022日 | 又吉直樹（ピース）                         | 大分県保戸島                                              |                    | くっきー！は2回目の出演。 相席食堂DVD Vol.4DISC1に収録                                                                     |
| 70 | 010月029日 | ゆきぽよ                                   | 熊本県阿蘇市                                              |                    | |
| 70 | 010月029日 | 友近                                       | 鳥取県鳥取市                                              | 早浪賢             | |
| 71 | 011月05日  | なかやまきんに君                           | 広島県福山市                                              | 植田政成           | |
| 72 | 011月012日 | ぼんちおさむ（ザ・ぼんち）                 | 香川県仲多度郡                                            | 菱田忠             | |
| 72 | 011月012日 | ハリウッドザコシショウ                     | 岩手県盛岡市                                              | 守屋賢             | |
| 73 | 011月019日 | 東国原英夫                                 | 宮崎県                                                    |                    | |
| 74 | 011月026日 | 副島淳                                     | 京都府嵐山                                                |                    | |
| 74 | 011月026日 | 藤田憲右（トータルテンボス）               | 栃木県日光市                                              |                    | |
| 75 | 012月03日  | 斎藤司（トレンディエンジェル）             | 茨城県大洗町                                              |                    | |
| 76 | 012月010日 | イジリー岡田                               | 島根県出雲市                                              |                    | |
| 77 | 012月017日 | アンミカ                                   | 兵庫県姫路市坊勢島                                        |                    | |
| 78 | 012月024日 | 美川憲一                                   | 沖縄県西表島                                              | 坂上諒             | |

### 2020年
| 回  | 放送日   | 旅人                                                                           | 旅先                                                                           | ディレクター                                                                   | 備考 |
| --- | -------- | ------------------------------------------------------------------------------ | ------------------------------------------------------------------------------ | ------------------------------------------------------------------------------ | --- |
| 79  | 1月7日   | 菊池桃子                                                                       | 福井県越前町                                                                   |                                                                                | 2回目の出演。 |
| 79  | 1月7日   | 千原せいじ（千原兄弟）                                                         | 和歌山県高野山                                                                 |                                                                                | 5回目の出演。 |
| 80  | 1月14日  | 池乃めだか                                                                     | 山口県萩市                                                                     |                                                                                | レジェンドＷ相席 |
| 80  | 1月14日  | 宮川大助（宮川大助・花子）                                                     | 広島県廿日市市宮島                                                             |                                                                                | レジェンドＷ相席 |
| 81  | 1月21日  | 岩尾望（フットボールアワー）                                                   | 静岡県伊東市伊豆高原                                                           |                                                                                | |
| 82  | 1月28日  | 岩井勇気（ハライチ）                                                           | 宮城県松島                                                                     | 小高正裕                                                                       | 相席食堂DVD Vol.4DISC2に収録 |
| 83  | 2月4日   | 駒場孝、内海崇（ミルクボーイ）                                                 | 岩手県奥州市                                                                   |                                                                                | 各種配信サービスでは菊池パートをカットして配信。 |
| 83  | 2月4日   | 菊池風磨（Sexy Zone）                                                          | 大分県中津市                                                                   |                                                                                | 各種配信サービスでは菊池パートをカットして配信。 |
| 84  | 2月11日  | 田渕章裕、きむ（インディアンス）                                               | 大阪市京橋                                                                     |                                                                                | 街ブラ-1グランプリ＜前半戦＞ |
| 84  | 2月11日  | 松陰寺太勇、シュウペイ（ぺこぱ）                                               | 大阪市京橋                                                                     | 上本理恵                                                                       | 街ブラ-1グランプリ＜前半戦＞ |
| 84  | 2月11日  | 畠中悠、伊藤俊介（オズワルド）                                                 | 大阪市京橋                                                                     |                                                                                | 街ブラ-1グランプリ＜前半戦＞ |
| 85  | 2月18日  | 杉本青空、伊織（からし蓮根）                                                   | 大阪市新世界                                                                   |                                                                                | 街ブラ-1グランプリ＜後半戦＞ |
| 85  | 2月18日  | 三島達矢、南條庄助（すゑひろがりず）                                           | 大阪市新世界                                                                   |                                                                                | 街ブラ-1グランプリ＜後半戦＞ |
| 85  | 2月18日  | 嶋佐和也、屋敷裕政（ニューヨーク）                                             | 大阪市新世界                                                                   |                                                                                | 街ブラ-1グランプリ＜後半戦＞ |
| 86  | 2月25日  | 藤山直美                                                                       | 石川県金沢市                                                                   | 坂上諒                                                                         | |
| 87  | 3月3日   | 神田うの                                                                       | 宮崎県椎葉村                                                                   | 寺川真未                                                                       | |
| 88  | 3月10日  | 田中卓志（アンガールズ）                                                       | 山口県長門市・向津具半島                                                       | 三田修司                                                                       | 相席食堂DVD Vol.4DISC2に収録 |
| 89  | 3月17日  | 山内健司（かまいたち）                                                         | 長野県茅野市                                                                   | 植田政成                                                                       | |
| 90  | 3月24日  | 彦摩呂                                                                         | 島根県邑南町                                                                   |                                                                                | |
| 90  | 3月24日  | 安藤なつ（メイプル超合金）                                                     | 新潟県粟島                                                                     |                                                                                | |
| 91  | 3月31日  | 尾形貴弘（パンサー）                                                           | 北海道ニセコ町                                                                 | 坂上諒                                                                         | 相席食堂DVD Vol.4DISC2に収録 |
| 91  | 3月31日  | サンシャイン池崎                                                               | 沖縄県コザ市                                                                   | 守屋賢                                                                         | 相席食堂DVD Vol.4DISC2に収録 |
| 92  | 4月7日   | はるな愛                                                                       | 熊本県玉名市                                                                   |                                                                                | Wオネェ相席 |
| 92  | 4月7日   | KABA.ちゃん                                                                    | 静岡県菊川市                                                                   |                                                                                | Wオネェ相席 |
| 93  | 4月14日  | 『千鳥の野球チームを作ろう！ 大悟vsノブ 世紀の野球対決SP』のため相席旅は無し。 | 『千鳥の野球チームを作ろう！ 大悟vsノブ 世紀の野球対決SP』のため相席旅は無し。 | 『千鳥の野球チームを作ろう！ 大悟vsノブ 世紀の野球対決SP』のため相席旅は無し。 | 『千鳥の野球チームを作ろう！ 大悟vsノブ 世紀の野球対決SP』のため相席旅は無し。                                                                                   |
| 94  | 4月21日  | 井上裕介（NON STYLE）                                                          | 群馬県南牧村                                                                   | 上本理恵                                                                       | 日本に元気を届ける相席旅SP |
| 94  | 4月21日  | いっこく堂                                                                     | 神奈川県真鶴町                                                                 | 菱田忠                                                                         | 日本に元気を届ける相席旅SP |
| 95  | 4月28日  | ゴー☆ジャス                                                                    | 大阪市生野区鶴橋                                                               | 植田政成                                                                       | 白塗り-1グランプリ＜前半戦＞ |
| 95  | 4月28日  | コウメ太夫                                                                     | 大阪市北区天満                                                                 | 守屋賢                                                                         | 白塗り-1グランプリ＜前半戦＞ |
| 95  | 4月28日  | 兎味ペロリナ                                                                   | 大阪市生野区鶴橋                                                               | 寺川真未                                                                       | 白塗り-1グランプリ＜前半戦＞ |
| 96  | 5月5日   | トランプマン                                                                   | 大阪市北区天満                                                                 | 寺川真未                                                                       | 白塗り-1グランプリ＜後半戦＞ |
| 96  | 5月5日   | 梅垣義明                                                                       | 大阪市生野区鶴橋                                                               |                                                                                | 白塗り-1グランプリ＜後半戦＞ |
| 96  | 5月5日   | フリーザ（BAN BAN BAN・山本正剛）                                              | 大阪市北区天満                                                                 |                                                                                | 白塗り-1グランプリ＜後半戦＞ |
| 97  | 5月12日  | 長州力                                                                         | 北海道猿払村                                                                   | 植田政成                                                                       | 2018年5月27日放送分の再編集版。（副題：長州・ザ・リメイク） 相席食堂DVD vol.2 DISC 1に収録                                                                       |
| 98  | 5月19日  | 大悟が選ぶ！おかわり賞ランキングベスト10 ～2019年上半期編～                    | 大悟が選ぶ！おかわり賞ランキングベスト10 ～2019年上半期編～                    | 大悟が選ぶ！おかわり賞ランキングベスト10 ～2019年上半期編～                    | |
| 99  | 5月26日  | 大悟が選ぶ！おかわり賞ランキングベスト10 ～2019年下半期編～                    | 大悟が選ぶ！おかわり賞ランキングベスト10 ～2019年下半期編～                    | 大悟が選ぶ！おかわり賞ランキングベスト10 ～2019年下半期編～                    | |
| 100 | 6月2日   | イジリー岡田                                                                   | 島根県出雲市                                                                   |                                                                                | 2019年5月7日放送分と2019年12月10日放送分の再編集版。（副題：二大低視聴率相席旅！） 地上波限定。                                                                  |
| 100 | 6月2日   | スギちゃん                                                                     | 富山県氷見市                                                                   |                                                                                | 2019年5月7日放送分と2019年12月10日放送分の再編集版。（副題：二大低視聴率相席旅！） 地上波限定。                                                                  |
| 101 | 6月9日   | くっきー！（野性爆弾）                                                         | 徳島県牟岐町                                                                   |                                                                                | 2018年9月2日放送分と2018年12月2日放送分の再編集版。（副題：野性爆弾コラボ相席） 地上波限定。                                                                     |
| 101 | 6月9日   | ロッシー（野性爆弾）                                                           | 愛媛県今治市岡村島                                                             |                                                                                | 2018年9月2日放送分と2018年12月2日放送分の再編集版。（副題：野性爆弾コラボ相席） 地上波限定。                                                                     |
| 102 | 6月16日  | 山内健司、濱家隆一（かまいたち）                                               | 長野県茅野市                                                                   | 植田政成                                                                       | 2019年11月5日放送分と2020年3月17日放送分をコンビで検証する。 この回から第132回まで新型コロナ感染対策として「ちょっと待てぃ!!ボタン」が大吾とノブで独立化された。 |
| 102 | 6月16日  | ザ☆健康ボーイズ（なかやまきんに君、八木真澄（サバンナ））                      | 広島県福山市                                                                   | 植田政成                                                                       | 2019年11月5日放送分と2020年3月17日放送分をコンビで検証する。 この回から第132回まで新型コロナ感染対策として「ちょっと待てぃ!!ボタン」が大吾とノブで独立化された。 |
| 103 | 6月23日  | ロッシー（野性爆弾）                                                           | 香川県高松市女木島                                                             | 津野允                                                                         | 島相席 ロッシーは4回目の出演。 |
| 103 | 6月23日  | 須田亜香里（SKE48）                                                            | 香川県高松市男木島                                                             | 小高正裕                                                                       | 島相席 ロッシーは4回目の出演。 |
| 104 | 6月30日  | ロッシー（野性爆弾）                                                           | 香川県高松市女木島                                                             | 津野允                                                                         | 島相席 ロッシーは4回目の出演。 |
| 104 | 6月30日  | 須田亜香里（SKE48）                                                            | 香川県高松市女木島                                                             | 小高正裕                                                                       | 島相席 ロッシーは4回目の出演。 |
| 105 | 7月7日   | 『夢のMC超人タッグトーナメント2020』（後述）                                   | 『夢のMC超人タッグトーナメント2020』（後述）                                   | 『夢のMC超人タッグトーナメント2020』（後述）                                   | |
| 106 | 7月14日  | 『夢のMC超人タッグトーナメント2020』（後述）                                   | 『夢のMC超人タッグトーナメント2020』（後述）                                   | 『夢のMC超人タッグトーナメント2020』（後述）                                   | |
| 107 | 7月21日  | 『夢のMC超人タッグトーナメント2020』（後述）                                   | 『夢のMC超人タッグトーナメント2020』（後述）                                   | 『夢のMC超人タッグトーナメント2020』（後述）                                   | |
| 108 | 7月28日  | 『夢のMC超人タッグトーナメント2020』（後述）                                   | 『夢のMC超人タッグトーナメント2020』（後述）                                   | 『夢のMC超人タッグトーナメント2020』（後述）                                   | |
| 109 | 8月4日   | 『夢のMC超人タッグトーナメント2020』（後述）                                   | 『夢のMC超人タッグトーナメント2020』（後述）                                   | 『夢のMC超人タッグトーナメント2020』（後述）                                   | |
| 110 | 8月18日  | 千原せいじ（千原兄弟）                                                         | 朝日放送テレビ社屋                                                             |                                                                                | 「千鳥の野球チームを作ろう！」で敗北した大悟に課せられた罰ゲームロケ。 千原せいじは6回目の出演。                                                                 |
| 110 | 8月18日  | 大悟（千鳥）                                                                   | 朝日放送テレビ社屋                                                             |                                                                                | 「千鳥の野球チームを作ろう！」で敗北した大悟に課せられた罰ゲームロケ。 千原せいじは6回目の出演。                                                                 |
| 111 | 8月25日  | どんぐり                                                                       | 三重県伊賀市 滋賀県甲賀市                                                      | 前田健太                                                                       | |
| 112 | 9月1日   | 森脇健児                                                                       | 兵庫県三木市ネスタリゾート神戸                                                 | 重信篤志                                                                       | 青田買いスペシャル2020夏① |
| 112 | 9月1日   | アジャ・コング                                                                 | 大阪府堺市ハーベストの丘                                                       | 守屋賢                                                                         | 青田買いスペシャル2020夏① |
| 113 | 9月8日   | ブリアナ・ギガンテ                                                             | 大阪府枚方市ひらかたパーク                                                     | 古瀬耀士                                                                       | 青田買いスペシャル2020夏② |
| 113 | 9月8日   | 華                                                                             | 滋賀県彦根市ひこねスカイアドベンチャー                                         | 守屋賢                                                                         | 青田買いスペシャル2020夏② |
| 113 | 9月8日   | 原田龍二                                                                       | 大阪府吹田市万博記念公園                                                       | 植田政成                                                                       | 青田買いスペシャル2020夏② |
| 114 | 9月15日  | 紗倉まな                                                                       | 京都府京丹波町陽気ハッスルランド                                               | 植田政成                                                                       | 青田買いスペシャル2020夏③ |
| 114 | 9月15日  | 島田珠代                                                                       | 京都府京都市嵐山モンキーパークいわたやま                                       | 重信篤志                                                                       | 青田買いスペシャル2020夏③ |
| 114 | 9月15日  | 中邨雄二（朝日放送テレビアナウンサー）                                         | 滋賀県大津市オーパル                                                           |                                                                                | 青田買いスペシャル2020夏③ |
| 115 | 9月22日  | 庄司智春（品川庄司）                                                           | 京都府京都市雲ケ畑                                                             | 坂上諒                                                                         | ネイチャー相席 |
| 116 | 9月30日  | 寺門ジモン（ダチョウ倶楽部）、永野、 木村卓寛（天津）、高木晋哉（ジョイマン）  | 新潟県南魚沼市                                                                 | 杉浦圭太                                                                       | ネイチャー相席 “クワガタ・バトルロワイアル” |
| 117 | 10月6日  | クロちゃん（安田大サーカス）                                                   | 福島県猪苗代町                                                                 |                                                                                | |
| 118 | 10月13日 | 大仁田厚                                                                       | 東京都八丈島                                                                   | 津野允                                                                         | |
| 119 | 10月20日 | 波田陽区                                                                       | 京都市右京区東映太秦映画村                                                     |                                                                                | 流し-1グランプリ＜前半戦＞ |
| 119 | 10月20日 | 大地洋輔（ダイノジ）                                                           | 兵庫県姫路市太陽公園                                                           |                                                                                | 流し-1グランプリ＜前半戦＞ |
| 119 | 10月20日 | 藤原さくら                                                                     | 大阪府河南町ワールド牧場                                                       |                                                                                | 流し-1グランプリ＜前半戦＞ |
| 120 | 10月27日 | トモ（テツandトモ）                                                            | 大阪市港区海遊館                                                               |                                                                                | 流し-1グランプリ＜後半戦＞ |
| 120 | 10月27日 | AMEMIYA                                                                        | 兵庫県神戸市神戸どうぶつ王国                                                   |                                                                                | 流し-1グランプリ＜後半戦＞ |
| 120 | 10月27日 | 松永光弘                                                                       | 大阪府河内長野市関西サイクルスポーツセンター                                   |                                                                                | 流し-1グランプリ＜後半戦＞ |
| 121 | 11月3日  | 小島瑠璃子                                                                     | 沖縄県久米島                                                                   | 小高正裕                                                                       | 海の希少生物 ネイチャー相席SP 地上波限定。 |
| 121 | 11月3日  | 武蔵                                                                           | 高知県黒潮町                                                                   |                                                                                | 海の希少生物 ネイチャー相席SP 地上波限定。 |
| 122 | 11月10日 | コカドケンタロウ（ロッチ）                                                     | 新潟県阿賀町                                                                   |                                                                                | 山のネイチャー相席SP スギちゃんは2回目の出演。 |
| 122 | 11月10日 | スギちゃん                                                                     | 北海道札幌市・白老町                                                           |                                                                                | 山のネイチャー相席SP スギちゃんは2回目の出演。 |
| 123 | 11月17日 | 瀬下豊（天竺鼠）                                                               | 京都府京丹波町・亀岡市                                                         |                                                                                | 秋の収穫祭スペシャル！ |
| 123 | 11月17日 | トリンドル玲奈                                                                 | 茨城県行方市                                                                   |                                                                                | 秋の収穫祭スペシャル！ |
| 124 | 11月25日 | 『秋の相席体育祭2020』（後述）                                                 | 『秋の相席体育祭2020』（後述）                                                 | 『秋の相席体育祭2020』（後述）                                                 | |
| 125 | 12月1日  | 田村亮（ロンドンブーツ1号2号）                                                 | 岡山県児島湾                                                                   |                                                                                | 幻の天然青ウナギを探すネイチャー相席 |
| 126 | 12月8日  | 鈴木もぐら（空気階段）                                                         | 山形県庄内町                                                                   | 守屋賢                                                                         | ネイチャー相席 |
| 127 | 12月15日 | 中澤裕子                                                                       | 福岡県太宰府市                                                                 |                                                                                | モーニング娘。-1グランプリ＜前半戦＞ |
| 127 | 12月15日 | 飯田圭織                                                                       | 東京都墨田区浅草                                                               |                                                                                | モーニング娘。-1グランプリ＜前半戦＞ |
| 127 | 12月15日 | 辻希美                                                                         | 東京都両国                                                                     |                                                                                | モーニング娘。-1グランプリ＜前半戦＞ |
| 128 | 12月22日 | 矢口真里                                                                       | 兵庫県神戸市元町                                                               |                                                                                | モーニング娘。-1グランプリ＜後半戦＞ |
| 128 | 12月22日 | 石黒彩                                                                         | 京都市東山区祇園                                                               |                                                                                | モーニング娘。-1グランプリ＜後半戦＞ |
| 128 | 12月22日 | 保田圭                                                                         | 神奈川県横浜市                                                                 |                                                                                | モーニング娘。-1グランプリ＜後半戦＞ |

### 2021年
| 回  | 放送日   | 旅人                                                   | 旅先                                                   | ディレクター                                           | 備考 |
| --- | -------- | ------------------------------------------------------ | ------------------------------------------------------ | ------------------------------------------------------ | --- |
| 129 | 1月5日   | 大久保佳代子（オアシズ）                               | 愛知県田原市                                           |                                                        | 有名人が生まれ故郷に凱旋SP |
| 129 | 1月5日   | 藤あや子                                               | 秋田県仙北市角館                                       |                                                        | 有名人が生まれ故郷に凱旋SP |
| 130 | 1月12日  | 峯岸みなみ（AKB48）                                    | 大分県湯布院・別府市                                   |                                                        | 新旧バラドル相席旅 |
| 130 | 1月12日  | 松本明子                                               | 静岡県熱海市・伊東市・東伊豆町                         |                                                        | 新旧バラドル相席旅 |
| 131 | 1月19日  | 渡辺江里子（阿佐ヶ谷姉妹）                             | 山口県下関市                                           |                                                        | 冬の味覚相席 |
| 131 | 1月19日  | 木村美穂（阿佐ヶ谷姉妹）                               | 長崎県平戸市                                           |                                                        | 冬の味覚相席 |
| 132 | 1月26日  | 大悟が選ぶ！おかわり賞ランキングベスト10～2020年編～   | 大悟が選ぶ！おかわり賞ランキングベスト10～2020年編～   | 大悟が選ぶ！おかわり賞ランキングベスト10～2020年編～   | |
| SP  | 2月2日   | 田渕章裕、きむ（インディアンス）                       | 兵庫県たつの市                                         |                                                        | ゴールデン2時間SP 18:45 - 20:54（全国ネット） この回から感染対策処置が終了し、「ちょっと待てぃ!!ボタン」が従来のものに戻された。 |
| SP  | 2月2日   | ショーゴ、たける（東京ホテイソン）                     | 岡山県高梁市                                           |                                                        | ゴールデン2時間SP 18:45 - 20:54（全国ネット） この回から感染対策処置が終了し、「ちょっと待てぃ!!ボタン」が従来のものに戻された。 |
| SP  | 2月2日   | 嶋佐和也、屋敷裕政（ニューヨーク）                     | 三重県熊野市                                           |                                                        | ゴールデン2時間SP 18:45 - 20:54（全国ネット） この回から感染対策処置が終了し、「ちょっと待てぃ!!ボタン」が従来のものに戻された。 |
| SP  | 2月2日   | 盛山晋太郎、リリー（見取り図）                         | 大阪府堺市                                             |                                                        | ゴールデン2時間SP 18:45 - 20:54（全国ネット） この回から感染対策処置が終了し、「ちょっと待てぃ!!ボタン」が従来のものに戻された。 |
| SP  | 2月2日   | おいでやす小田、こがけん（おいでやすこが）             | 福岡県久留米市                                         |                                                        | ゴールデン2時間SP 18:45 - 20:54（全国ネット） この回から感染対策処置が終了し、「ちょっと待てぃ!!ボタン」が従来のものに戻された。 |
| SP  | 2月2日   | 野田クリスタル、村上（マヂカルラブリー）               | 愛知県新城市                                           |                                                        | ゴールデン2時間SP 18:45 - 20:54（全国ネット） この回から感染対策処置が終了し、「ちょっと待てぃ!!ボタン」が従来のものに戻された。 |
| SP  | 2月2日   | 畠中悠、伊藤俊介（オズワルド）                         | 北海道函館市                                           |                                                        | ゴールデン2時間SP 18:45 - 20:54（全国ネット） この回から感染対策処置が終了し、「ちょっと待てぃ!!ボタン」が従来のものに戻された。 |
| SP  | 2月2日   | 秋山賢太、山名文和（アキナ）                           | 滋賀県東近江市                                         |                                                        | ゴールデン2時間SP 18:45 - 20:54（全国ネット） この回から感染対策処置が終了し、「ちょっと待てぃ!!ボタン」が従来のものに戻された。 |
| SP  | 2月2日   | 長谷川雅紀、渡辺隆（錦鯉）                             | 北海道札幌市                                           |                                                        | ゴールデン2時間SP 18:45 - 20:54（全国ネット） この回から感染対策処置が終了し、「ちょっと待てぃ!!ボタン」が従来のものに戻された。 |
| SP  | 2月2日   | 河本太、井口浩之（ウエストランド）                     | 岡山県津山市                                           |                                                        | ゴールデン2時間SP 18:45 - 20:54（全国ネット） この回から感染対策処置が終了し、「ちょっと待てぃ!!ボタン」が従来のものに戻された。 |
| 133 | 2月2日   | 野田クリスタル、村上（マヂカルラブリー）               | 愛知県新城市                                           |                                                        | 延長戦SP、ゴールデン未公開部分を放送                                                                                             |
| 134 | 2月9日   | 伊藤一朗（Every Little Thing）                         | 北海道幌加内町朱鞠内湖                                 |                                                        | 幻の巨大魚を求めるネイチャー相席                                                                                                 |
| 134 | 2月9日   | 鈴木亜美                                               | 和歌山県白浜町                                         | 小高正裕                                               | 幻の巨大魚を求めるネイチャー相席                                                                                                 |
| 135 | 2月16日  | 北斗晶、佐々木健介                                     | 三重県鳥羽市答志島                                     |                                                        | おしどり相席 |
| 136 | 2月23日  | 濱家隆一（かまいたち）                                 | 長野県茅野市                                           |                                                        | かまいたち・山内＆なかやまきんに君 相方リベンジSP（濱家は相方の山内、八木はなかやまきんに君のリベンジ相席旅。）                  |
| 136 | 2月23日  | 八木真澄（サバンナ）                                   | 広島県福山市                                           |                                                        | かまいたち・山内＆なかやまきんに君 相方リベンジSP（濱家は相方の山内、八木はなかやまきんに君のリベンジ相席旅。）                  |
| 137 | 3月2日   | ヨネスケ                                               | 新潟県南魚沼市                                         |                                                        | 全タレント必見！東西ロケレジェンド相席                                                                                           |
| 137 | 3月2日   | タージン                                               | 愛媛県松山市                                           |                                                        | 全タレント必見！東西ロケレジェンド相席                                                                                           |
| 138 | 3月9日   | ヨネスケ                                               | 新潟県南魚沼市                                         |                                                        | 全タレント必見！東西ロケレジェンド相席                                                                                           |
| 138 | 3月9日   | タージン                                               | 愛媛県松山市                                           |                                                        | 全タレント必見！東西ロケレジェンド相席                                                                                           |
| 139 | 3月16日  | 関口メンディー（EXILE）                                | 群馬県下仁田町                                         | 坂上諒                                                 | |
| 139 | 3月16日  | 高岸宏行（ティモンディ）                               | 熊本県熊本市                                           |                                                        | |
| 140 | 3月23日  | 小島よしお                                             | 新潟県長岡市栃尾                                       |                                                        | |
| 140 | 3月23日  | 岩井ジョニ男（イワイガワ）                             | 佐賀県武雄市                                           |                                                        | |
| 141 | 3月30日  | 真矢（LUNA SEA）                                       | 兵庫県淡路島                                           | 早浪賢                                                 | ドッペルゲンガー相席 |
| 141 | 3月30日  | 里崎智也                                               | 兵庫県淡路島                                           | 三田修司                                               | ドッペルゲンガー相席 |
| 142 | 4月6日   | 木下隆行（TKO）                                        | 沖縄県石垣島                                           |                                                        | エンジェル相席 |
| 142 | 4月6日   | 山本圭壱（極楽とんぼ）                                 | 北海道知床半島                                         |                                                        | エンジェル相席 |
| 143 | 4月13日  | 千原せいじ（千原兄弟）                                 | 新潟県佐渡島                                           |                                                        | 7回目の出演。 |
| 144 | 4月20日  | 藤波辰爾                                               | 愛媛県今治市                                           |                                                        | |
| 144 | 4月20日  | もう中学生                                             | 栃木県真岡市                                           |                                                        | |
| 145 | 4月27日  | 加藤歩                                                 | 宮城県気仙沼市                                         |                                                        | エンディングで、4月18日に死去したチャーリー浜が出演した2019年8月27日放送分のVTRを挿入。                                          |
| 145 | 4月27日  | ワッキー（ペナルティ）                                 | 鳥取県岩美町                                           |                                                        | エンディングで、4月18日に死去したチャーリー浜が出演した2019年8月27日放送分のVTRを挿入。                                          |
| 146 | 5月4日   | 哲夫（笑い飯）                                         | 愛知県南知多町日間賀島                                 |                                                        | 千鳥のお友達相席 |
| 146 | 5月4日   | 徳井健太（平成ノブシコブシ）                           | 佐賀県唐津市呼子町                                     |                                                        | 千鳥のお友達相席 |
| 147 | 5月11日  | 武田修宏                                               | 愛知県蒲郡市                                           |                                                        | 大人の色気が漂うダンディー相席                                                                                                   |
| 147 | 5月11日  | 寺島進                                                 | 滋賀県大津市                                           | 小高正裕                                               | 大人の色気が漂うダンディー相席                                                                                                   |
| 148 | 5月18日  | ZAZY                                                   | 青森県三戸郡田子町                                     |                                                        | 薬味相席 |
| 148 | 5月18日  | 狩野英孝                                               | 静岡県伊豆市                                           |                                                        | 薬味相席 |
| 149 | 5月25日  | SAM（TRF）                                             | 和歌山県日高郡由良町                                   |                                                        | ダンサー相席 |
| 149 | 5月25日  | 菅原小春                                               | 岡山県瀬戸内市牛窓                                     |                                                        | ダンサー相席 |
| 150 | 6月1日   | SAM（TRF）                                             | 和歌山県日高郡由良町                                   |                                                        | ダンサー相席 |
| 150 | 6月1日   | 菅原小春                                               | 岡山県瀬戸内市牛窓                                     |                                                        | ダンサー相席 |
| SP  | 6月8日   | 大友康平（HOUND DOG）                                  | 徳島県美波町                                           |                                                        | ゴールデン2時間SP Aiseki Music Fes 2021 20:00 - 21:48（全国ネット） 各種配信サービスでは千賀パートをカットして配信。             |
| SP  | 6月8日   | 千賀健永（Kis-My-Ft2）                                 | 埼玉県秩父郡長瀞町                                     |                                                        | ゴールデン2時間SP Aiseki Music Fes 2021 20:00 - 21:48（全国ネット） 各種配信サービスでは千賀パートをカットして配信。             |
| SP  | 6月8日   | HISASHI（GLAY）                                        | 滋賀県甲賀市土山町                                     | 津野允                                                 | ゴールデン2時間SP Aiseki Music Fes 2021 20:00 - 21:48（全国ネット） 各種配信サービスでは千賀パートをカットして配信。             |
| SP  | 6月8日   | May J.                                                 | 福井県若狭町                                           |                                                        | ゴールデン2時間SP Aiseki Music Fes 2021 20:00 - 21:48（全国ネット） 各種配信サービスでは千賀パートをカットして配信。             |
| SP  | 6月8日   | 和田アキ子                                             | 千葉県いすみ市                                         | 坂上諒                                                 | ゴールデン2時間SP Aiseki Music Fes 2021 20:00 - 21:48（全国ネット） 各種配信サービスでは千賀パートをカットして配信。             |
| 151 | 6月8日   | 大悟が選ぶ！おかわり賞ランキングベスト10～日曜深夜編～ | 大悟が選ぶ！おかわり賞ランキングベスト10～日曜深夜編～ | 大悟が選ぶ！おかわり賞ランキングベスト10～日曜深夜編～ | |
| 152 | 6月15日  | ルー大柴                                               | 山梨県道志村                                           |                                                        | |
| 152 | 6月15日  | ハラミちゃん                                           | 高知県香南市                                           |                                                        | |
| 153 | 6月22日  | 川畑泰史                                               | 鹿児島県志布志市 宮崎県串間市                          |                                                        | |
| 153 | 6月22日  | りゅうちぇる                                           | 富山県射水市新湊                                       |                                                        | |
| 154 | 6月29日  | 掛布雅之                                               | 高知県安芸市                                           | 津野允                                                 | |
| 155 | 7月6日   | 小宮浩信（三四郎）                                     | 山形県酒田市                                           | 植田政成                                               | 相席曇天レストラン |
| 155 | 7月6日   | 井上咲楽                                               | 青森県大鰐町                                           | 藤本能範                                               | 相席曇天レストラン |
| 156 | 7月13日  | 末成映薫                                               | 広島県尾道市向島・因島・生口島                         |                                                        | しまなみ海道自転車相席 |
| 157 | 7月20日  | ダンプ松本                                             | 長野県松本市                                           |                                                        | 松本相席スペシャル |
| 157 | 7月20日  | ゴルゴ松本（TIM）                                      | 長野県松本市                                           | 杉浦圭太                                               | 松本相席スペシャル |
| 158 | 7月27日  | 峰竜太 (競艇選手)                                      | 佐賀県唐津市                                           |                                                        | |
| 159 | 8月3日   | トミーズ雅（トミーズ）                                 | 奈良県橿原市                                           | 坂上諒                                                 | |
| 160 | 8月10日  | 笑福亭鶴光                                             | 東京都杉並区高円寺                                     |                                                        | 東西レジェンドラジオパーソナリティ相席 スタジオゲストに奥田民生・手島いさむ（UNICORN）が登場。                                   |
| 160 | 8月10日  | 近藤光史                                               | 大阪府東大阪市                                         |                                                        | 東西レジェンドラジオパーソナリティ相席 スタジオゲストに奥田民生・手島いさむ（UNICORN）が登場。                                   |
| 161 | 8月24日  | 勝俣州和                                               | 北海道利尻島                                           |                                                        | 旅サラダ相席（『朝だ!生です旅サラダ』とのコラボ企画）                                                                            |
| 161 | 8月24日  | ラッシャー板前                                         | 長崎県対馬                                             |                                                        | 旅サラダ相席（『朝だ!生です旅サラダ』とのコラボ企画）                                                                            |
| 162 | 8月31日  | ヴァネッサ・パン                                       | 鹿児島県奄美大島                                       | 坂上諒                                                 | 新ジャンル開拓相席 |
| 163 | 9月7日   | 西岡剛                                                 | 栃木県小山市・益子町・那須烏山市・栃木市               |                                                        | 栃木の魅力をアピール相席 |
| 163 | 9月7日   | 川﨑宗則                                               | 栃木県高根沢町・那珂川町・那須塩原市                   |                                                        | 栃木の魅力をアピール相席 |
| 164 | 9月14日  | 髭原人                                                 | 兵庫県明石市明石銀座商店街                             |                                                        | 青田買いスペシャル2021＜前半戦＞                                                                                                 |
| 164 | 9月14日  | ぷりあでぃす玲奈                                       | 長野県北佐久郡軽井沢町旧軽井沢銀座通り                 |                                                        | 青田買いスペシャル2021＜前半戦＞                                                                                                 |
| 164 | 9月14日  | 竹原慎二                                               | 埼玉県飯能市飯能銀座商店街                             |                                                        | 青田買いスペシャル2021＜前半戦＞                                                                                                 |
| 165 | 9月21日  | 金萬福                                                 | 北海道旭川市旭川銀座商店街                             |                                                        | 青田買いスペシャル2021＜後半戦＞                                                                                                 |
| 165 | 9月21日  | しみけん                                               | 神奈川県三浦市三崎銀座通り商店街                       |                                                        | 青田買いスペシャル2021＜後半戦＞                                                                                                 |
| 165 | 9月21日  | 呂布カルマ                                             | 大阪府堺市堺銀座商店街                                 |                                                        | 青田買いスペシャル2021＜後半戦＞                                                                                                 |
| 166 | 9月28日  | 板尾創路（130R）                                       | 岡山県倉敷市                                           |                                                        | 西矢椛がスタジオ観覧で登場。 |
| 167 | 10月5日  | サンプラザ中野くん                                     | 山梨県笛吹市                                           |                                                        | 逆オファー相席 |
| 167 | 10月5日  | 八代亜紀                                               | 新潟県出雲崎町                                         |                                                        | 逆オファー相席 |
| 168 | 10月12日 | 島崎遥香                                               | 鳥取県東伯郡湯梨浜町                                   |                                                        | はるか相席 |
| 168 | 10月12日 | 海原はるか（海原はるか・かなた）                       | 北海道えりも町                                         |                                                        | はるか相席 |
| 169 | 10月19日 | 米良美一                                               | 鹿児島県屋久島                                         |                                                        | アニメ相席 |
| 169 | 10月19日 | 本間朋晃                                               | 長野県諏訪市                                           |                                                        | アニメ相席 |
| 170 | 10月26日 | ファイルーズあい、キュアサマー                         | 広島県庄原市                                           | 植田政成                                               | エジプト相席 |
| 170 | 10月26日 | フィフィ                                               | 秋田県鹿角市                                           |                                                        | エジプト相席 |
| 171 | 11月2日  | 黒田有（メッセンジャー）                               | 兵庫県淡路島                                           |                                                        | 密着相席 |
| 172 | 11月9日  | ファンキー加藤（FUNKY MONKEY BΛBY'S）                  | 鹿児島県霧島市                                         |                                                        | 食欲の秋 グルメ相席 “肉スペシャル”                                                                                               |
| 172 | 11月9日  | 井戸田潤（スピードワゴン）                             | 山形県米沢市                                           |                                                        | 食欲の秋 グルメ相席 “肉スペシャル”                                                                                               |
| 173 | 11月16日 | ハイヒールリンゴ（ハイヒール）                         | 山口県周南市                                           |                                                        | リンゴとハチミツ相席 |
| 173 | 11月16日 | 月亭八光                                               | 高知県いの町                                           |                                                        | リンゴとハチミツ相席 |
| 174 | 11月23日 | 『相席CHAMPION SHIP』、『相席3連単』                   |                                                        |                                                        | |
| 175 | 11月30日 | 青山テルマ                                             | 岩手県宮古市                                           | 津野允                                                 | |
| 176 | 12月7日  | Mr.シャチホコ                                          | 兵庫県・道の駅みつ                                     |                                                        | Mr.-1グランプリ＜前半戦＞ |
| 176 | 12月7日  | 神取忍                                                 | 京都府・道の駅丹後王国                                 |                                                        | Mr.-1グランプリ＜前半戦＞ |
| 176 | 12月7日  | Mr.マリック                                            | 大阪府・道の駅愛彩ランド                               | 小高正裕                                               | Mr.-1グランプリ＜前半戦＞ |
| 177 | 12月14日 | Mr.マリック                                            | 大阪府・道の駅愛彩ランド                               | 小高正裕                                               | Mr.-1グランプリ＜後半戦＞ |
| 177 | 12月14日 | 槙原寛己                                               | 和歌山県・道の駅すさみ                                 |                                                        | Mr.-1グランプリ＜後半戦＞ |
| 177 | 12月14日 | 山田勝己                                               | 滋賀県・道の駅アグリパーク竜王                         |                                                        | Mr.-1グランプリ＜後半戦＞ |
| 178 | 12月21日 | 岩部彰（ミサイルマン）                                 | 山形県山形市・天童市                                   |                                                        | もののふ相席 |
| 178 | 12月21日 | THE冠                                                  | 鹿児島県大崎町                                         |                                                        | もののふ相席 |

### 2022年
| 回  | 放送日   | 旅人                                                      | 旅先                                                      | ディレクター                                              | 備考 |
| --- | -------- | --------------------------------------------------------- | --------------------------------------------------------- | --------------------------------------------------------- | --- |
| 179 | 1月4日   | 和泉元彌                                                  | 群馬県桐生市                                              | 坂上諒                                                    | トラ相席 |
| 179 | 1月4日   | ダイアモンド☆ユカイ                                       | 福岡県北九州市門司港                                      |                                                           | トラ相席 |
| 180 | 1月11日  | ひぐち君 (髭男爵)                                         | 広島県竹原市                                              |                                                           | 2022年が勝負相席 |
| 180 | 1月11日  | ネゴシックス                                              | 群馬県太田市                                              |                                                           | 2022年が勝負相席 |
| 181 | 1月18日  | 清春（黒夢）                                              | 岐阜県多治見市                                            |                                                           | 岐阜相席 今回のロケで全47都道府県を制覇。 |
| 181 | 1月18日  | 鷲見玲奈                                                  | 岐阜県岐阜市                                              |                                                           | 岐阜相席 今回のロケで全47都道府県を制覇。 |
| 182 | 1月25日  | 山根明                                                    | 山口県岩国市                                              |                                                           | 山根相席 |
| 182 | 1月25日  | 山根良顕（アンガールズ）                                  | 愛知県丹羽郡扶桑町                                        |                                                           | 山根相席 |
| 183 | 2月1日   | IZAM                                                      | 青森県八戸市                                              |                                                           | 正真正銘の逆オファー相席 |
| 183 | 2月1日   | 渡邉美穂（当時日向坂46）                                  | 新潟県村上市                                              |                                                           | 正真正銘の逆オファー相席 |
| 184 | 2月8日   | 岩井勇気、澤部佑（ハライチ）                              | 埼玉県上尾市原市                                          |                                                           | 街ブラ-1グランプリ2022 ① |
| 184 | 2月8日   | せめる。、まもる。（もも）                                | 愛媛県松山市                                              |                                                           | 街ブラ-1グランプリ2022 ① |
| 184 | 2月8日   | 堂前透、兎（ロングコートダディ）                          | 福井県おおい町                                            |                                                           | 街ブラ-1グランプリ2022 ① |
| 185 | 2月15日  | はら（ゆにばーす）                                        | 神奈川県藤沢市辻堂                                        |                                                           | 街ブラ-1グランプリ2022 ② |
| 185 | 2月15日  | 伊藤幸司、国崎和也（ランジャタイ）                        | 富山県氷見市                                              |                                                           | 街ブラ-1グランプリ2022 ② |
| 185 | 2月15日  | 川北茂澄、ガク（真空ジェシカ）                            | 埼玉県入間郡三芳町                                        |                                                           | 街ブラ-1グランプリ2022 ② |
| 186 | 2月22日  | 田渕章裕、きむ（インディアンス）                          | 大阪府箕面市                                              |                                                           | 街ブラ-1グランプリ2022 ③ |
| 186 | 2月22日  | 畠中悠、伊藤俊介（オズワルド）                            | 千葉県習志野市津田沼                                      |                                                           | 街ブラ-1グランプリ2022 ③ |
| 186 | 2月22日  | 芝大輔、ともしげ（モグライダー）                          | 愛媛県松野町目黒                                          |                                                           | 街ブラ-1グランプリ2022 ③ |
| 187 | 3月1日   | 渡辺隆（錦鯉）                                            | 東京都江戸川区                                            |                                                           | 錦鯉『M-1』優勝おめでとうSP・前編 壇蜜は渡辺を尾行する形でロケを行い、途中で渡辺と合流した。 |
| 187 | 3月1日   | 壇蜜                                                      | 東京都江戸川区                                            |                                                           | 錦鯉『M-1』優勝おめでとうSP・前編 壇蜜は渡辺を尾行する形でロケを行い、途中で渡辺と合流した。 |
| 188 | 3月8日   | 長谷川雅紀（錦鯉）                                        | 広島県三原市                                              |                                                           | 錦鯉『M-1』優勝おめでとうSP・後編 |
| 188 | 3月8日   | ウド鈴木（キャイ〜ン）                                    | 茨城県石岡市                                              |                                                           | 錦鯉『M-1』優勝おめでとうSP・後編 |
| 189 | 3月15日  | 當間ローズ                                                | 静岡県伊東市伊東温泉                                      |                                                           | |
| 189 | 3月15日  | 片岡鶴太郎                                                | 静岡県伊東市伊東温泉                                      |                                                           | |
| 190 | 3月22日  | あやまん監督（あやまんJAPAN）                             | 長崎県松浦市                                              |                                                           | あの人はいま相席～熟女編 |
| 190 | 3月22日  | 大原がおり                                                | 青森県五所川原市                                          |                                                           | あの人はいま相席～熟女編 |
| 191 | 3月29日  | 大久保嘉人                                                | 三重県紀北町                                              |                                                           | 超一流アスリートSP |
| 191 | 3月29日  | 達川光男                                                  | 兵庫県明石市                                              |                                                           | 超一流アスリートSP |
| 192 | 4月5日   | スギム（クリトリック・リス）                              | 北海道森町                                                |                                                           | 配信はTVerでの放送後1週間見逃し配信のみ実施。 |
| 192 | 4月5日   | 向井康二 (Snow Man)                                       | 千葉県鴨川市                                              |                                                           | 配信はTVerでの放送後1週間見逃し配信のみ実施。 |
| 193 | 4月12日  | 長州小力                                                  | 長崎県西海市                                              |                                                           | 長州推薦相席 |
| 193 | 4月12日  | 西村知美                                                  | 福岡県糸島市                                              |                                                           | 長州推薦相席 |
| SP  | 4月19日  | ATSUSHI（EXILE）                                          | 鹿児島県喜界島                                            |                                                           | ゴールデン2時間SP(20:00-21:48。『火曜プライム』枠) 一度は訪れたい日本の田舎SP |
| SP  | 4月19日  | 綾小路翔（氣志團）                                        | 徳島県上勝町                                              |                                                           | ゴールデン2時間SP(20:00-21:48。『火曜プライム』枠) 一度は訪れたい日本の田舎SP |
| SP  | 4月19日  | 郷ひろみ                                                  | 千葉県香取市                                              |                                                           | ゴールデン2時間SP(20:00-21:48。『火曜プライム』枠) 一度は訪れたい日本の田舎SP |
| SP  | 4月19日  | 立川志らく                                                | 山形県最上郡大蔵村・肘折温泉                              |                                                           | ゴールデン2時間SP(20:00-21:48。『火曜プライム』枠) 一度は訪れたい日本の田舎SP |
| 194 | 4月19日  | 大悟が選ぶおかわり賞ランキングベスト10 〜2021年上半期編〜 | 大悟が選ぶおかわり賞ランキングベスト10 〜2021年上半期編〜 | 大悟が選ぶおかわり賞ランキングベスト10 〜2021年上半期編〜 | |
| 195 | 4月26日  | 大悟が選ぶおかわり賞ランキングベスト10 〜2021年下半期編〜 | 大悟が選ぶおかわり賞ランキングベスト10 〜2021年下半期編〜 | 大悟が選ぶおかわり賞ランキングベスト10 〜2021年下半期編〜 | |
| 196 | 5月3日   | 藤岡弘、                                                  | 群馬県藤岡市                                              |                                                           | 親子相席 |
| 196 | 5月3日   | 藤岡真威人                                                | 長崎県佐世保市                                            |                                                           | 親子相席 |
| 197 | 5月10日  | KAƵMA（しずる）                                           | 兵庫県丹波篠山市                                          |                                                           | 今年ブレイク必至相席 |
| 197 | 5月10日  | 山添寛（相席スタート）                                    | 富山県滑川市                                              |                                                           | 今年ブレイク必至相席 |
| 198 | 5月17日  | 島田一の介                                                | 奈良県大和郡山市                                          |                                                           | 師匠相席 |
| 198 | 5月17日  | 横山ひろし                                                | 和歌山県和歌山市                                          |                                                           | 師匠相席 |
| 199 | 5月24日  | ジャイアント白田                                          | 熊本県人吉市                                              |                                                           | |
| 200 | 5月31日  | やす（ずん）                                              | 愛知県西尾市                                              | 小高正裕                                                  | |
| 201 | 6月7日   | 那須晃行（なすなかにし）                                  | 静岡県静岡市由比                                          |                                                           | 今が旬の絶品食材相席 |
| 201 | 6月7日   | 中西茂樹（なすなかにし）                                  | 静岡県富士市                                              |                                                           | 今が旬の絶品食材相席 |
| 202 | 6月14日  | ガダルカナル・タカ                                        | 熊本県合志市                                              |                                                           | カタカナ相席 |
| 202 | 6月14日  | ダレノガレ明美                                            | 長崎県壱岐島                                              |                                                           | カタカナ相席 |
| 203 | 6月21日  | リットン調査団、ブッチャーブラザーズ                      | 東京都伊豆大島                                            |                                                           | もうすぐ夏休み！ぜひ行きたい伊豆諸島SP |
| 204 | 6月28日  | ぶっちゃあ（ブッチャーブラザーズ）                        | 東京都利島                                                |                                                           | もうすぐ夏休み！ぜひ行きたい伊豆諸島SP |
| 204 | 6月28日  | リッキー（ブッチャーブラザーズ）                          | 東京都神津島                                              |                                                           | もうすぐ夏休み！ぜひ行きたい伊豆諸島SP |
| 204 | 6月28日  | 水野透（リットン調査団）                                  | 東京都新島                                                |                                                           | もうすぐ夏休み！ぜひ行きたい伊豆諸島SP |
| 204 | 6月28日  | 藤原光博（リットン調査団）                                | 東京都式根島                                              |                                                           | もうすぐ夏休み！ぜひ行きたい伊豆諸島SP |
| 205 | 7月5日   | 前田日明                                                  | 千葉県富津市                                              |                                                           | |
| 205 | 7月5日   | 久代萌美                                                  | 福岡県みやま市                                            |                                                           | |
| 206 | 7月12日  | 王林                                                      | 茨城県鉾田市                                              |                                                           | 東西大人気女性タレントSP |
| 206 | 7月12日  | ♥さゆり（かつみ♥さゆり）                                  | 愛知県南知多町                                            |                                                           | 東西大人気女性タレントSP |
| 207 | 7月19日  | もうひとつのCHEF-1グランプリ                              | もうひとつのCHEF-1グランプリ                              | もうひとつのCHEF-1グランプリ                              | |
| 208 | 7月26日  | 達川光男                                                  | 愛媛県伊予市・松山市                                      |                                                           | もうすぐ甲子園SP |
| 208 | 7月26日  | とにかく明るい安村                                        | 北海道旭川市                                              |                                                           | もうすぐ甲子園SP |
| 209 | 8月2日   | HARUKA（CYBERJAPAN DANCERS）                              | 鹿児島県与論島                                            | 小高正裕                                                  | 夏休みSP！パーフェクトボディ相席 |
| 209 | 8月2日   | 横川尚隆                                                  | 沖縄県北谷町                                              |                                                           | 夏休みSP！パーフェクトボディ相席 |
| 210 | 8月9日   | 川合俊一                                                  | 長野県上水内郡小川村                                      | 津野允                                                    | 心のデトックス！日本の原風景相席 |
| 210 | 8月9日   | 松嶋尚美                                                  | 京都府南丹市美山町                                        |                                                           | 心のデトックス！日本の原風景相席 |
| 211 | 8月16日  | 石田重廣(夢グループ社長)・保科有里                        | 福岡県北九州市・旦過市場                                  |                                                           | 青田買いスペシャル2022＜前半戦＞ 旦過市場でのロケは大規模火災発生前の7月7日に行われており、ロケVTR終了後に被災者への復興祈願メッセージが添えられた。 ※当初この日は、オンライン公開収録の模様を放送する予定だった（後述）。 |
| 211 | 8月16日  | 山口めろん                                                | 大阪市・黒門市場                                          |                                                           | 青田買いスペシャル2022＜前半戦＞ 旦過市場でのロケは大規模火災発生前の7月7日に行われており、ロケVTR終了後に被災者への復興祈願メッセージが添えられた。 ※当初この日は、オンライン公開収録の模様を放送する予定だった（後述）。 |
| 211 | 8月16日  | ももせもも                                                | 鳥取県境港市・境港水産物直売センター                      |                                                           | 青田買いスペシャル2022＜前半戦＞ 旦過市場でのロケは大規模火災発生前の7月7日に行われており、ロケVTR終了後に被災者への復興祈願メッセージが添えられた。 ※当初この日は、オンライン公開収録の模様を放送する予定だった（後述）。 |
| 212 | 8月23日  | 三山ひろし                                                | 大阪府泉佐野市・泉佐野漁協青空市場                        |                                                           | 青田買いスペシャル2022＜後半戦＞ |
| 212 | 8月23日  | 利恵ママ                                                  | 石川県金沢市・近江町市場                                  |                                                           | 青田買いスペシャル2022＜後半戦＞ |
| 212 | 8月23日  | グレート-O-カーン                                         | 高知県高知市・ひろめ市場                                  |                                                           | 青田買いスペシャル2022＜後半戦＞ |
| 213 | 8月30日  | 大悟が選ぶおかわり賞ランキングベスト10 〜2022年上半期編〜 | 大悟が選ぶおかわり賞ランキングベスト10 〜2022年上半期編〜 | 大悟が選ぶおかわり賞ランキングベスト10 〜2022年上半期編〜 | |
| 214 | 9月6日   | えなこ                                                    | 宮崎県西臼杵郡高千穂町                                    |                                                           | 療養中のノブの代役として、かつみ♥さゆりが出演。 |
| 215 | 9月13日  | 千原せいじ（千原兄弟）                                    | 熊本県上天草市                                            |                                                           | 8回目の出演。 療養中のノブの代役として、ネゴシックスが出演。 |
| 216 | 9月20日  | スタスタローン                                            | 大阪市淀川区三国                                          |                                                           | ハリウッド-1グランプリ 療養中のノブの代役として、山里亮太（南海キャンディーズ）が出演。 |
| 216 | 9月20日  | 神奈月                                                    | 大阪市中央区アメリカ村                                    |                                                           | ハリウッド-1グランプリ 療養中のノブの代役として、山里亮太（南海キャンディーズ）が出演。 |
| 216 | 9月20日  | 岸学（どきどきキャンプ）                                  | 大阪市中央区京橋                                          |                                                           | ハリウッド-1グランプリ 療養中のノブの代役として、山里亮太（南海キャンディーズ）が出演。 |
| 217 | 9月27日  | キンタロー。                                              | 兵庫県尼崎市                                              |                                                           | ハリウッド-1グランプリ 療養中のノブの代役として、山里亮太（南海キャンディーズ）が出演。 |
| 217 | 9月27日  | 福島善成（ガリットチュウ）                                | 大阪府柏原市                                              |                                                           | ハリウッド-1グランプリ 療養中のノブの代役として、山里亮太（南海キャンディーズ）が出演。 |
| 217 | 9月27日  | カステラ一番                                              | 大阪市生野区                                              |                                                           | ハリウッド-1グランプリ 療養中のノブの代役として、山里亮太（南海キャンディーズ）が出演。 |
| 218 | 10月4日  | 室井滋                                                    | 長野県塩尻市                                              |                                                           | 国民的女優相席 この回からノブが復帰。 |
| 218 | 10月4日  | 吉瀬美智子                                                | 長野県上田市                                              | 津野允                                                    | 国民的女優相席 この回からノブが復帰。 |
| 219 | 10月11日 | 薄幸（納言）                                              | 大阪府堂山町                                              |                                                           | 泥酔相席 |
| 219 | 10月11日 | 玉袋筋太郎（浅草キッド）                                  | 東京都中野区中野                                          |                                                           | 泥酔相席 |
| 220 | 10月18日 | 前園真聖                                                  | 沖縄県宮古島市                                            |                                                           | 秋の宮古島SP |
| 220 | 10月18日 | 本並健治                                                  | 沖縄県宮古島市                                            |                                                           | 秋の宮古島SP |
| 221 | 10月25日 | ミリー・バイソン（流血ブリザード）                        | 石川県小松市                                              |                                                           | ハロウィン相席 |
| 221 | 10月25日 | 氏神一番（カブキロックス）                                | 青森県十和田市                                            |                                                           | ハロウィン相席 |
| 222 | 11月1日  | 別府ともひこ（エイトブリッジ）                            | 北海道小樽市                                              |                                                           | グルメ相席 |
| 222 | 11月1日  | 福井俊太郎（GAG）                                         | 宮城県仙台市                                              |                                                           | グルメ相席 |
| 223 | 11月8日  | 久保田かずのぶ（とろサーモン）                            | 神奈川県横浜市黄金町                                      |                                                           | アート相席 |
| 223 | 11月8日  | 假屋崎省吾                                                | 香川県三豊市                                              |                                                           | アート相席 |
| 224 | 11月15日 | 神谷明                                                    | 滋賀県長浜市                                              |                                                           | キン肉マン相席 |
| 224 | 11月15日 | 串田アキラ                                                | 福島県会津若松市                                          |                                                           | キン肉マン相席 |
| 225 | 11月22日 | 宮崎謙介、金子恵美                                        | 和歌山県海南市                                            |                                                           | いい夫婦の日相席 |
| 226 | 12月6日  | 山田勝己                                                  | 福岡県太宰府市                                            |                                                           | おかわり相席 |
| 227 | 12月13日 | 雪平莉左                                                  | 愛媛県西予市                                              |                                                           | 美ボディ相席・第2弾 |
| 227 | 12月13日 | 越中詩郎                                                  | 静岡県沼津市                                              |                                                           | 美ボディ相席・第2弾 |
| 228 | 12月20日 | ともしげ（モグライダー）                                  | 神奈川県南足柄市・道の駅足柄・金太郎のふるさと            |                                                           | マセキ-1グランプリ＜前半戦＞ |
| 228 | 12月20日 | 相田周二（三四郎）                                        | 千葉県鋸南町・道の駅保田小学校                            |                                                           | マセキ-1グランプリ＜前半戦＞ |
| 228 | 12月20日 | アントキの猪木                                            | 栃木県大田原市・道の駅那須与一の郷                        |                                                           | マセキ-1グランプリ＜前半戦＞ |
| 229 | 12月27日 | ゆーびーむ☆                                               | 群馬県藤岡市・道の駅ららん藤岡                            |                                                           | マセキ-1グランプリ＜後半戦＞ |
| 229 | 12月27日 | マギー審司                                                | 茨城県日立市・道の駅日立おさかなセンター                  |                                                           | マセキ-1グランプリ＜後半戦＞ |
| 229 | 12月27日 | 土屋伸之（ナイツ）                                        | 東京都八王子市・道の駅八王子滝山                          |                                                           | マセキ-1グランプリ＜後半戦＞ |

### 2023年
| 回  | 放送日   | 旅人                                                             | 旅先                                                      | ディレクター                                              | 備考 |
| --- | -------- | ---------------------------------------------------------------- | --------------------------------------------------------- | --------------------------------------------------------- | --- |
| 230 | 1月10日  | 島田秀平                                                         | 東京都西多摩郡日の出町                                    |                                                           | 開運相席                                                                                                  |
| 230 | 1月10日  | 安藤美姫                                                         | 福岡県朝倉市                                              |                                                           | 開運相席                                                                                                  |
| 231 | 1月17日  | バイク川崎バイク                                                 | 兵庫県加古川市                                            |                                                           | 地元凱旋SP                                                                                                |
| 231 | 1月17日  | SJ（GAG）                                                        | 広島県福山市                                              |                                                           | 地元凱旋SP                                                                                                |
| 232 | 1月24日  | 山本博（ロバート）                                               | 福島県喜多方市                                            |                                                           | ラーメン相席                                                                                              |
| 232 | 1月24日  | 田村裕（麒麟）                                                   | 福岡県久留米市                                            |                                                           | ラーメン相席                                                                                              |
| 233 | 1月31日  | 伊武雅刀                                                         | 新潟県長岡市                                              |                                                           | まさと相席                                                                                                |
| 233 | 1月31日  | 里見まさと（ザ・ぼんち）                                         | 三重県松阪市                                              |                                                           | まさと相席                                                                                                |
| 234 | 2月7日   | 石井、新山（さや香）                                             | 大阪市旭区                                                |                                                           | 街ブラ-1グランプリ2023 ①                                                                                  |
| 234 | 2月7日   | 髙比良くるま、松井ケムリ（令和ロマン）                           | 北海道函館市                                              |                                                           | 街ブラ-1グランプリ2023 ①                                                                                  |
| 234 | 2月7日   | 愛、誠（ヨネダ2000）                                             | 神奈川県横浜市戸塚区                                      |                                                           | 街ブラ-1グランプリ2023 ①                                                                                  |
| 235 | 2月14日  | 川北茂澄、ガク（真空ジェシカ）                                   | 神奈川県横浜市綱島                                        |                                                           | 街ブラ-1グランプリ2023 ②                                                                                  |
| 235 | 2月14日  | 永見大吾、浜田順平（カベポスター）                               | 三重県名張市                                              |                                                           | 街ブラ-1グランプリ2023 ②                                                                                  |
| 235 | 2月14日  | 堂前透、兎（ロングコートダディ）                                 | 岡山県岡山市                                              |                                                           | 街ブラ-1グランプリ2023 ②                                                                                  |
| 236 | 2月21日  | 野澤輸出、小野竜輔（ダイヤモンド）                               | 栃木県塩谷郡高根沢町                                      |                                                           | 街ブラ-1グランプリ2023 ③                                                                                  |
| 236 | 2月21日  | 浦井のりひろ、平井まさあき（男性ブランコ）                       | 滋賀県彦根市                                              |                                                           | 街ブラ-1グランプリ2023 ③                                                                                  |
| 236 | 2月21日  | 清水誠、ぴろ（キュウ）                                           | 愛知県尾張旭市                                            |                                                           | 街ブラ-1グランプリ2023 ③                                                                                  |
| 237 | 2月28日  | きん、原田泰雅（ビスケットブラザーズ）                           | 京都府京都市                                              |                                                           | 2週ぶち抜き！王者相席in京都                                                                               |
| 238 | 3月7日   | 河本太、井口浩之（ウエストランド）                               | 京都府京都市                                              |                                                           | 2週ぶち抜き！王者相席in京都                                                                               |
| 239 | 3月14日  | 相川七瀬                                                         | 茨城県鹿嶋市                                              | 小高正裕                                                  | 往年の大スター相席                                                                                        |
| 239 | 3月14日  | 南野陽子                                                         | 石川県輪島市                                              |                                                           | 往年の大スター相席                                                                                        |
| 240 | 3月21日  | クリストフ・ルメール                                             | 京都市左京区大原                                          |                                                           | 競馬相席                                                                                                  |
| 240 | 3月21日  | 恋さん（シャンプーハット）                                       | 埼玉県羽生市                                              |                                                           | 競馬相席                                                                                                  |
| 241 | 3月28日  | 箕輪はるか（ハリセンボン）                                       | 新潟県燕市                                                |                                                           | 芸能界の陰陽相席                                                                                          |
| 241 | 3月28日  | 信子（ぱーてぃーちゃん）                                         | 佐賀県藤津郡太良町                                        |                                                           | 芸能界の陰陽相席                                                                                          |
| 242 | 4月4日   | フワちゃん                                                       | 千葉県木更津市                                            |                                                           | 奇天烈相席                                                                                                |
| 242 | 4月4日   | 西川忠志                                                         | 京都府舞鶴市                                              |                                                           | 奇天烈相席                                                                                                |
| 243 | 4月11日  | 早川優衣                                                         | 和歌山県湯浅町                                            |                                                           | 千鳥の秘蔵っ子相席 公式アプリ『FC相席食堂』でディレクターズカット版を1週間限定配信。                      |
| 243 | 4月11日  | 森下直人（ななまがり）                                           | 福岡県柳川市                                              |                                                           | 千鳥の秘蔵っ子相席 公式アプリ『FC相席食堂』でディレクターズカット版を1週間限定配信。                      |
| 244 | 4月18日  | 藤本敏史（FUJIWARA）                                             | 山形県上山市                                              |                                                           | ぶつぶつガヤガヤ相席                                                                                      |
| 244 | 4月18日  | つぶやきシロー                                                   | 千葉県館山市                                              |                                                           | ぶつぶつガヤガヤ相席                                                                                      |
| 245 | 4月25日  | 糸井嘉男                                                         | 京都府宮津市                                              |                                                           | WBC優勝SP                                                                                                 |
| 245 | 4月25日  | 杉谷拳士                                                         | 神奈川県小田原市                                          |                                                           | WBC優勝SP                                                                                                 |
| 246 | 5月2日   | 大木こだま（大木こだま・ひびき）                                 | 大阪府阪南市                                              |                                                           | 吉本VS松竹 師匠相席・第2弾                                                                                |
| 246 | 5月2日   | 酒井とおる                                                       | 兵庫県神戸市                                              |                                                           | 吉本VS松竹 師匠相席・第2弾                                                                                |
| 247 | 5月9日   | 千原せいじ（千原兄弟）                                           | 島根県松江市                                              |                                                           | レジェンド相席                                                                                            |
| 247 | 5月9日   | スギちゃん                                                       | 兵庫県美方郡新温泉町                                      |                                                           | レジェンド相席                                                                                            |
| 248 | 5月16日  | 尾形貴弘（パンサー）                                             | 沖縄県沖縄市・うるま市・那覇市                            |                                                           | おかわり相席 公式アプリ『FC相席食堂』でディレクターズカット版を1週間限定配信。                            |
| 248 | 5月16日  | サンシャイン池崎                                                 | 秋田県男鹿市                                              |                                                           | おかわり相席 公式アプリ『FC相席食堂』でディレクターズカット版を1週間限定配信。                            |
| 249 | 5月23日  | 田津原理音                                                       | 富山県魚津市                                              |                                                           | R-1優勝おめでとう相席                                                                                     |
| 249 | 5月23日  | 浅越ゴエ（ザ・プラン9）                                          | 鹿児島県南さつま市                                        |                                                           | R-1優勝おめでとう相席                                                                                     |
| 250 | 5月30日  | レッツゴーよしまさ                                               | 東京都東村山市                                            |                                                           | 有名人が地元に凱旋SP                                                                                      |
| 250 | 5月30日  | 原口あきまさ                                                     | 奈良県奈良市                                              |                                                           | 有名人が地元に凱旋SP                                                                                      |
| 251 | 6月6日   | ロッシー（野性爆弾）                                             | 大分県姫島                                                |                                                           | 相席レジェンド＆ニューカマー相席                                                                          |
| 251 | 6月6日   | 大鶴肥満（ママタルト）                                           | 愛知県篠島                                                |                                                           | 相席レジェンド＆ニューカマー相席                                                                          |
| 252 | 6月13日  | 渡部陽一                                                         | 秋田県横手市                                              |                                                           | 相席レジェンド＆ニューカマー相席・第2弾 公式アプリ『FC相席食堂』でディレクターズカット版を1週間限定配信。 |
| 252 | 6月13日  | チャンス大城                                                     | 岐阜県加茂郡東白川村                                      |                                                           | 相席レジェンド＆ニューカマー相席・第2弾 公式アプリ『FC相席食堂』でディレクターズカット版を1週間限定配信。 |
| 253 | 6月20日  | RED RICE（湘南乃風）                                             | 千葉県船橋市                                              |                                                           | 音楽界のイケオジ相席                                                                                      |
| 253 | 6月20日  | 桑野信義                                                         | 宮崎県日南市                                              |                                                           | 音楽界のイケオジ相席                                                                                      |
| 254 | 6月27日  | 清水あいり                                                       | 沖縄県久米島                                              |                                                           | |
| 254 | 6月27日  | 遠藤章造（ココリコ）                                             | 鹿児島県枕崎市                                            |                                                           | |
| 255 | 7月4日   | 尾崎世界観（クリープハイプ）                                     | 静岡県西伊豆町                                            |                                                           | 尾崎相席                                                                                                  |
| 255 | 7月4日   | 尾崎魔弓                                                         | 北海道福島町                                              |                                                           | 尾崎相席                                                                                                  |
| 256 | 7月11日  | 岡野陽一                                                         | 新潟県南魚沼市                                            |                                                           | 人力舎相席 公式アプリ『FC相席食堂』でディレクターズカット版を1週間限定配信。                              |
| 256 | 7月11日  | 酒井貴士（ザ・マミィ）                                           | 神奈川県相模原市                                          |                                                           | 人力舎相席 公式アプリ『FC相席食堂』でディレクターズカット版を1週間限定配信。                              |
| 257 | 7月25日  | 川崎麻世                                                         | 新潟県新潟市・燕市                                        |                                                           | ラーメン相席・第2弾                                                                                       |
| 257 | 7月25日  | マイケル富岡                                                     | 山形県山形市・鶴岡市                                      |                                                           | ラーメン相席・第2弾                                                                                       |
| 258 | 8月1日   | DAIGO                                                            | 大阪府豊能郡能勢町                                        | 津野允                                                    | |
| 258 | 8月1日   | 森下能幸                                                         | 青森県三戸郡階上町                                        | 津野允                                                    | |
| 259 | 8月8日   | 一ノ瀬ワタル                                                     | 佐賀県嬉野市                                              |                                                           | コワモテが地元に凱旋SP 公式アプリ『FC相席食堂』でディレクターズカット版を1週間限定配信。                  |
| 259 | 8月8日   | 小沢仁志                                                         | 東京都中野区                                              | 小高正裕                                                  | コワモテが地元に凱旋SP 公式アプリ『FC相席食堂』でディレクターズカット版を1週間限定配信。                  |
| 260 | 8月22日  | ですよ。                                                         | 滋賀県守山市ピエリ守山                                    |                                                           | 青田買いスペシャル2023＜前半戦＞                                                                          |
| 260 | 8月22日  | セクシー・ダイナマイト・プッシー・ガロアVIII世（流血ブリザード） | 大阪市港区天保山マーケットプレース                        |                                                           | 青田買いスペシャル2023＜前半戦＞                                                                          |
| 260 | 8月22日  | 加藤アゴミサイル                                                 | 大阪府岸和田市岸和田カンカンベイサイドモール              | 中野有彩                                                  | 青田買いスペシャル2023＜前半戦＞                                                                          |
| 261 | 8月29日  | ユヒャン                                                         | 大阪市阿倍野区あべのキューズモール                        |                                                           | 青田買いスペシャル2023＜後半戦＞                                                                          |
| 261 | 8月29日  | リリースペイシー                                                 | 奈良県奈良市ミ・ナーラ                                    |                                                           | 青田買いスペシャル2023＜後半戦＞                                                                          |
| 261 | 8月29日  | ユビッジャ・ポポポー、ユビッジャ・ポポポー以外                   | 大阪府松原市セブンパーク天美                              |                                                           | 青田買いスペシャル2023＜後半戦＞                                                                          |
| 262 | 9月5日   | 大悟が選ぶおかわり賞ランキングベスト10 〜2022年下半期編〜        | 大悟が選ぶおかわり賞ランキングベスト10 〜2022年下半期編〜 | 大悟が選ぶおかわり賞ランキングベスト10 〜2022年下半期編〜 | |
| 263 | 9月12日  | 岡田紗佳                                                         | 福岡県能古島                                              |                                                           | 美人プロ相席 公式アプリ『FC相席食堂』でディレクターズカット版を1週間限定配信。                            |
| 263 | 9月12日  | 本間成美                                                         | 新潟県三条市                                              |                                                           | 美人プロ相席 公式アプリ『FC相席食堂』でディレクターズカット版を1週間限定配信。                            |
| 264 | 9月19日  | 林健（ギャロップ）                                               | 広島県大崎下島                                            |                                                           | THE SECOND優勝おめでとう相席                                                                              |
| 264 | 9月19日  | 毛利大亮（ギャロップ）                                           | 広島県大崎上島                                            |                                                           | THE SECOND優勝おめでとう相席                                                                              |
| 265 | 9月26日  | 加藤諒                                                           | 島根県隠岐の島町                                          |                                                           | 個性派相席                                                                                                |
| 265 | 9月26日  | TAPPOI                                                           | 大阪府岸和田市                                            |                                                           | 個性派相席                                                                                                |
| 266 | 10月3日  | 駒野友一                                                         | 山梨県甲府市                                              |                                                           | 痛恨の極み相席                                                                                            |
| 266 | 10月3日  | G.G.佐藤                                                         | 大分県玖珠郡九重町                                        |                                                           | 痛恨の極み相席                                                                                            |
| 267 | 10月10日 | ひょっこりはん                                                   | 兵庫県香美町                                              |                                                           | ドッペルゲンガー相席・第2弾                                                                               |
| 267 | 10月10日 | 坂口涼太郎                                                       | 兵庫県香美町                                              |                                                           | ドッペルゲンガー相席・第2弾                                                                               |
| 268 | 10月17日 | 岡田結実                                                         | 兵庫県神戸市須磨区                                        |                                                           | 大女優番宣相席 公式アプリ『FC相席食堂』でディレクターズカット版を1週間限定配信。                          |
| 268 | 10月17日 | 森香澄                                                           | 兵庫県神戸市                                              |                                                           | 大女優番宣相席 公式アプリ『FC相席食堂』でディレクターズカット版を1週間限定配信。                          |
| 269 | 10月24日 | 中山功太                                                         | 広島県廿日市市                                            | 植田政成                                                  | 相席トライアウト～俺たちはまだやれる～                                                                    |
| 269 | 10月24日 | 三浦マイルド                                                     | 滋賀県大津市                                              | 三田修司                                                  | 相席トライアウト～俺たちはまだやれる～                                                                    |
| 270 | 10月31日 | さとう珠緒                                                       | 静岡県富士宮市                                            | 中野有彩                                                  | 相席トライアウト～俺たちはまだやれる～・第2弾                                                             |
| 270 | 10月31日 | 礒貝洋光                                                         | 京都府嵐山                                                | 守屋賢                                                    | 相席トライアウト～俺たちはまだやれる～・第2弾                                                             |
| 271 | 11月7日  | ひろゆき                                                         | 静岡県東伊豆町稲取                                        | 小高正裕                                                  | ひろゆき相席 GAGのメンバーを起用した「GAG三部作」の完結編とも銘打たれた。                                 |
| 271 | 11月7日  | ひろゆき（GAG）                                                  | 香川県東かがわ市                                          | 早浪賢                                                    | ひろゆき相席 GAGのメンバーを起用した「GAG三部作」の完結編とも銘打たれた。                                 |
| 272 | 11月14日 | 三上悠亜                                                         | 北海道石狩市                                              |                                                           | 女子ウケ相席                                                                                              |
| 272 | 11月14日 | 平子祐希（アルコ&ピース）                                        | 三重県尾鷲市                                              |                                                           | 女子ウケ相席                                                                                              |
| 273 | 11月21日 | 斉藤慎二（ジャングルポケット）                                   | 熊本県熊本市                                              | 喜多治揮                                                  | みそぎ相席 公式アプリ『FC相席食堂』でディレクターズカット版を1週間限定配信。                              |
| 273 | 11月21日 | 大村朋宏（トータルテンボス）                                     | 北海道函館市・木古内町                                    | 菱田忠                                                    | みそぎ相席 公式アプリ『FC相席食堂』でディレクターズカット版を1週間限定配信。                              |
| 274 | 11月28日 | ゆうちゃみ                                                       | 長野県南佐久郡南相木村                                    |                                                           | ギャル姉妹相席                                                                                            |
| 274 | 11月28日 | ゆいちゃみ                                                       | 長野県南佐久郡北相木村                                    |                                                           | ギャル姉妹相席                                                                                            |
| 275 | 12月5日  | ドン小西                                                         | 大阪市中央区アメリカ村                                    | 守屋賢                                                    | ハイセンス相席                                                                                            |
| 275 | 12月5日  | 都築拓紀（四千頭身）                                             | 東京都杉並区高円寺                                        | 古瀬耀士                                                  | ハイセンス相席                                                                                            |
| 276 | 12月12日 | 古閑美保                                                         | 徳島県海部郡海陽町                                        |                                                           | ゴルフ相席                                                                                                |
| 276 | 12月12日 | 大西ライオン                                                     | 長崎県宇久島                                              |                                                           | ゴルフ相席                                                                                                |
| 277 | 12月19日 | 赤坂泰彦                                                         | 京都市右京区・東映太秦映画村                              | 大迫浩幹                                                  | ミリオン-1グランプリ＜前半戦＞ 公式アプリ『FC相席食堂』でディレクターズカット版を1週間限定配信。          |
| 277 | 12月19日 | 森友嵐士（T-BOLAN）                                              | 千葉県袖ケ浦市・東京ドイツ村                              | 菱田忠                                                    | ミリオン-1グランプリ＜前半戦＞ 公式アプリ『FC相席食堂』でディレクターズカット版を1週間限定配信。          |
| 277 | 12月19日 | 華原朋美                                                         | 愛知県蒲郡市・ラグーナテンボス                            |                                                           | ミリオン-1グランプリ＜前半戦＞ 公式アプリ『FC相席食堂』でディレクターズカット版を1週間限定配信。          |
| 278 | 12月26日 | 高橋名人                                                         | 大阪府枚方市・ひらかたパーク                              |                                                           | ミリオン-1グランプリ＜後半戦＞                                                                            |
| 278 | 12月26日 | 中﨑絵梨奈                                                       | 愛知県豊橋市・のんほいパーク                              |                                                           | ミリオン-1グランプリ＜後半戦＞                                                                            |
| 278 | 12月26日 | 大川栄策                                                         | 群馬県甘楽町・こんにゃくパーク                            |                                                           | ミリオン-1グランプリ＜後半戦＞                                                                            |

### 2024年
| 回  | 放送日   | 旅人                                                                              | 旅先                                                                              | ディレクター                                              | 備考                                                       |
| --- | -------- | --------------------------------------------------------------------------------- | --------------------------------------------------------------------------------- | --------------------------------------------------------- | ---------------------------------------------------------- |
| 279 | 1月9日   | 原田龍二                                                                          | 岩手県下閉伊郡岩泉町                                                              |                                                           | 開運ドラゴン相席                                           |
| 279 | 1月9日   | 鬼龍院翔（ゴールデンボンバー）                                                    | 神奈川県足柄下郡箱根町                                                            |                                                           | 開運ドラゴン相席                                           |
| 280 | 1月16日  | 和田まんじゅう（ネルソンズ）                                                      | 福島県福島市                                                                      |                                                           | 食べ物の名前相席                                           |
| 280 | 1月16日  | 市川刺身（そいつどいつ）                                                          | 長崎県長崎市                                                                      |                                                           | 食べ物の名前相席                                           |
| 281 | 1月23日  | 松村沙友理                                                                        | 岐阜県大垣市・瑞浪市・土岐市                                                      |                                                           | カツ丼相席                                                 |
| 282 | 1月30日  | 元木大介                                                                          | 北海道北広島市                                                                    |                                                           |                                                            |
| 283 | 2月6日   | 浜中英昌、脇田（シシガシラ）                                                      | 鹿児島県霧島市                                                                    |                                                           | 街ブラ-1グランプリ2024 ①                                   |
| 283 | 2月6日   | 大原優一、原田フニャオ（ダンビラムーチョ）                                        | 山梨県甲府市                                                                      |                                                           | 街ブラ-1グランプリ2024 ①                                   |
| 283 | 2月6日   | 永見大吾、浜田順平（カベポスター）                                                | 大阪府大阪市                                                                      |                                                           | 街ブラ-1グランプリ2024 ①                                   |
| 284 | 2月13日  | 石井、新山（さや香）                                                              | 大阪市平野区                                                                      |                                                           | 街ブラ-1グランプリ2024 ②                                   |
| 284 | 2月13日  | 杉昇、渡辺翔太（くらげ）                                                          | 静岡県菊川市                                                                      |                                                           | 街ブラ-1グランプリ2024 ②                                   |
| 284 | 2月13日  | 楢原真樹、出井隼之介（ヤーレンズ）                                                | 大阪府池田市                                                                      |                                                           | 街ブラ-1グランプリ2024 ②                                   |
| 285 | 2月20日  | 芝大輔、ともしげ（モグライダー）                                                  | 埼玉県飯能市                                                                      |                                                           | 街ブラ-1グランプリ2024 ③                                   |
| 285 | 2月20日  | 川北茂澄、ガク（真空ジェシカ）                                                    | 神奈川県横浜市綱島                                                                |                                                           | 街ブラ-1グランプリ2024 ③                                   |
| 285 | 2月20日  | 中谷、阪本（マユリカ）                                                            | 兵庫県神戸市井吹台                                                                |                                                           | 街ブラ-1グランプリ2024 ③                                   |
| 286 | 2月27日  | 熊元プロレス、稲田美紀（紅しょうが）                                              | 東京都大田区蒲田                                                                  |                                                           | THE W優勝おめでとう相席                                    |
| 287 | 3月5日   | 永尾柚乃                                                                          | 鳥取県境港市                                                                      |                                                           | 天使と悪魔相席                                             |
| 287 | 3月5日   | クロちゃん（安田大サーカス）                                                      | 神奈川県横須賀市                                                                  |                                                           | 天使と悪魔相席                                             |
| 288 | 3月12日  | りんごちゃん                                                                      | 大阪市福島区                                                                      |                                                           | グルメスペシャル！激うま中華相席                           |
| 288 | 3月12日  | 大江裕                                                                            | 東京都港区赤坂                                                                    |                                                           | グルメスペシャル！激うま中華相席                           |
| 289 | 3月19日  | 福島善成（ガリットチュウ）                                                        | 岩手県奥州市                                                                      |                                                           | 大谷翔平相席 配信はTVerでの放送後1週間見逃し配信のみ実施。 |
| 289 | 3月19日  | レイザーラモンRG（レイザーラモン）                                                | 岩手県花巻市                                                                      |                                                           | 大谷翔平相席 配信はTVerでの放送後1週間見逃し配信のみ実施。 |
| 290 | 3月26日  | 高嶋政伸                                                                          | 千葉県長生郡一宮町                                                                |                                                           |                                                            |
| 291 | 4月2日   | 熊田曜子                                                                          | 北海道河東郡鹿追町                                                                |                                                           |                                                            |
| 292 | 4月9日   | 那須川天心                                                                        | 鹿児島県徳之島                                                                    |                                                           |                                                            |
| 293 | 4月23日  | 岡野雅行                                                                          | 山形県寒河江市                                                                    |                                                           | 野人と怪人相席                                             |
| 293 | 4月23日  | みちお（トム・ブラウン）                                                          | 熊本県山鹿市                                                                      |                                                           | 野人と怪人相席                                             |
| 294 | 4月30日  | 松本まりか                                                                        | 千葉県市原市                                                                      |                                                           | 大人の色気相席                                             |
| 294 | 4月30日  | 一青窈                                                                            | 長野県安曇野市                                                                    |                                                           | 大人の色気相席                                             |
| 295 | 5月7日   | 街裏ぴんく                                                                        | 三重県鈴鹿市                                                                      |                                                           | R-1優勝おめでとう相席                                      |
| 296 | 5月14日  | 原西孝幸、藤本敏史（FUJIWARA）                                                    | 兵庫県豊岡市                                                                      |                                                           | 禊相席                                                     |
| 297 | 5月21日  | 兼光タカシ                                                                        | 福井県若狭町                                                                      |                                                           | がんばれ兼光！相席                                         |
| 298 | 5月28日  | みかん                                                                            | NHK大阪放送局                                                                     |                                                           | モノマネロケQUEEN決定戦 THE・Q＜前半戦＞                   |
| 298 | 5月28日  | さちまる。                                                                        | 読売テレビ                                                                        |                                                           | モノマネロケQUEEN決定戦 THE・Q＜前半戦＞                   |
| 298 | 5月28日  | ミラクルひかる                                                                    | テレビ大阪                                                                        |                                                           | モノマネロケQUEEN決定戦 THE・Q＜前半戦＞                   |
| 299 | 6月4日   | みはる                                                                            | 毎日放送                                                                          |                                                           | モノマネロケQUEEN決定戦 THE・Q＜後半戦＞                   |
| 299 | 6月4日   | キンタロー。                                                                      | 関西テレビ                                                                        |                                                           | モノマネロケQUEEN決定戦 THE・Q＜後半戦＞                   |
| 299 | 6月4日   | キムコ                                                                            | 朝日放送テレビ                                                                    |                                                           | モノマネロケQUEEN決定戦 THE・Q＜後半戦＞                   |
| 300 | 6月11日  | 中田花奈                                                                          | 福島県川俣町                                                                      |                                                           |                                                            |
| 301 | 6月18日  | 海原かなた（海原はるか・かなた）                                                  | 大阪府茨木市・梅花女子大学                                                        |                                                           | 憧れのキャンパス相席～女子大編                             |
| 301 | 6月18日  | いま寛大                                                                          | 兵庫県西宮市・武庫川女子大学                                                      |                                                           | 憧れのキャンパス相席～女子大編                             |
| 302 | 6月25日  | すがちゃん最高No.1（ぱーてぃーちゃん）                                            | 大分県大分市                                                                      |                                                           | カリスマ相席                                               |
| 302 | 6月25日  | Den（リンダカラー∞）                                                              | 長崎県雲仙市                                                                      |                                                           | カリスマ相席                                               |
| 303 | 7月2日   | 中島知子                                                                          | 大分県別府市                                                                      |                                                           | 移住相席                                                   |
| 304 | 7月9日   | 千鳥の野球チームを作ろう！シーズン2 練習試合1時間SP                               | 千鳥の野球チームを作ろう！シーズン2 練習試合1時間SP                               |                                                           |                                                            |
| 305 | 7月16日  | IVE                                                                               | 神奈川県葉山町                                                                    |                                                           | 世界のスーパースター相席                                   |
| 306 | 7月23日  | DOZAN11 aka 三木道三                                                              | 秋田県三種町                                                                      |                                                           | 美しい日本の原風景相席                                     |
| 306 | 7月23日  | MINMI                                                                             | 滋賀県高島市                                                                      |                                                           | 美しい日本の原風景相席                                     |
| 307 | 7月30日  | 西川忠志                                                                          | 三重県津市                                                                        |                                                           | おかわり相席                                               |
| 308 | 8月6日   | 阿部なつき                                                                        | 鹿児島県沖永良部島                                                                |                                                           | 南国グラマラス相席                                         |
| 308 | 8月6日   | 植田紫帆（オダウエダ）                                                            | 沖縄県糸満市                                                                      |                                                           | 南国グラマラス相席                                         |
| 309 | 8月13日  | 大悟が選ぶおかわり賞ランキングベスト10 〜2023年上半期編〜                         | 大悟が選ぶおかわり賞ランキングベスト10 〜2023年上半期編〜                         | 大悟が選ぶおかわり賞ランキングベスト10 〜2023年上半期編〜 |                                                            |
| 310 | 8月20日  | たいこー（リンダカラー∞）                                                         | 新潟県魚沼市                                                                      |                                                           |                                                            |
| 311 | 8月27日  | 佐藤隆太                                                                          | 沖縄県うるま市                                                                    |                                                           | デビュー25周年おめでとう相席                               |
| 312 | 9月3日   | 広燈                                                                              | 福岡県飯塚市                                                                      |                                                           | 時代と寝た男相席                                           |
| 312 | 9月3日   | ホリ                                                                              | 山口県美祢市                                                                      |                                                           | 時代と寝た男相席                                           |
| 313 | 9月10日  | ボブスレー黒岡                                                                    | 大阪・京橋                                                                        |                                                           | 青田買いスペシャル2024＜前半戦＞                           |
| 313 | 9月10日  | ENA（CYBERJAPAN DANCERS）                                                         | 大阪・新世界                                                                      |                                                           | 青田買いスペシャル2024＜前半戦＞                           |
| 313 | 9月10日  | さくら                                                                            | 大阪・鶴橋                                                                        |                                                           | 青田買いスペシャル2024＜前半戦＞                           |
| 314 | 9月17日  | ランゴック                                                                        | ベトナム・ハノイタンコン市場                                                      |                                                           | 青田買いスペシャル2024＜後半戦＞                           |
| 314 | 9月17日  | ヴィヴィアン・モンロー                                                            | 兵庫県尼崎市・三和市場                                                            |                                                           | 青田買いスペシャル2024＜後半戦＞                           |
| 314 | 9月17日  | 教祖イコマノリユキ（巨乳まんだら王国）                                            | 大阪府日本橋・黒門市場                                                            |                                                           | 青田買いスペシャル2024＜後半戦＞                           |
| 315 | 9月24日  | よじょう、奥田修二（ガクテンソク）                                                | 兵庫県宝塚市                                                                      |                                                           | 王者凱旋相席                                               |
| 316 | 10月1日  | 槙野智章                                                                          | 秋田県五城目町                                                                    |                                                           | 元日本代表相席                                             |
| 316 | 10月1日  | 丸山桂里奈                                                                        | 千葉県野田市                                                                      |                                                           | 元日本代表相席                                             |
| 317 | 10月8日  | ハシヤスメ・アツコ                                                                | 岩手県遠野市                                                                      |                                                           | 元BiSH相席                                                 |
| 317 | 10月8日  | モモコグミカンパニー                                                              | 山梨県北杜市                                                                      |                                                           | 元BiSH相席                                                 |
| 318 | 10月22日 | 田辺智加（ぼる塾）                                                                | 福岡県福岡市                                                                      |                                                           | うどんとそば相席                                           |
| 318 | 10月22日 | 小籔千豊                                                                          | 福井県永平寺町                                                                    |                                                           | うどんとそば相席                                           |
| 319 | 10月29日 | きたろう                                                                          | 愛知県名古屋市                                                                    |                                                           | バイプレーヤー相席                                         |
| 320 | 11月5日  | 豊ノ島大樹                                                                        | 徳島県那賀町                                                                      |                                                           | ごっつぁん相席                                             |
| 321 | 11月12日 | 小倉優子                                                                          | 茨城県土浦市                                                                      |                                                           |                                                            |
| 322 | 11月19日 | 千原せいじ（千原兄弟）                                                            | 愛媛県八幡浜市                                                                    |                                                           |                                                            |
| 323 | 11月26日 | 岩崎う大（かもめんたる）                                                          | 佐賀県佐賀市                                                                      |                                                           | 早慶戦相席                                                 |
| 323 | 11月26日 | ふかわりょう                                                                      | 大分県中津市                                                                      |                                                           | 早慶戦相席                                                 |
| 324 | 12月3日  | TAKUYA                                                                            | 兵庫県尼崎市東園田町                                                              |                                                           | 右腕-1グランプリ＜前半戦＞                                 |
| 324 | 12月3日  | チャーリー西村                                                                    | 滋賀県東近江市                                                                    |                                                           | 右腕-1グランプリ＜前半戦＞                                 |
| 324 | 12月3日  | 大西ライオン                                                                      | 大阪府枚方市                                                                      |                                                           | 右腕-1グランプリ＜前半戦＞                                 |
| 325 | 12月10日 | 大倉士門                                                                          | 京都府南山城村                                                                    |                                                           | 右腕-1グランプリ＜後半戦＞                                 |
| 325 | 12月10日 | 大ちゃん（ちゃんぴおんず）                                                        | 和歌山県新宮市                                                                    |                                                           | 右腕-1グランプリ＜後半戦＞                                 |
| 325 | 12月10日 | 田中あいみ                                                                        | 奈良県宇陀郡御杖村                                                                |                                                           | 右腕-1グランプリ＜後半戦＞                                 |
| 326 | 12月17日 | 千鳥の野球チームを作ろう！シーズン2 相席食堂オールスターズvs阪神タイガース1時間SP | 千鳥の野球チームを作ろう！シーズン2 相席食堂オールスターズvs阪神タイガース1時間SP |                                                           |                                                            |
| 327 | 12月24日 | 橋本梨菜                                                                          | 北海道広尾町                                                                      |                                                           | クリスマスイヴ相席                                         |
| 327 | 12月24日 | 大和田伸也                                                                        | 茨城県常陸大宮市                                                                  |                                                           | クリスマスイヴ相席                                         |

### 2025年
| 回  | 放送日  | 旅人                                                      | 旅先                                                      | ディレクター                                              | 備考                        |
| --- | ------- | --------------------------------------------------------- | --------------------------------------------------------- | --------------------------------------------------------- | --------------------------- |
| 328 | 1月7日  | 研ナオコ                                                  | 宮城県岩沼市                                              |                                                           | 年男年女相席                |
| 328 | 1月7日  | 髙嶋政宏                                                  | 群馬県沼田市                                              |                                                           | 年男年女相席                |
| 329 | 1月14日 | 城咲仁                                                    | 愛知県名古屋市今池                                        |                                                           | 開運町中華相席              |
| 329 | 1月14日 | 中岡創一（ロッチ）                                        | 東京都板橋区                                              |                                                           | 開運町中華相席              |
| 330 | 1月21日 | おたけ、太田博久（ジャングルポケット）                    | 栃木県佐野市                                              |                                                           | リスタート相席              |
| 331 | 1月28日 | いしだ壱成                                                | 静岡県磐田市                                              |                                                           | お祭り相席                  |
| 331 | 1月28日 | ウルフ・アロン                                            | 熊本県玉名市                                              |                                                           | お祭り相席                  |
| 332 | 2月4日  | 大鶴肥満、檜原洋平（ママタルト）                          | 大阪府和泉市                                              |                                                           | 街ブラ-1グランプリ2025 ①    |
| 332 | 2月4日  | エース、寺家（バッテリィズ）                              | 大阪市西成区                                              |                                                           | 街ブラ-1グランプリ2025 ①    |
| 332 | 2月4日  | 佐々木隆史、町田和樹（エバース）                          | 神奈川県大和市                                            |                                                           | 街ブラ-1グランプリ2025 ①    |
| 333 | 2月11日 | 布川ひろき、みちお（トム・ブラウン）                      | 北海道札幌市                                              |                                                           | 街ブラ-1グランプリ2025 ②    |
| 333 | 2月11日 | 川北茂澄、ガク（真空ジェシカ）                            | 神奈川県横浜市綱島                                        |                                                           | 街ブラ-1グランプリ2025 ②    |
| 334 | 2月18日 | 楢原真樹、出井隼之助（ヤーレンズ）                        | 兵庫県神戸市北区                                          |                                                           | 街ブラ-1グランプリ2025 ③    |
| 334 | 2月18日 | 福本ユウショウ、ゆうじろー（ジョックロック）              | 大分県宇佐市                                              |                                                           | 街ブラ-1グランプリ2025 ③    |
| 334 | 2月18日 | 阪本、中谷（マユリカ）                                    | 兵庫県神戸市西区井吹台                                    |                                                           | 街ブラ-1グランプリ2025 ③    |
| 335 | 2月25日 | 真壁刀義                                                  | 静岡県静岡市                                              |                                                           | 恋するスイーツ相席          |
| 335 | 2月25日 | 古市憲寿                                                  | 山口県山口市                                              |                                                           | 恋するスイーツ相席          |
| 336 | 3月4日  | 堀内健（ネプチューン）                                    | 静岡県下田市                                              |                                                           |                             |
| 336 | 3月4日  | ケン（水玉れっぷう隊）                                    | 長野県根羽村                                              |                                                           |                             |
| 337 | 3月11日 | 岩部彰（ミサイルマン） キャツミ 東村雅夫（まるむし商店）  | 大阪市北区梅田                                            |                                                           | 相席グルメ駅伝              |
| 337 | 3月11日 | はっぴちゃん。 岩見真利（チキチキジョニー） 酒井くにお    | 大阪市北区梅田                                            |                                                           | 相席グルメ駅伝              |
| 338 | 3月18日 | 平沢騎士、810（アクアジェラート）                         | 北海道札幌市                                              |                                                           | ご褒美相席                  |
| 339 | 3月25日 | 石田純一                                                  | 大阪市                                                    |                                                           | イタリアフランス相席        |
| 339 | 3月25日 | 桂南光                                                    | 東京都新宿区神楽坂                                        |                                                           | イタリアフランス相席        |
| 340 | 4月1日  | 谷田部俊、杉山裕之、坪倉由幸（我が家）                    | 高知県宿毛市                                              |                                                           | カウンセリング相席          |
| 341 | 4月8日  | 石崎ひゅーい                                              | 神奈川県真鶴町                                            |                                                           | ノブそっくり相席            |
| 341 | 4月8日  | 照英                                                      | 愛知県弥富市                                              |                                                           | ノブそっくり相席            |
| 342 | 4月15日 | 木村卓寛（天津）                                          | 岩手県盛岡市                                              |                                                           | 東北移住相席                |
| 342 | 4月15日 | 本坊元児（ソラシド）                                      | 山形県山形市                                              |                                                           | 東北移住相席                |
| 343 | 4月22日 | かつみ♥（かつみ♥さゆり）                                  | 大阪市此花区                                              |                                                           | 祝!300回 おめでとう相席     |
| 343 | 4月22日 | ロッシー（野性爆弾）                                      | 東京都三宅島                                              |                                                           | 祝!300回 おめでとう相席     |
| 344 | 4月29日 | 織田信成                                                  | 群馬県高崎市                                              |                                                           | 北関東グルメ相席            |
| 344 | 4月29日 | 土井レミイ杏利                                            | 茨城県水戸市                                              |                                                           | 北関東グルメ相席            |
| 345 | 5月6日  | 浜本広晃（テンダラー）                                    | 滋賀県彦根市                                              |                                                           | 大阪のお兄ちゃん相席        |
| 345 | 5月6日  | 土肥ポン太                                                | 徳島県鳴門市                                              |                                                           | 大阪のお兄ちゃん相席        |
| 346 | 5月13日 | 島田珠代                                                  | 台湾                                                      |                                                           | 台湾相席                    |
| 346 | 5月13日 | キンタロー。                                              | 台湾                                                      |                                                           | 台湾相席                    |
| 347 | 5月20日 | 丸山隆平（SUPER EIGHT）                                   | 茨城県笠間市                                              |                                                           | STARTO相席                  |
| 347 | 5月20日 | 佐藤アツヒロ                                              | 埼玉県加須市                                              |                                                           | STARTO相席                  |
| 348 | 5月27日 | 三上丈晴                                                  | 徳島県つるぎ町                                            |                                                           | オカルト相席                |
| 348 | 5月27日 | ケンドーコバヤシ                                          | 千葉県八千代市                                            |                                                           | オカルト相席                |
| 349 | 6月3日  | ちゅうえい、たきうえ（流れ星☆）                           | 長野県阿智村                                              |                                                           | カウンセリング相席          |
| 350 | 6月10日 | パンク町田                                                | 愛知県岡崎市                                              |                                                           | 爆食い相席                  |
| 350 | 6月10日 | はら（ゆにばーす）                                        | 静岡県賀茂郡河津町                                        |                                                           | 爬虫類相席                  |
| 351 | 6月17日 | 水谷隼                                                    | 長崎県佐世保市                                            |                                                           | ご当地グルメ相席            |
| 351 | 6月17日 | 加護亜依                                                  | 東京都福生市                                              |                                                           | ご当地グルメ相席            |
| 352 | 6月24日 | 中川パラダイス（ウーマンラッシュアワー）                  | 福井県おおい町                                            |                                                           | ABCお笑いグランプリ王者相席 |
| 352 | 6月24日 | ちゃらんぽらん冨好                                        | 兵庫県伊丹市                                              |                                                           | ABCお笑いグランプリ王者相席 |
| 353 | 7月1日  | 竹財輝之助                                                | 長野県大町市                                              |                                                           | クズ相席                    |
| 353 | 7月1日  | 小堀裕之（2丁拳銃）                                       | 奈良県御所市                                              |                                                           | クズ相席                    |
| 354 | 7月8日  | パンチ浜崎（ザ・パンチ）                                  | 山口県周防大島町                                          |                                                           | 気になる町相席              |
| 354 | 7月8日  | アタック西本（ジェラードン）                              | 富山県舟橋村                                              |                                                           | 気になる町相席              |
| 355 | 7月15日 | 岡本知高                                                  | 山梨県忍野村                                              |                                                           | 世界に誇る日本人相席        |
| 355 | 7月15日 | 東儀秀樹                                                  | 名古屋市中区                                              |                                                           | 世界に誇る日本人相席        |
| 356 | 7月22日 | たかのり、周平魂（ツートライブ）                          | 兵庫県神戸市垂水区                                        |                                                           | 今年が勝負相席              |
| 356 | 7月22日 | たかのり、周平魂（ツートライブ）                          | 兵庫県神戸市新神戸                                        |                                                           | 今年が勝負相席              |
| 357 | 8月5日  | 松村邦洋                                                  | 福島県郡山市                                              |                                                           | 銀幕スター相席              |
| 357 | 8月5日  | ゆうたろう                                                | 神奈川県葉山町                                            |                                                           | 銀幕スター相席              |
| 358 | 8月12日 | 大悟が選ぶおかわり賞ランキングベスト10 〜2023年下半期編〜 | 大悟が選ぶおかわり賞ランキングベスト10 〜2023年下半期編〜 | 大悟が選ぶおかわり賞ランキングベスト10 〜2023年下半期編〜 |                             |
| 359 | 8月19日 | 武田真治                                                  | 沖縄県伊江島                                              |                                                           | 真夏の美ボディ相席          |
| 359 | 8月19日 | 真島なおみ                                                | 沖縄県瀬底島                                              |                                                           | 真夏の美ボディ相席          |

## 「相席旅」以外の企画およびゲスト
「ナイトinナイト」火曜日枠への移動で放送時間の拡大につき、「相席旅」以外の企画も不定期で放送されている。また、特別企画として、通常とは異なる相席ロケも不定期で行われている。

### 青田買いスペシャル
1回の放送につき、数組のロケスター候補が旅人として出演。通常より小規模の相席ロケを行う。なお、この企画が行われる時は、千鳥はもちろん、視聴者にも旅人が誰か知らされない。
○○-1グランプリ
○○の部分には大会名が入る。白塗りの芸能人達による「白塗り-1」、元モーニング娘。メンバーによる「モー娘。-1」など、ある共通点を持った6人の芸能人が相席ロケで対決する。審査員を千鳥が務め（ハリウッド-1では欠席したノブに代わり、南海キャンディーズ山里が担当）、最も高い得点を出した者が優勝者となり、レギュラー回における通常の相席ロケに行ってもらうかもしれない権利が与えられる。
おかわり賞ランキングベスト10
過去の総集編を兼ねた特別企画として放送。大悟が過去の放送の中から選んだおかわり賞の中からベスト10を発表する。基本的には各年の上半期と下半期で分かれており、その中から選ばれる。

### 百聞は相席にしかず！
世の中に溢れる真偽不明の未確認情報を芸人が“相席”することで解き明かすコーナー。
| 回     | 放送日  | スタジオゲストおよびロケに行った芸人           | 調査内容                                 |
| 2019年 | 2019年  | 2019年                                         | 2019年                                   |
| ------ | ------- | ---------------------------------------------- | ---------------------------------------- |
| 44     | 4月2日  | 川原克己、瀬下豊（天竺鼠）                     | 最強の長寿ドリンクを探す                 |
| 45     | 4月9日  | 小林圭輔、友保隼平（金属バット）               | カレー粉をつければなんでも食べられるのか |
| 46     | 4月16日 | 秋山賢太、山名文和（アキナ）                   | 謎の果実「マルーラ」                     |
| 47     | 4月23日 | 山内健司、濱家隆一（かまいたち）               | 世界一美味しい料理「ルンダン」           |
| 50     | 5月21日 | 西野創人、ナダル（コロコロチキチキペッパーズ） | 男を虜にするオネエ飯                     |
| 53     | 6月11日 | 秋山賢太、山名文和（アキナ）                   | 謎の果実「マルーラ」続編                 |
| 54     | 6月25日 | 盛山晋太郎、リリー（見取り図）                 | 1万1回目のおむつ替え                     |
| 58     | 7月23日 | 山内健司、濱家隆一（かまいたち）               | ボリビアの謎のお酒「チチャ」             |
| 65     | 9月17日 | 秋山賢太、山名文和（アキナ）                   | エチオピアの謎の食べ物「インジェラ」     |
| 71     | 11月5日 | 秋山賢太、山名文和（アキナ）                   | 謎の果実「マルーラ」完結編               |

### 台湾裏相席！
地元の人だからこそ知る台湾の裏の魅力を、芸人が現地に赴き伝える企画。
| 回     | 放送日  | スタジオゲストおよびロケに行った芸人     |
| 2019年 | 2019年  | 2019年                                   |
| ------ | ------- | ---------------------------------------- |
| 48     | 5月7日  | 女キャッチャー（守谷日和）               |
| 49     | 5月14日 | 女キャッチャー（守谷日和）               |
| 51     | 5月28日 | たかし（トレンディエンジェル）           |
| 55     | 7月2日  | たかし（トレンディエンジェル）           |
| 56     | 7月9日  | ウーイェイよしたか（スマイル）           |
| 57     | 7月16日 | ウーイェイよしたか（スマイル）           |
| 61     | 8月20日 | 岩橋良昌、兼光タカシ（プラス・マイナス） |
| 62     | 8月27日 | 岩橋良昌、兼光タカシ（プラス・マイナス） |

### 連続テレビ小説 大根と矢部！
カラテカ・矢部太郎の持ち込み企画。「大根が主役となる新しい料理」が出来上がるドラマ。第52回（2019年6月4日）のみ放送。

#### ドラマ内出演者
- 矢部太郎（カラテカ）スタジオゲストとしても出演。
- グルメな先輩 - タンク（シンクタンク）
- 大根の声 - 和田友徳（ヘッドライト）
- ブリの声 - 町田星児（ヘッドライト）

### 千鳥の野球チームを作ろう！
大悟とノブがそれぞれ監督となる草野球チームを街で選手をスカウトして作っていき、ゆくゆくは京セラドーム大阪での試合を目指す企画。大悟とノブは欲しい選手がVTRに登場したら「ちょっと待てぃボタン」を押して自分のチームにスカウトできるシステム。
大悟チーム「大悟アメリカンスピリッツ」とノブチーム「シカゴノブズ」の対決がほっともっとフィールド神戸で開催され、2020年4月14日にその模様が放送された。両チームのユニフォームデザインは森田まさのり。表裏5回までというルールのもと試合を行い、2対8でシカゴノブズが勝利した。負けたチームの監督・大悟には罰ゲーム「千原せいじとロケ」が課された。
2021年より2ndシーズンとして、芸人達が2期生メンバーのスカウトを行う。また、2020年に試合に参加したメンバーも引き続き1期生としてそれぞれのチームに残留する。コロナ禍の影響でスカウト後長らく行われなかったが2024年7月2日放送分にて改めて2ndシーズンが始動。1期生に加えて新たにスカウトしたメンバーで合同練習や芸人野球チームとの練習試合を行った。
2024年には一般公募による「相席トライアウト」が行われ、828人の応募から書類選考、運動能力テスト、野球基礎能力テスト、実戦テストを経て、7人の最終選考に残った選手の中から千鳥がそれぞれ入団させたい選手を2名ずつ指名した。また阪神タイガースと相席オールスターズによる甲子園球場を舞台とした試合も開催され、今井らいぱちをはじめとする4人の選手も育成枠として試合に参加した。千鳥はスケジュール等の都合で参加できず、スタジオでその様子を見守り、見取り図が代理監督として指揮をとり、スタジオにも出演した。
| 回     | 放送日   | スタジオゲストおよびロケに行った芸人 |
| 2019年 | 2019年   | 2019年 |
| ------ | -------- | --- |
| 59     | 7月30日  | 小林圭輔、友保隼平（金属バット） |
| 64     | 9月10日  | 小林圭輔、友保隼平（金属バット） |
| 77     | 12月17日 | 小林圭輔、友保隼平（金属バット） |
| 78     | 12月24日 | 盛山晋太郎、リリー（見取り図） |
| 2020年 |          | |
| 81     | 1月21日  | 盛山晋太郎、リリー（見取り図） |
| 82     | 1月28日  | 小林圭輔、友保隼平（金属バット） |
| 86     | 2月25日  | 秋山賢太、山名文和（アキナ） |
| 88     | 3月10日  | 盛山晋太郎、リリー（見取り図） |
| 89     | 3月17日  | 盛山晋太郎、リリー（見取り図） |
| 93     | 4月14日  | 大悟、ノブ（千鳥） 盛山晋太郎、リリー（見取り図） 小林圭輔、友保隼平（金属バット） 秋山賢太、山名文和（アキナ） 板東英二（大悟アメリカンスピリッツの投手）実況 浅越ゴエ（ザ・プラン9）ゲスト解説 長州力、手島いさむ（UNICORN）審判 堤下敦（インパルス）ウグイス嬢 兼光タカシ（プラス・マイナス）シカゴノブズの助っ人 川原克己、瀬下豊（天竺鼠） 岩橋良昌（プラス・マイナス）大悟アメリカンスピリッツの助っ人 武藤敬司 |
| 2021年 |          | |
| 154    | 6月29日  | 盛山晋太郎、リリー（見取り図） |
| 156    | 7月13日  | 浅越ゴエ（ザ・プラン9） 盛山晋太郎、リリー（見取り図） |
| 162    | 8月31日  | 小林圭輔、友保隼平（金属バット） |
| 166    | 9月28日  | 辻、ケツ（ニッポンの社長） |
| 2024年 |          | |
| 303    | 7月2日   | 盛山晋太郎、リリー（見取り図） |
| 304    | 7月9日   | 盛山晋太郎、リリー（見取り図） シン・野球（相席食堂オールスターズの対戦相手） 今井らいぱち kento fukaya キャツミ らぶおじさん、メラちゃん（アレックス）、源（戒前2丁目）、シンジ君（いつもたいしゃ）、てつはる（大正サウナ）、トン吉（遠足ダイスキタイム）実況 浅越ゴエ（ザ・プラン9） |
| 307    | 7月30日  | 小林圭輔、友保隼平（金属バット） |
| 310    | 8月20日  | 小林圭輔、友保隼平（金属バット） |
| 319    | 10月29日 | 盛山晋太郎、リリー（見取り図） |
| 320    | 11月5日  | 盛山晋太郎、リリー（見取り図） |
| 321    | 11月12日 | 盛山晋太郎、リリー（見取り図） |
| 322    | 11月19日 | 盛山晋太郎、リリー（見取り図） |
| 326    | 12月17日 | 盛山晋太郎、リリー（見取り図） |

### 黒ギャル相席
笑い飯・西田幸治の持ち込み企画。黒ギャルと交流してその魅力や生態に迫る。
| 回     | 放送日   | スタジオゲストおよびロケに行った芸人 |
| 2019年 | 2019年   | 2019年                               |
| ------ | -------- | ------------------------------------ |
| 73     | 11月19日 | 西田幸治（笑い飯）                   |

### 街ブラ-1グランプリ
前年のM-1グランプリの決勝に出場したコンビ（第1回は6組を選抜、第2回は全10組、第3回以降は優勝コンビを除く9組）が一組ずつロケを行い、千鳥が100点満点で点数を付ける（100×2で満点は200点）。最も点数が高いコンビが優勝となる。
第1回は全組が大阪市でのロケで、第2回からはコンビのどちらかの生まれ故郷でロケを行った。なお、VTRを見る順番は、第1回ではランダム、第2回はM-1グランプリ2020でのネタ順、第3回以降では千鳥が笑神籤ならぬ「ロ神籤（ろみくじ）」を使って1組ずつその都度決定したりと、回によって異なる。
原則コンビで相席ロケを行うが、第3回ではゆにばーすの川瀬名人が当番組の出演を拒否したため、急遽相方のはらが1人でロケを行った。また、第4回ではオズワルドがスケジュールの都合で出演NGとなったため、敗者復活戦2位の令和ロマンが代役を務めた。第6回では放送直前にダイタクが諸事情で出演が急遽見送りとなり、8組での戦いとなった。
| 回     | 放送日  | スタジオゲストおよびロケに行った芸人 （太字は優勝者）                                                                              |
| 2020年 | 2020年  | 2020年 |
| ------ | ------- | --- |
| 84     | 2月11日 | インディアンス、ぺこぱ、オズワルド                                                                                                 |
| 85     | 2月18日 | からし蓮根、すゑひろがりず、ニューヨーク                                                                                           |
| 2021年 |         | |
| SP     | 2月11日 | インディアンス、東京ホテイソン、ニューヨーク、見取り図、おいでやすこが、マヂカルラブリー、オズワルド、アキナ、錦鯉、ウエストランド |
| 2022年 |         | |
| 184    | 2月8日  | ハライチ、もも、ロングコートダディ                                                                                                 |
| 185    | 2月15日 | はら（ゆにばーす）、ランジャタイ、真空ジェシカ                                                                                     |
| 186    | 2月22日 | インディアンス、オズワルド、モグライダー                                                                                           |
| 2023年 |         | |
| 234    | 2月7日  | さや香、令和ロマン、ヨネダ2000 |
| 235    | 2月14日 | 真空ジェシカ、カベポスター、ロングコートダディ                                                                                     |
| 236    | 2月21日 | ダイヤモンド、男性ブランコ、キュウ                                                                                                 |
| 2024年 |         | |
| 283    | 2月6日  | シシガシラ、ダンビラムーチョ、カベポスター                                                                                         |
| 284    | 2月13日 | さや香、くらげ、ヤーレンズ |
| 285    | 2月20日 | モグライダー、真空ジェシカ、マユリカ                                                                                               |
| 2025年 |         | |
| 332    | 2月4日  | ママタルト、バッテリィズ、エバース                                                                                                 |
| 333    | 2月11日 | トム・ブラウン、真空ジェシカ |
| 334    | 2月18日 | ヤーレンズ、ジョックロック、マユリカ                                                                                               |

### ドキュメンタリー「誰も吸えなくて・・・夏」
見取り図・リリーの持ち込み企画。無人島に隔離されたヘビースモーカー芸人たちが“最高の一服”を体験するために、ライター無しでタバコに火をつけるドキュメンタリー。
| 回     | 放送日   | スタジオゲスト                 | VTR内出演芸人                                                                             |
| 2019年 | 2019年   | 2019年                         | 2019年                                                                                    |
| ------ | -------- | ------------------------------ | ----------------------------------------------------------------------------------------- |
| 75     | 12月3日  | 盛山晋太郎、リリー（見取り図） | 盛山晋太郎、リリー（見取り図） 周平魂（ツートライブ） 前野悠介（クロスバー直撃） 中條健一 |
| 76     | 12月10日 | 盛山晋太郎、リリー（見取り図） | 盛山晋太郎、リリー（見取り図） 周平魂（ツートライブ） 前野悠介（クロスバー直撃） 中條健一 |

### 海外丸投げロケ企画
「百聞は相席にしかず！」で「マルーラ」、「チチャ」、「インジェラ」といった謎の食べ物を探すロケをスケジュールや費用の関係でアフリカ現地の番組制作会社に丸投げした企画が独立コーナー化。
| 回     | 放送日 | スタジオゲスト               | 調査内容 | 調査内容           |
| 2020年 | 2020年 | 2020年                       | 2020年   | 2020年             |
| ------ | ------ | ---------------------------- | -------- | ------------------ |
| 87     | 3月3日 | 秋山賢太、山名文和（アキナ） | セネガル | 謎の万能薬「ブイ」 |

### 夢のMC超人タッグトーナメント2020
千鳥に万が一の事が起きた時を想定し、リザーバーを選出するために行われた企画。リザーバー候補4組が、千鳥と同様にオープニングトークと相席旅VTR（過去の放送のもの）を視聴しながらちょっと待てぃボタンを押しツッコミを入れる。さらにリザーバー候補の模様を千鳥がVTRで視聴し、個人でコンビネーション・切れ味・可能性の3つを各10点満点（1人合計30点満点）で採点。トーナメント形式で、得点の高かったコンビが勝ち抜けとなる。会場はABCホール（キュキュホール）内のステージで行われる。優勝したかつみ♡さゆりは、2022年9月6日放送分において、ノブの代打として大悟と共にMCを担当した。
| 回        | 放送日  | リザーバー候補!                         | 旅人                                         | 旅先                                         | 相席旅の本放送日                             | ディレクター                                 |
| 準決勝    | 準決勝  | 準決勝                                  | 準決勝                                       | 準決勝                                       | 準決勝                                       | 準決勝                                       |
| --------- | ------- | --------------------------------------- | -------------------------------------------- | -------------------------------------------- | -------------------------------------------- | -------------------------------------------- |
| 105       | 7月7日  | 美川憲一、神田うの                      | 尾形貴弘（パンサー）                         | 北海道ニセコ町                               | 2020年3月31日                                | 菱田忠                                       |
| 106       | 7月14日 | 太平かつみ、尾崎小百合（かつみ♡さゆり） | 林家ペー、林家パー子                         | 神奈川県湘南エリア                           | 2019年7月23日                                | 早浪賢                                       |
| 107       | 7月21日 | 長州力、武藤敬司                        | 獣神サンダー・ライガー                       | 山形県白鷹町                                 | 2018年11月4日                                | 早浪賢                                       |
| 108       | 7月28日 | ユースケ、津田篤宏（ダイアン）          | 渡部陽一                                     | 青森県東津軽郡龍飛                           | 2018年7月29日                                |                                              |
| 3位決定戦 |         |                                         |                                              |                                              |                                              |                                              |
| 108       | 7月28日 | 美川憲一、神田うの                      | 松崎しげる                                   | 富山県南砺市                                 | 2019年2月3日                                 |                                              |
| 108       | 7月28日 | ユースケ、津田篤宏（ダイアン）          | なし（OPトークで千鳥が失格の判定をしたため） | なし（OPトークで千鳥が失格の判定をしたため） | なし（OPトークで千鳥が失格の判定をしたため） | なし（OPトークで千鳥が失格の判定をしたため） |
| 決勝      |         |                                         |                                              |                                              |                                              |                                              |
| 109       | 8月4日  | 太平かつみ、尾崎小百合（かつみ♡さゆり） | 小田井涼平（純烈）                           | 兵庫県川西市                                 | 2019年4月16日                                |                                              |
| 109       | 8月4日  | 長州力、武藤敬司                        | くまだまさし                                 | 群馬県邑楽郡大泉町                           | 2019年2月24日                                |                                              |

### 相席様式
新型コロナウイルスの感染拡大で「新しい生活様式」が叫ばれる中、相席食堂が新しいリモート相席企画に挑戦する。
| 回     | 放送日   | VTRゲスト              |
| 2020年 | 2020年   | 2020年                 |
| ------ | -------- | ---------------------- |
| 115    | 9月22日  | トミーズ健（トミーズ） |
| 117    | 10月6日  | くまだまさし           |
| 118    | 10月13日 | 西田幸治（笑い飯）     |

### 相席体育祭
芸能人が、番組オリジナルの競技で競う体育祭。
| 回  | 放送日   | 競技                   | 出場者                                                                      | その他ゲスト                                                                     |
| --- | -------- | ---------------------- | --------------------------------------------------------------------------- | -------------------------------------------------------------------------------- |
| 124 | 11月24日 | ムーンウォーク100m障害 | エハラマサヒロ コウメ太夫 大納言光子 DAICHI（DA PUMP） マイケル・ジャクトン | 体育祭ガール（ディーラー） 名取くるみ実況 中邨雄二（朝日放送テレビアナウンサー） |
| 124 | 11月24日 | 水上ゴザ走り           | なかやまきんに君 ますみ（天才ピアニスト） 矢部太郎（カラテカ） イルローザ   | 体育祭ガール（ディーラー） 名取くるみ実況 中邨雄二（朝日放送テレビアナウンサー） |
| 124 | 11月24日 | 階段鈍足競争           | 島田珠代 岩橋良昌（プラス・マイナス） ぼんちおさむ（ザ・ぼんち）            | 体育祭ガール（ディーラー） 名取くるみ実況 中邨雄二（朝日放送テレビアナウンサー） |

### 仙人相席
人里離れた山や島で暮らす仙人と相席し、生きていくうえで大切な事を学ぶ。
| 回     | 放送日  | ロケに行った芸能人     |
| 2020年 | 2020年  | 2020年                 |
| ------ | ------- | ---------------------- |
| 125    | 12月1日 | 竹内まなぶ（カミナリ） |
| 126    | 12月8日 | 渡部陽一               |

### 大悟PRESENTS 夢のハワイへ!峰竜太全BETプロジェクト
番組でのハワイロケを目指し、TVerアワード特別賞の賞金30万円を元手に旅人が競艇選手の峰竜太に賞金を全額ベットする企画。
| 回     | 放送日   | ロケに行った芸能人 | ロケ地               | 結果                    |
| 2021年 | 2021年   | 2021年             | 2021年               | 2021年                  |
| ------ | -------- | ------------------ | -------------------- | ----------------------- |
| 158    | 7月27日  | 峰竜太 (俳優)      | ボートレース児島     | 30万円 →52万5000円      |
| 175    | 11月30日 | 呂布カルマ         | ボートレースびわこ   | 52万5000円 →110万4000円 |
| 2022年 |          |                    |                      |                         |
| 226    | 12月6日  | 利恵ママ           | ボートレースまるがめ | 110万4000円 →143万円    |

### 相席食堂×SUCCESS
SUCCESS販売促進を目的としたコラボレーション企画。サクセス公式Twitterにて配信されている。完全版はYouTubeで配信されていたが現在は非公開となっている。
| 回     | 配信日 | ロケに行った芸能人 |
| 2021年 | 2021年 | 2021年             |
| ------ | ------ | ------------------ |
| 0      | 6月8日 | 島田珠代           |

### 相席CHAMPION SHIP
芸能人が相席食堂で生まれた名シーンを再現、千鳥が採点し王者を決める大会。
| 回     | 放送日   | 競技           | 元ネタ | 出場者 |
| 2021年 | 2021年   | 2021年         | 2021年 | 2021年 |
| ------ | -------- | -------------- | ------ | --- |
| 174    | 11月23日 | 川流れ王決定戦 | ZAZY   | 藤田憲右（トータルテンボス） 大林素子 ZAZY スギちゃん 尾形貴弘（パンサー） 瀬下豊（天竺鼠） 嶋大輔 島田珠代 木下隆行（TKO） |

### 相席3連単
1つの競技を観て、千鳥が3位までの順位を予想する。的中すれば、視聴者プレゼントが発生する。
| 回     | 放送日   | 競技    | 出場者                                       |        |
| 2021年 | 2021年   | 2021年  | 2021年                                       | 2021年 |
| ------ | -------- | ------- | -------------------------------------------- | ------ |
| 174    | 11月23日 | 泥3連単 | 尾形貴弘（パンサー） 瀬下豊（天竺鼠） 嶋大輔 |        |

### 黒田食堂
黒田有（メッセンジャー）が、淡路島の別荘に後輩芸人を呼び寄せて手料理でもてなす企画。
| 回     | 放送日  | 別荘を訪れた芸人                   |
| 2022年 | 2022年  | 2022年                             |
| ------ | ------- | ---------------------------------- |
| 199    | 5月24日 | 林健（ギャロップ） 哲夫（笑い飯）  |
| 200    | 5月31日 | しもばやし（ファミリーレストラン） |

### もうひとつのCHEF-1グランプリ
料理人日本一を決めるCHEF-1グランプリの放送を前に、芸能界の料理人が食材探しから料理対決。
| 回     | 放送日  | 対戦カード                     | 勝者     | スコア            |
| 2022年 | 2022年  | 2022年                         | 2022年   |                   |
| ------ | ------- | ------------------------------ | -------- | ----------------- |
| 207    | 7月19日 | 馬場裕之（ロバート） vs 金萬福 | 馬場裕之 | 馬場 58 - 51 萬福 |

### 生相席食堂（開催中止）
「『生相席食堂』1万人のちょっと待てぃ!!一夜限りのノーカット収録ライブ配信」と題して、2022年8月5日に開催される予定だったものである。これは8月16日深夜（ABCテレビ）に「ナイトinナイト夏のファン感謝祭第2夜」として放送される収録の模様を先着1万人限定でのオンライン無料公開するというものだった。
ところが、ノブが右椎骨動脈解離により緊急入院したことに伴い、収録2日前の8月3日にこの日の収録が急遽取りやめとなった。中止決定時は対応未定とされたが、後日放送される予定ですでにノブが入院する前に収録されていた「未来のロケスターを発掘!!青田買いスペシャル2022夏（前）」を急遽繰り上げて放送することになり、空いた8月30日は「大悟が選ぶおかわり賞ランキングベスト10 〜2022年上半期編〜」という総集編に充当した。

### もし有名監督が相席食堂のディレクターだったら
アマゾンプライムビデオ限定配信『相席食堂プライムビデオSP』にて配信。地上波本編は制作会社のディレクターが映像演出を行うが、特別に5名の監督（映像監督とは限らない）がそれぞれキャスティングした旅人と相席旅作品を演出する。
| 回     | 放送日  | 監督                     | 旅人                                         | 旅先             | 備考                                                       |
| 2023年 | 2023年  | 2023年                   | 2023年                                       |                  |                                                            |
| ------ | ------- | ------------------------ | -------------------------------------------- | ---------------- | ---------------------------------------------------------- |
| 1      | 7月28日 | 上田慎一郎               | 濱津隆之                                     | 山口県湯田温泉   | 54分                                                       |
| 2      | 7月28日 | 上田慎一郎               | 濱津隆之                                     | 山口県湯田温泉   | 19分                                                       |
| 3      | 7月28日 | 村西とおる               | 東出昌大                                     | 神奈川県三崎漁港 | 42分、七海ティナが途中参加                                 |
| 4      | 7月28日 | 村西とおる               | 東出昌大                                     | 神奈川県三崎漁港 | 40分、相沢みなみ、百永さりなが途中参加                     |
| 5      | 7月28日 | 高橋みなみ               | 峯岸みなみ                                   | 宮城県仙台市     | 56分                                                       |
| 6      | 7月28日 | 高橋みなみ               | 峯岸みなみ、小嶋陽菜                         | 宮城県仙台市     | 43分                                                       |
| 7      | 7月28日 | アレックス・ラミレス     | 五十嵐亮太→カイヤ→植野行雄（デニス）         | 岡山県倉敷市     | 49分                                                       |
| 8      | 7月28日 | アレックス・ラミレス     | ギャオス内藤→アントニー（マテンロウ）→カイヤ | 香川県豊島       | 48分                                                       |
| 9      | 7月28日 | 秋山竜次                 | 花田虎上                                     | 徳島県鳴門市     | 42分                                                       |
| 10     | 7月28日 | 津村谷コウジ（秋山竜次） | 津村谷コウジ（秋山竜次） 原田健二            | 兵庫県神戸市     | 54分、ローカル番組「でたらめっ弁当」とのコラボ番組という体 |

### 相席ハンター
この世に存在する貴重な品を探し、スタジオまで届ける企画。
| 回     | 放送日  | スタジオゲストおよびロケに行ったタレント | ハンターのジャンル   | 内容                               |
| 2024年 | 2024年  | 2024年                                   | 2024年               | 2024年                             |
| ------ | ------- | ---------------------------------------- | -------------------- | ---------------------------------- |
| 281    | 1月23日 | 中嶋享（や団）                           | ラーメンハンター     | 大阪3大幻ラーメン                  |
| 282    | 1月30日 | 都築拓紀（四千頭身）                     | ヴィンテージハンター | インダストリアルデザイン           |
| 290    | 3月26日 | 馬場裕之（ロバート）                     | ご飯のお供ハンター   | ご飯のお供ハンターin韓国           |
| 291    | 4月2日  | 馬場裕之（ロバート）                     | ご飯のお供ハンター   | ご飯のお供ハンターin韓国           |
| 292    | 4月9日  | 槙尾ユウスケ（かもめんたる）             | カレーハンター       | スパイスカレー                     |
| 295    | 5月7日  | 中嶋享（や団）                           | ラーメンハンター     | 京都味噌ラーメン                   |
| 300    | 6月11日 | 平泉成                                   | 薔薇ハンター         | 大悟・ノブにぴったりの薔薇をハント |

## ベストおかわり賞一覧
- ナイトinナイト枠に進出した2019年4月2日からエンディングコーナーが設けられ、バーを模したセットで大悟がその回のハイライト「ベストおかわり賞」を選出している。4回目の放送（2019年4月23日放送分）を最後にほぼ毎回カットされ、画面右上のテロップ表示で済ませるようになり、発表シーンは後述のおかわり賞ランキングでしか放送されなかった。また、番組公式アプリ『FC相席食堂』リリース後は、おかわり賞発表シーンが配信されるようになった。

| No. | 回 | 該当者                          | おかわり賞                           |
| --- | -- | ------------------------------- | ------------------------------------ |
| 1   | 44 | 奥田民生、手島いさむ（UNICORN） | 7がセンター来るな                    |
| 2   | 45 | 杉本彩                          | キウイディレクターの顔               |
| 3   | 46 | 小田井涼平（純烈）              | 僕のスフレです×3                     |
| 4   | 47 | 千原せいじ（千原兄弟）          | モザイクがボッテガ                   |
| 5   | 48 | スギちゃん                      | 踏ん張ってるポンプフューリー         |
| 6   | 49 | 山田菜々                        | You Hey！                            |
| 7   | 50 | 原西孝幸（FUJIWARA）            | こんにちは、お尻です                 |
| 8   | 51 | モト冬樹                        | 乳首？                               |
| 9   | 52 | 太平かつみ（かつみ♥さゆり）     | 赤影参上！                           |
| 10  | 53 | 磯野貴理子                      | は？                                 |
| 11  | 54 | ユースケ（ダイアン）            | 一瞬写る激しい川                     |
| 12  | 55 | 蛭子能収                        | 4じゃ いけ〜！                       |
| 13  | 56 | 山下真司                        | イワシのインサート                   |
| 14  | 57 | 布川敏和                        | ウソですけどね                       |
| 15  | 58 | 林家ペー、林家パー子            | はいー！                             |
| 16  | 59 | 高橋ジョージ（THE 虎舞竜）      | 田村のターキー                       |
| 17  | 60 | 中條健一                        | 真緑中條さん                         |
| 18  | 61 | パンツェッタ・ジローラモ        | きぬゑ86歳                           |
| 19  | 62 | チャーリー浜                    | なにそれ、う○こ？                    |
| 20  | 63 | 中尾彬                          | SO〜                                 |
| 21  | 64 | オール巨人（オール阪神・巨人）  | 紫綬褒章をちょっと自慢したオール巨人 |
| 22  | 65 | 竹中直人                        | 気ぃ使うて猫がニャー                 |
| 23  | 66 | ロッシー（野性爆弾）            | ロッシーの涙                         |
| 24  | 67 | 秋山竜次（ロバート）            | 黒板先生                             |
| 25  | 68 | 松村邦洋                        | ロケは会話                           |
| 26  | 69 | 又吉直樹（ピース）              | ロングちーよ                         |
| 27  | 70 | 友近                            | お父さん ぬいぐるみ返せ              |
| 28  | 71 | 田昌人                          | ナレーターが噛んだ                   |
| 29  | 72 | ぼんちおさむ（ザ・ぼんち）      | ぼんちおさむの疲れ切った顔           |
| 30  | 73 | 東国原英夫                      | 知事になってから全っ然来てない       |
| 31  | 74 | 藤田憲右（トータルテンボス）    | 大オンナの嫁入り                     |
| 32  | 75 | 斎藤司（トレンディエンジェル）  | マンボウ                             |
| 33  | 76 | イジリー岡田                    | こーたのET-KING                      |
| 34  | 77 | アンミカ                        | アンミカでーす                       |
| 35  | 78 | 美川憲一                        | 美川にハマってないプロデューサー     |
| 36  | 79 | 千原せいじ（千原兄弟）          | 服 赤にしてぐぅ〜                    |
| 37  | 80 | 宮川大助（宮川大助・花子）      | あなごはいかがですかぁ〜             |
| 38  | 81 | 岩尾望（フットボールアワー）    | ぶぅのはずがにゅう                   |
| 39  | 82 | 岩井勇気（ハライチ）            | 風呂場のタイルに吸い付いたおじいさん |
| 40  | 83 | 菊池風磨（Sexy zone）           | 風磨の尻                             |
| 41  | 85 | 三島達矢（すゑひろがりず）      | やめてくだされ                       |
| 42  | 86 | 藤山直美                        | ひげもやしですか？                   |
| 43  | 87 | 神田うの                        | ディレクターの涙                     |
| 44  | 88 | 田中卓志（アンガールズ）        | 阿部寛の そうだな                    |
| 45  | 89 | 山内健司（かまいたち）          | カメラさんが芸人から逃げた瞬間       |
| 46  | 90 | 安藤なつ（メイプル超合金）      | 崩れかかる てんちゃん                |
| 47  | 91 | 尾形貴弘（パンサー）            | 突き刺さり尾形                       |
| 48  | 92 | KABA.ちゃん                     | GIBAちゃん                           |
| 49  | 94 | 井上裕介（NON STYLE）           | 服に興味ないねん、からの裏地         |
| 50  | 96 | 兎味ペロリナ                    | 悪魔が通ります                       |

| No. | 回  | 該当者                                    | おかわり賞                                 |
| --- | --- | ----------------------------------------- | ------------------------------------------ |
| 51  | 103 | カメラマン青木                            | 青木のとりあえず前半お疲れした             |
| 52  | 104 | ロッシー（野性爆弾）、須田亜香里（SKE48） | お互い知らないタレント                     |
| 53  | 105 | 美川憲一、神田うの                        | 美川の赤眼帯回し                           |
| 54  | 106 | 太平かつみ、尾崎小百合（かつみ♡さゆり）   | かつみの韓流回し                           |
| 55  | 107 | 長州力、武藤敬司                          | 本当のライガーだよ                         |
| 56  | 108 | ユースケ、津田篤宏（ダイアン）            | 津田がイク瞬間                             |
| 57  | 109 | 太平かつみ、尾崎小百合（かつみ♡さゆり）   | 演説からのやった！3連発                    |
| 58  | 110 | 大悟、千原せいじ                          | スクーター黒田とサイドカーあいはら         |
| 59  | 111 | どんぐり                                  | どんぐりおかぁの「おいしいね」             |
| 60  | 114 | 島田珠代                                  | 島田珠代 パンティーテックス                |
| 61  | 115 | 庄司智春（品川庄司）                      | 焦がし枝豆                                 |
| 62  | 116 | 寺門ジモン（ダチョウ倶楽部）              | ひっくり返っ"てた"                         |
| 63  | 117 | クロちゃん（安田大サーカス）              | 3むき                                      |
| 64  | 118 | 大仁田厚                                  | ナメモンガラ2匹釣り                        |
| 65  | 120 | トモ（テツandトモ）                       | トモのステップ                             |
| 66  | 121 | 武蔵                                      | 武蔵のエンディング                         |
| 67  | 122 | スギちゃん                                | スタッフがシカを見つけてからの遠藤さんの顔 |
| 68  | 123 | 瀬下豊（天竺鼠）、トリンドル玲奈          | 泥だらけ瀬下とお散歩トリンドル             |
| 69  | 124 | ぼんちおさむ（ザ・ぼんち）                | 郵便ポストの番号を忘れたおさむ師匠         |
| 70  | 125 | 田村亮（ロンドンブーツ1号2号）            | チヌ エイ ハモ                             |
| 71  | 126 | 鈴木もぐら（空気階段）                    | もぐらのカップラーメン                     |
| 72  | 128 | 保田圭                                    | 保田圭のサックス                           |
| 73  | 129 | 大久保佳代子（オアシズ）                  | 大久保ゲーム                               |
| 74  | 130 | 峯岸みなみ（AKB48）                       | 血の涙                                     |
| 75  | 131 | 木村美穂（阿佐ヶ谷姉妹）                  | ムタ様                                     |
| 76  | 134 | 鈴木亜美                                  | クエのときの山岡                           |
| 77  | 135 | 佐々木健介                                | 健介の労働                                 |
| 78  | 136 | 八木真澄（サバンナ）                      | ギャグトーク                               |
| 79  | 138 | タージン                                  | 高速うどんすすり                           |
| 80  | 139 | 高岸宏行（ティモンディ）                  | 高岸 野球の話でたっちゃった                |
| 81  | 140 | 小島よしお                                | 淳之介のナイス                             |
| 82  | 141 | 真矢（LUNA SEA）、石黒彩                  | 腹抱えて笑うシーンだらけ                   |
| 83  | 142 | 木下隆行（TKO）                           | ウミガメ見つけてうれしいわ                 |
| 84  | 143 | 千原せいじ（千原兄弟）                    | せいじと住職の大喧嘩                       |
| 85  | 144 | 藤波辰爾                                  | 藤波辰爾の白影参上                         |
| 86  | 145 | 加藤歩                                    | おならしました？                           |
| 87  | 146 | 哲夫（笑い飯）                            | 哲夫 8回茂み突っ込み                       |
| 88  | 147 | 寺島進                                    | 寺島進のダメ出し                           |
| 89  | 148 | ZAZY                                      | 豚とにんにくでアリナミン                   |
| 90  | 150 | SAM（TRF）                                | SAMがまだ座ってる                          |
| 91  | 152 | ルー大柴                                  | ルーの事故                                 |
| 92  | 153 | りゅうちぇる                              | ディープインパクト以外の2頭                |
| 93  | 154 | 掛布雅之                                  | 掛布雅之 泳いでレフトにHR                  |
| 94  | 155 | 小宮浩信（三四郎）                        | インサートの米                             |
| 95  | 156 | 末成映薫                                  | 赤しそスカッシュ                           |
| 96  | 157 | ダンプ松本                                | 団子ください                               |
| 97  | 158 | 峰竜太（俳優）                            | ボートレース児島の実況                     |
| 98  | 159 | トミーズ雅（トミーズ）                    | 雅さんのシャドー                           |
| 99  | 160 | 笑福亭鶴光                                | これ鶏肉？                                 |
| 100 | 161 | 勝俣州和                                  | すごいと言った後の鳥の数                   |

| No. | 回  | 該当者                                     | おかわり賞                        |
| --- | --- | ------------------------------------------ | --------------------------------- |
| 101 | 162 | ヴァネッサ・パン                           | タイムスリッパー ヴァネッサ・パン |
| 102 | 163 | 川﨑宗則                                   | だべとだっぺの8ラリー             |
| 103 | 165 | 金萬福                                     | ロウチュウミーライライラー        |
| 104 | 166 | 西矢椛                                     | 椛ちゃんが金メダル出した瞬間      |
| 105 | 167 | サンプラザ中野くん                         | サンプラザ中野くんのいただきます  |
| 106 | 168 | 島崎遥香、海原はるか（海原はるか・かなた） | はるかかなた師匠 舞台挨拶の写真   |
| 107 | 169 | 米良美一                                   | 米良の界王拳                      |
| 108 | 170 | ファイルーズあい                           | 神様降臨                          |
| 109 | 171 | 黒田有（メッセンジャー）                   | 粉々のクッキー                    |
| 110 | 172 | 井戸田潤（スピードワゴン）                 | 井戸田潤 3人コント                |
| 111 | 173 | 月亭八光                                   | 萬月のコマのぼり                  |
| 112 | 174 | 瀬下豊（天竺鼠）                           | チャンスガニ                      |
| 113 | 175 | 呂布カルマ                                 | 平山智加の差し                    |
| 114 | 177 | 山田勝己                                   | Mr.SASUKEの「あーん」             |
| 115 | 178 | 岩部彰（ミサイルマン）                     | ヒザカム カクカク                 |
| 116 | 179 | ダイアモンド☆ユカイ                        | ジュビジュジュ                    |
| 117 | 180 | -                                          | 該当なし                          |
| 118 | 181 | 清春（黒夢）                               | 清春の指                          |
| 119 | 182 | 山根明                                     | 男山根 俺の歩き方                 |
| 120 | 183 | IZAM                                       | 2台目の緑の車                     |
| 121 | 186 | 田渕章裕、きむ（インディアンス）           | どこがやねん                      |
| 122 | 187 | 渡辺隆（錦鯉）、壇蜜                       | ドキドキを隠すピース              |
| 123 | 188 | 長谷川雅紀（錦鯉）                         | 飛行機にこんにちは                |
| 124 | 189 | 片岡鶴太郎                                 | いか？                            |
| 125 | 190 | 大原がおり                                 | すこっぷ三味線 教え子4万人        |
| 126 | 191 | 達川光男                                   | 館長背中誘いさすり                |
| 127 | 192 | スギム（クリトリック・リス）               | クリトリック・リスの酒と人間      |
| 128 | 193 | 西村知美                                   | 骨折夫                            |
| 129 | 196 | 藤岡弘、                                   | 藤岡弘、2連発ゲップ               |
| 130 | 197 | 山添寛（相席スタート）                     | 山添のマトリョーシカ芝居          |
| 131 | 198 | 横山ひろし                                 | 横山ひろし どうぞ＆睨みつけ       |
| 132 | 199 | ジャイアント白田                           | 白田の焼酎                        |
| 133 | 200 | やす（ずん）                               | やすの盛り上がり切り              |
| 134 | 201 | 中西茂樹（なすなかにし）                   | 那須の風                          |
| 135 | 202 | ガダルカナル・タカ                         | タカの一番スベリ                  |
| 136 | 203 | ぶっちゃあ（ブッチャーブラザーズ）         | 爺さんのシコふんじゃった          |
| 137 | 204 | 水野透（リットン調査団）                   | Tバックシュノーケル               |
| 138 | 205 | 久代萌美                                   | 久代のひょっとこ踊り              |
| 139 | 206 | 尾崎小百合（かつみ♡さゆり）                | かつみ♡のアイコン                 |
| 140 | 207 | 金萬福                                     | カニ vs 金萬福                    |
| 141 | 208 | 達川光男                                   | 達川のグローブむぎゅう            |
| 142 | 209 | HARUKA（CYBERJAPAN DANCERS）               | 少年3人の海飛び込み               |
| 143 | 210 | 川合俊一                                   | 冷やし中華のタレが多い            |
| 144 | 212 | ももせもも                                 | ももせももの「あ～ん」            |
| 145 | 214 | 太平かつみ（かつみ♡さゆり）                | カメラちょっと上を見るかつみ      |
| 146 | 215 | 千原せいじ（千原兄弟）                     | ビール飲んだ後の顔                |
| 147 | 217 | カステラ一番                               | 入るTバック                       |
| 148 | 218 | 吉瀬美智子                                 | 魂が宿ったビン                    |
| 149 | 219 | 玉袋筋太郎（浅草キッド）                   | 肝臓は水で洗うんよ                |
| 150 | 220 | 本並健治                                   | ありかんぱーいって何やろ          |

| No. | 回  | 該当者                                                           | おかわり賞                                         |
| --- | --- | ---------------------------------------------------------------- | -------------------------------------------------- |
| 151 | 221 | ミリー・バイソン（流血ブリザード）                               | ミリー・バイソンとユダのゴイゴイスー               |
| 152 | 222 | 福井俊太郎（GAG）                                                | ガリッ                                             |
| 153 | 223 | 假屋崎省吾                                                       | 天ぷらを食べる偽物                                 |
| 154 | 224 | 串田アキラ                                                       | 赤べこの工程                                       |
| 155 | 225 | 宮崎謙介、金子恵美                                               | 謙介のシラス無茶ぶり                               |
| 156 | 226 | 山田勝己                                                         | 山田勝己と透明ネコ                                 |
| 157 | 227 | 雪平莉左                                                         | 谷間からの寿司屋大将                               |
| 158 | 229 | ゆーびーむ☆                                                      | 土方さん                                           |
| 159 | 230 | 安藤美姫                                                         | 白塗りおじさん立ちトーク                           |
| 160 | 231 | SJ（GAG）                                                        | 細貝のくわえタバコ                                 |
| 161 | 232 | 田村裕（麒麟）                                                   | ヒクイドリおそっ                                   |
| 162 | 233 | 里見まさと（ザ・ぼんち）                                         | まさと師匠の両箸食い                               |
| 163 | 236 | 野澤輸出（ダイヤモンド）                                         | ダイヤモンドの振り向き三上博史                     |
| 164 | 237 | きん（ビスケットブラザーズ）                                     | 市村リズム登場                                     |
| 165 | 238 | 井口浩之（ウエストランド）                                       | 両手シリコン回し                                   |
| 166 | 239 | 相川七瀬                                                         | おっきいね                                         |
| 167 | 240 | 恋さん（シャンプーハット）                                       | 隠れゆっくりうどん                                 |
| 168 | 241 | 箕輪はるか（ハリセンボン）                                       | いままでの本堂                                     |
| 169 | 242 | 西川忠志                                                         | 忠志の顔                                           |
| 170 | 243 | 早川優衣                                                         | 優衣の初ボケ アルバイト募集中                      |
| 171 | 244 | つぶやきシロー                                                   | 郵便局って急にあるよね                             |
| 172 | 245 | 糸井嘉男                                                         | 私と相席する？                                     |
| 173 | 246 | 酒井とおる                                                       | とおる師匠の精米                                   |
| 174 | 247 | 千原せいじ（千原兄弟）                                           | マジやったんか                                     |
| 175 | 248 | 尾形貴弘（パンサー）                                             | 尾形と琥珀のパンスト相撲                           |
| 176 | 249 | 浅越ゴエ（ザ・プラン9）                                          | ゴエの全身打撲                                     |
| 177 | 250 | 原口あきまさ                                                     | 原口さんの方のひとみばあさん                       |
| 178 | 251 | ロッシー（野性爆弾）                                             | とじとる                                           |
| 179 | 252 | チャンス大城                                                     | そういう状況になったことはある                     |
| 180 | 253 | 桑野信義                                                         | チキン南蛮と歯                                     |
| 181 | 254 | 遠藤章造（ココリコ）                                             | ココリコ遠藤の「うちのちび」                       |
| 182 | 255 | 尾崎世界観（クリープハイプ）                                     | オールカットマン                                   |
| 183 | 256 | 酒井貴士（ザ・マミィ）                                           | 酒井とトランポリン                                 |
| 184 | 257 | マイケル富岡                                                     | しっとりきゅうり                                   |
| 185 | 258 | 森下能幸                                                         | 森下のソフトクリーム実況                           |
| 186 | 259 | 一ノ瀬ワタル、小沢仁志                                           | 弟を思っての深いお辞儀→こらえた涙→ハリー・ポッター |
| 187 | 260 | セクシー・ダイナマイト・プッシー・ガロアVIII世（流血ブリザード） | 謎を解こうとするセクシー                           |
| 188 | 261 | ユビッジャ・ポポポー、ユビッジャ・ポポポー以外                   | ユビッジャ以外の「もう一回いいですか？」           |
| 189 | 263 | 本間成美                                                         | 水遊びからのキス                                   |
| 190 | 264 | 毛利大亮（ギャロップ）                                           | 母よねんんぁ                                       |
| 191 | 265 | TAPPOI                                                           | TAPPOIのどうカレーを食べたいか                     |
| 192 | 266 | 駒野友一                                                         | ゆっくりお召し上がりください                       |
| 193 | 267 | 坂口涼太郎                                                       | 坂口涼太郎の最初の登場                             |
| 194 | 268 | 岡田結実                                                         | ますだおかだの凛とした顔                           |
| 195 | 269 | 三浦マイルド                                                     | ど だるまトーク                                    |
| 196 | 270 | 礒貝洋光                                                         | 海江田正蔵のプロ根性                               |
| 197 | 271 | ひろゆき（GAG）                                                  | GAGひろゆきの海落ち                                |
| 198 | 272 | 平子祐希（アルコ&ピース）                                        | 平子の分け隔てなくキャラ                           |
| 199 | 273 | 斉藤慎二（ジャングルポケット）                                   | 80度糞                                             |
| 200 | 274 | ゆいちゃみ                                                       | 博物館行ったことない                               |

| No. | 回  | 該当者                                                         | おかわり賞                             |
| --- | --- | -------------------------------------------------------------- | -------------------------------------- |
| 201 | 275 | 都築拓紀（四千頭身）                                           | ペニスはPARIS                          |
| 202 | 276 | 大西ライオン                                                   | ライオン夕日カート                     |
| 203 | 277 | 赤坂泰彦                                                       | 鼻くそ板付き                           |
| 204 | 278 | 大川栄策                                                       | フル尺ゴースト                         |
| 205 | 279 | 鬼龍院翔（ゴールデンボンバー）                                 | 鬼龍院の池落ち                         |
| 206 | 280 | 市川刺身（そいつどいつ）                                       | バスケスーパーシュート                 |
| 207 | 281 | 中嶋享（や団）                                                 | 中嶋の涙                               |
| 208 | 282 | 元木大介                                                       | 元木の振り向き                         |
| 209 | 283 | 浜中英昌、脇田（シシガシラ）                                   | 私立平安小学校                         |
| 210 | 284 | 杉昇、渡辺翔太（くらげ）                                       | 渡辺の涙とありこん                     |
| 211 | 285 | 川北茂澄、ガク（真空ジェシカ）                                 | 剣道水落ち                             |
| 212 | 286 | 熊元プロレス（紅しょうが）                                     | ピラミッドユッケ                       |
| 213 | 287 | クロちゃん（安田大サーカス）                                   | 発光シロちゃん                         |
| 214 | 288 | 大江裕                                                         | 大江の大残し                           |
| 215 | 289 | 福島善成（ガリットチュウ）、レイザーラモンRG（レイザーラモン） | RGと福島の最悪のシーン                 |
| 216 | 290 | 高嶋政伸                                                       | サーフィンの少年を送り出す時の名ゼリフ |
| 217 | 291 | 熊田曜子                                                       | 寒そうなレジ                           |
| 218 | 292 | 那須川天心                                                     | 天心のシャドー水落ち                   |
| 219 | 293 | 岡野雅行                                                       | ミッチーチェンのダンス下半身           |
| 220 | 294 | 松本まりか                                                     | 大家族の大メシ食らい                   |
| 221 | 295 | 街裏ぴんく                                                     | 街裏ぴんく 噛み噛みのオープニング      |
| 222 | 296 | 原西孝幸（FUJIWARA）                                           | ショートタイムスリッパー原西           |
| 223 | 297 | 兼光タカシ                                                     | 2度目の海落ち大失敗                    |
| 224 | 298 | さちまる。                                                     | 女子～の後のぐちゃぐちゃ               |
| 225 | 299 | キンタロー。                                                   | 正解は松田聖子でした                   |
| 226 | 300 | 中田花奈                                                       | 桶職人、木の難しさ                     |
| 227 | 301 | いま寛大                                                       | ちょっと待ってねの座りver.立ちver.     |
| 228 | 302 | すがちゃん最高No.1（ぱーてぃーちゃん）                         | 横ガニ入り ケツ先入店                  |
| 229 | 303 | 中島知子                                                       | 社長の1,000円                          |
| 230 | 304 | kento fukaya                                                   | スカウトマンのヘッドスライディング     |
| 231 | 305 | リズ（IVE）                                                    | リズのモニタリング                     |
| 232 | 306 | MINMI                                                          | 外川端と思ったら内川端                 |
| 233 | 307 | 西川忠志                                                       | アームレスリングだましうち             |
| 234 | 308 | 植田紫帆（オダウエダ）                                         | 植田の荷造り水着                       |
| 235 | 310 | たいこー（リンダカラー∞）                                      | もみ殻を選択したところ                 |
| 236 | 311 | 佐藤隆太                                                       | 畑つっこみセダン                       |
| 237 | 312 | 広燈                                                           | うなだれ馬                             |
| 238 | 313 | ENA                                                            | おちびちゃん登場                       |
| 239 | 314 | ランゴック                                                     | 市場まで道案内                         |
| 240 | 315 | よじょう（ガクテンソク）                                       | パキッ キパッ パキッ                   |
| 241 | 316 | 槙野智章                                                       | 大股足開きの内もものテカリ             |
| 242 | 317 | モモコグミカンパニー                                           | ドゥルルルルルル                       |
| 243 | 318 | 小籔千豊                                                       | けんぞう蕎麦のめんつゆ小籔             |
| 244 | 319 | きたろう                                                       | 水噴射わぁー                           |
| 245 | 320 | 豊ノ島大樹                                                     | 味薄くないですか?                      |
| 246 | 321 | 小倉優子                                                       | 設定をなぜ辞めたのかの理由             |
| 247 | 322 | 千原せいじ（千原兄弟）                                         | 動物の霊が入った人間                   |
| 248 | 323 | 岩崎う大（かもめんたる）                                       | 住職とう大が変わった瞬間               |
| 249 | 324 | 大西ライオン                                                   | ライオンの弱暴露                       |
| 250 | 325 | 大ちゃん（ちゃんぴおんず）                                     | 大ちゃんの飯食ってからのピース         |

| No. | 回  | 該当者                                       | おかわり賞                           |
| --- | --- | -------------------------------------------- | ------------------------------------ |
| 251 | 326 | 西本悠馬                                     | 盛山のやったぁやったぁ               |
| 252 | 327 | 大和田伸也                                   | 一人そば                             |
| 253 | 328 | 髙嶋政宏                                     | 真剣空中斬りの師範                   |
| 254 | 329 | 城咲仁                                       | ちんちこちんのコメント               |
| 255 | 330 | 太田博久（ジャングルポケット）               | 太田の水面叩き                       |
| 256 | 331 | ウルフ・アロン                               | 俵王のレース                         |
| 257 | 332 | 大鶴肥満、檜原洋平（ママタルト）             | 大鶴肥満の落下                       |
| 258 | 333 | 布川ひろき、みちお（トム・ブラウン）         | 矢戸のこれはねこれはね               |
| 259 | 334 | 福本ユウショウ、ゆうじろー（ジョックロック） | ジョックロック福本のなるほど         |
| 260 | 335 | 真壁刀義                                     | お父さんのクラリネット               |
| 261 | 336 | ケン（水玉れっぷう隊）                       | 水玉ケンのオープニング               |
| 262 | 337 | 岩見真利（チキチキジョニー）                 | 岩見の知らない方が良いよね           |
| 263 | 338 | 平沢騎士、810（アクアジェラート）            | 撃ちきった流川のシュート             |
| 264 | 339 | 桂南光                                       | 南光師匠のハート「これなん大嫌いや」 |
| 265 | 345 | 浜本広晃（テンダラー）                       | 浜本の首スジ                         |
| 266 | 346 | 島田珠代                                     | 伝統のアイスを守る涙                 |
| 267 | 347 | 佐藤アツヒロ                                 | あっくんのロングトークからチラッ     |
| 268 | 348 | ケンドーコバヤシ                             | 珍道のオープニング                   |
| 269 | 349 | ちゅうえい（流れ星☆）                        | 腰骨さすりのギャグ                   |
| 270 | 350 | はら（ゆにばーす）                           | はらちゃんの「じゃあ相当こうですね」 |
| 271 | 351 | 水谷隼                                       | おばあちゃんを助けた逆さ車           |
| 272 | 352 | ちゃらんぽらん冨好                           | 村瀬先生が王将の定員だったら         |
| 273 | 353 | 竹財輝之助                                   | 刺青だらけなのに優しかったんよ       |
| 274 | 354 | アタック西本（ジェラードン）                 | 西本の穴埋め                         |
| 275 | 355 | 東儀秀樹                                     | カニ東儀                             |
| 276 | 356 | 周平魂（ツートライブ）                       | 周平魂のあの顔ができるまで           |
| 277 | 357 | ゆうたろう                                   | フリーズお母さん                     |

### 大悟が選ぶ!おかわり賞ランキングベスト10
| 順位   | おかわり賞                                       |
| ------ | ------------------------------------------------ |
| 第1位  | 西川きよし「ノルディック親父」                   |
| 第2位  | 長州力「凄いね お前達！」                        |
| 第3位  | 津田篤宏「サックスと空手とバカ」                 |
| 第4位  | 千原せいじ「声カスカス男」                       |
| 第5位  | 鈴木奈々「後ろのテレビで人が死んどる」           |
| 第6位  | 武井壮「モザイクが薄しぃ」                       |
| 第7位  | 研ナオコ「絵」                                   |
| 第8位  | 横澤夏子「ププッピドゥー」                       |
| 第9位  | ナジャ・グランディーバ「ベテランガンダム操縦士」 |
| 第10位 | ゆりやんレトリィバァ「アフリカの母みたいな乳」   |

| 順位   | おかわり賞                       |
| ------ | -------------------------------- |
| 第1位  | スギちゃん「ポンプフューリー」   |
| 第2位  | 千原せいじ「モザイクがボッテガ」 |
| 第3位  | かつみ♡「赤影参上」              |
| 第4位  | 高橋ジョージ「田村のターキー」   |
| 第5位  | 杉本彩「キウイディレクターの顔」 |
| 第6位  | 中尾彬「SO〜」                   |
| 第7位  | 山田菜々「You Hey！」            |
| 第8位  | ジローラモ「きぬゑ86」           |
| 第9位  | 中條健一「真緑中條さん」         |
| 第10位 | 蛭子能収「4じゃ いけ〜！」       |

| 順位   | おかわり賞                               |
| ------ | ---------------------------------------- |
| 第1位  | イジリー岡田「こーたのET-KING」          |
| 第2位  | 又吉直樹「ロングちーよ」                 |
| 第3位  | 岩尾望「ぶぅのはずがにゅう」             |
| 第4位  | 藤田憲右「大オンナの嫁入り」             |
| 第5位  | 千原せいじ「服赤にしてぐぅ」             |
| 第6位  | すゑひろがりず「やめてくだされ」         |
| 第7位  | 岩井勇気「タイルに吸い付いたおじいさん」 |
| 第8位  | 田中卓志「阿部寛のそうだな」             |
| 第9位  | ぼんちおさむ「おさむ師匠の疲れ切った顔」 |
| 第10位 | 尾形貴弘「突き刺さり尾形」               |

| 順位   | おかわり賞                                               |
| ------ | -------------------------------------------------------- |
| 第1位  | 瀬下豊・トリンドル玲奈「泥だらけ瀬下とお散歩トリンドル」 |
| 第2位  | 島田珠代「パンティーテックス」                           |
| 第3位  | ダイアン「津田がイク瞬間」                               |
| 第4位  | 田村亮「チヌ・エイ・ハモ」                               |
| 第5位  | 大仁田厚「ナメモンガラ2匹釣り」                          |
| 第6位  | KABA.ちゃん「GIBAちゃん」                                |
| 第7位  | 兎味ペロリナ「悪魔通りまーす」                           |
| 第8位  | 保田圭「保田圭のサックス」                               |
| 第9位  | クロちゃん「3むき」                                      |
| 第10位 | トモ「トモのステップ」                                   |

| 順位   | おかわり賞                                  |
| ------ | ------------------------------------------- |
| 第1位  | 哲夫「哲夫 8回茂み突っ込み」                |
| 第2位  | 鈴木亜美「クエの時の山岡」                  |
| 第3位  | ルー大柴「ルーの事故」                      |
| 第4位  | 藤波辰爾「藤波辰爾の白影参上」              |
| 第5位  | 加藤歩「え 屁しました?」                    |
| 第6位  | 大久保佳代子「大久保ゲーム」                |
| 第7位  | 佐々木健介・北斗晶「健介の労働」            |
| 第8位  | りゅうちぇる「ディープインパクト以外の2頭」 |
| 第9位  | 高岸宏行「高岸 野球の話でたっちゃった」     |
| 第10位 | タージン「高速うどんすすり」                |

| 順位   | おかわり賞                                                |
| ------ | --------------------------------------------------------- |
| 第1位  | 金萬福「ロウチュウミーライライラー」                      |
| 第2位  | 山田勝己「あーん」                                        |
| 第3位  | 月亭八光「萬月っちゃんのコマのぼり」                      |
| 第4位  | ファイルーズあい「神様降臨」                              |
| 第5位  | ダンプ松本「お団子くださーい」                            |
| 第6位  | 井戸田潤「3人コント」                                     |
| 第7位  | 黒田有「子どもの頃のクッキーの話」                        |
| 第8位  | 島崎遥香・海原はるか「はるか・かなた師匠 舞台挨拶の写真」 |
| 第9位  | 勝俣州和「すごいと言った後の鳥の数」                      |
| 第10位 | 岩部彰「ヒザカムカクカク」                                |

| 順位   | おかわり賞                             |
| ------ | -------------------------------------- |
| 第1位  | 達川光男「館長背中誘いさすり」         |
| 第2位  | 山根明「男山根 俺の歩き方」            |
| 第3位  | クリトリック・リス「酒と人間」         |
| 第4位  | 片岡鶴太郎「いか？」                   |
| 第5位  | 横山ひろし「どうぞ＆睨みつけ」         |
| 第6位  | 水野透「Tバックシュノーケル」          |
| 第7位  | ぶっちゃあ「爺さんのシコふんじゃった」 |
| 第8位  | ガダルカナル・タカ「タカの一番スベリ」 |
| 第9位  | インディアンス「どこがやねん」         |
| 第10位 | 中西茂樹「那須の風」                   |

| 順位   | おかわり賞                                                 |
| ------ | ---------------------------------------------------------- |
| 第1位  | ゆーびーむ☆「土方さん」                                    |
| 第2位  | 假屋崎省吾「天ぷらを食べる偽者」                           |
| 第3位  | 山田勝己「透明ネコ」                                       |
| 第4位  | ももせもも「ももせもものあーん」                           |
| 第5位  | 玉袋筋太郎「肝臓は水で洗うんよ」                           |
| 第6位  | HARUKA「少年3人の海飛び込み」                              |
| 第7位  | 福井俊太郎「ガリッ」                                       |
| 第8位  | カステラ一番「入るTバック」                                |
| 第9位  | 達川光男「グローブむぎゅう」                               |
| 第10位 | ミリー・バイソン「ミリー・バイソンとユダ様のゴイゴイスー」 |

| 順位   | おかわり賞                                                  |
| ------ | ----------------------------------------------------------- |
| 第1位  | 西川忠志「わんわんわん にゃんにゃんにゃんからの、忠志の顔」 |
| 第2位  | 尾形貴弘「尾形と琥珀のパンスト相撲」                        |
| 第3位  | 浅越ゴエ「ゴエの全身打撲」                                  |
| 第4位  | 酒井とおる「とおる師匠の精米」                              |
| 第5位  | 井口浩之「乳シリコン回しW」                                 |
| 第6位  | チャンス大城「そういう状況になったことはある」              |
| 第7位  | 里見まさと「まさと師匠の両箸食い」                          |
| 第8位  | 早川優衣「優衣の初ボケ アルバイト募集してます」             |
| 第9位  | 箕輪はるか「今までの本堂」                                  |
| 第10位 | 桑野信義「チキン南蛮と歯」                                  |

| 順位   | おかわり賞                                                                   |
| ------ | ---------------------------------------------------------------------------- |
| 第1位  | 一ノ瀬ワタル・小沢仁志「弟を思っての深いお辞儀→こらえた涙→ハリー・ポッター」 |
| 第2位  | ひろゆき「GAGひろゆきの海落ち」                                              |
| 第3位  | 酒井貴士「酒井とトランポリン」                                               |
| 第4位  | 礒貝洋光「海江田正蔵のプロ根性」                                             |
| 第5位  | 駒野友一「ゆっくりお召し上がりください」                                     |
| 第6位  | 平子祐希「平子の分け隔てなくキャラ」                                         |
| 第7位  | TAPPOI「TAPPOIのどうカレーを食べたいか」                                     |
| 第8位  | 都築拓紀「ペニスはPARIS」                                                    |
| 第9位  | 本間成美「水遊びからのキス」                                                 |
| 第10位 | 赤坂泰彦「鼻くそ板付き」                                                     |

## 番組テーマ曲
オープニング
- 奥田民生&テッシー『さすらい（相席食堂ver.）』（2019年7月16日 - ）

相席旅オープニング／エンディング（VTR）
- ↑THE HIGH-LOWS↓『日曜日よりの使者』（2018年1月4日、4月8日 - 2019年9月24日）
- UNICORN『7th Ave.』（2019年10月1日 - ）

エンディング
- Re:Complex『One & Only』（2018年4月8日 - 7月1日）
- 夢みるアドレセンス『メロンソーダ』（2018年7月8日 - 8月12日）
- 池田彩『Days of the 蓄積』（2018年8月19日 - 11月4日）
- G.U.M.『moment〜一生一緒〜』（2018年11月11日 - 12月9日）
- APRIL『Oh-e-Oh』（2019年1月6日 - 3月24日）
- ユニコーン『ZERO』（2019年4月2日）
- 近藤利樹『Around The World feat. MONKEY MAJIK』（2019年4月9日 - 6月25日）
- TANAKA ALICE『Miss Summer』（2019年7月2日 - 10月1日）
- 綺星★フィオレナード『La mia adolescenza.』（2019年10月15日 - 11月12日）
- ドラマストア『ラブソングはいらない』（2019年11月19日 - 12月24日）
- 吉本坂46『不能ではいられない』（2020年1月7日 - 2月11日）
- Ken Takano & Patrick Moreno『Antidote (feat. Nico M)』（2020年2月18日 - 3月31日）
- BANZAI JAPAN『ジャンピン! なっぷ! JAPAN!』（2020年4月7日 - 5月26日）
- chuLa『完全無敵あいうえお』（2020年6月2日 - 7月7日）
- AGE『Invader』（2020年7月15日 - 8月4日）
- 寺西優真『REASON』（2020年8月18日 - 9月30日）
- 実験室レム『シカクイセカイ』（2020年10月6日 - 11月17日）
- NMB48『恋なんかNo thank you!』（2020年11月24日 - 12月22日）
- My Dear Darlin'『Candy Chu!』（2021年1月5日 - 2月9日）
- 間慎太郎『オッケー!』（2021年2月16日 - 3月30日）
- = conect『秘密のマーガレット』（2021年4月6日 - 5月11日）
- AXXX1S『SUPER HERO』（2021年5月18日 - 6月29日）
- アルテミスの翼『Lock On!!!』（2021年7月6日 - 8月10日）
- GeG ft. Hiplin,VIGORMAN,Rin音,SNEEEZE『LIFE IS GOOD』（2021年8月24日 - 10月5日）
- ナナランド『開花宣言!』（2021年10月12日 - 11月9日）
- KRD8 & WT☆Egret『アンブレイカブル』（2021年11月16日 - 12月21日）
- 間慎太郎『マイライフ』（2022年1月4日 - 2月8日）
- buGG『Hydrangea』（2022年2月15日 - 3月29日）
- アメフラっシ『DROP DROP』（2022年4月5日 - 5月17日）
- twinpale『BADとLIP』（2022年5月24日 - 6月28日）
- 新浜レオン『ジェラシー ～運命にKissをしよう～』（2022年7月5日 - 8月9日）
- アルテミスの翼『PROUD of』（2022年8月16日 - 9月27日）
- むぎ (猫)『秋のU.F.O.』（2022年10月4日 - 11月15日）
- BLACK IRIS『Super Nova』（2022年11月22日 - 12月27日）
- iLiFE!『会いにKiTE!』（2023年1月10日 - 2月7日）
- BANZAI JAPAN『チアダンスタイム』（2023年2月14日 - 3月28日）
- kobore『リバイブレーション』（2023年4月4日 - 5月16日）
- 山本彩『Bring it on』（2023年5月23日 - 6月27日）
- YU-A『Vacation』（2023年7月4日 - 8月8日）
- ZiDol『maddy muddy』（2023年8月22日 - 9月26日）
- NMB48『渚サイコー!』（2023年10月3日 - 11月14日）
- 河口恭吾『今日を本気で生きているかい』（2023年11月21日 - 12月26日）
- SAD originals.『night dancer』（2024年1月9日 - 2月13日）
- ALL IN『罵罵罵』（2024年2月20日 - 3月26日）
- MindaRyn『THIRD PARTY』（2024年4月2日 - 5月14日）
- 田畑実和『青空のカケラ』（2024年5月21日 - 6月25日）
- OCTPATH『FUN』（2024年7月2日 - 8月20日）
- DREAMING MONSTER『星のメロディ』（2024年8月27日 - 10月1日）
- ALL iN FAZE『Azure Blue』（2024年10月8日 - 11月12日）
- アルテミスの翼『ちゅき…ちゅ!』（2024年11月19日 - 12月24日）
- のんふぃく!『ノーテンキ超キュートガール』（2025年1月7日 - 2月11日）
- RIS-707『DANCE CULT』（2025年2月18日 - 3月25日）
- WITHDOM『Stay Gold』（2025年4月1日 - 5月13日）
- CRUSH『Heat It Up』（2025年5月20日 - 6月24日）
- RIZZ『RTA』（2025年7月1日 - ）

## 放送局・配信元

### 日曜時代
| 放送地域   | 放送局           | 系列           | 放送日時                     | 放送期間                      | ネット状況 | 備考       |
| ---------- | ---------------- | -------------- | ---------------------------- | ----------------------------- | ---------- | ---------- |
| 近畿広域圏 | 朝日放送テレビ   | テレビ朝日系列 | 日曜 23:10 - 23:35           | 2018年4月8日 - 2019年3月24日  | 【制作局】 | 【制作局】 |
| 青森県     | 青森朝日放送     | テレビ朝日系列 | 木曜 1:15 - 1:40（水曜深夜） | 2018年4月26日 - 不明          | 遅れネット |            |
| 宮城県     | 東日本放送       | テレビ朝日系列 | 日曜 0:40 - 1:05（土曜深夜） | 2018年4月29日 - 2019年4月7日  | 遅れネット |            |
| 秋田県     | 秋田朝日放送     | テレビ朝日系列 | 金曜 0:50 - 1:15（木曜深夜） | 2020年10月16日 - 2021年3月5日 | 遅れネット |            |
| 福島県     | 福島放送         | テレビ朝日系列 | 日曜 0:35 - 1:00（土曜深夜） | 2018年4月22日 - 不明          | 遅れネット |            |
| 石川県     | 北陸朝日放送     | テレビ朝日系列 | 火曜 0:25 - 1:30（月曜深夜） | 2018年5月1日 - 2019年4月9日   | 遅れネット |            |
| 中京広域圏 | 名古屋テレビ放送 | テレビ朝日系列 | 木曜 1:29 - 1:59（水曜深夜） | 2018年7月31日 - 2019年4月24日 | 遅れネット |            |
| 広島県     | 広島ホームテレビ | テレビ朝日系列 | 日曜 1:15 - 1:40（土曜深夜） | 2018年4月15日 - 2019年3月31日 | 遅れネット |            |
| 長崎県     | 長崎文化放送     | テレビ朝日系列 | 木曜 1:50 - 2:20（水曜深夜） | 2018年4月19日 - 2019年4月4日  | 遅れネット |            |
| 山口県     | 山口朝日放送     | テレビ朝日系列 | 金曜 0:20 - 0:50（木曜深夜） | 2018年4月27日 - 2019年4月5日  | 遅れネット |            |
| 東京都     | TOKYO MX1        | 独立局         | 土曜 2:10 - 2:39（金曜深夜） | 2019年4月6日 - 12月28日       | 遅れネット | [ 注 15 ]  |
| 富山県     | 北日本放送       | 日本テレビ系列 | 火曜 0:59 - 1:59（月曜深夜） | 2018年10月3日 - 2019年4月30日 | 遅れネット |            |
| 日本全国   | スカイA          | CS放送         | 平日 11:30 - 12:00他         | 2019年1月 - 2020年1月         | 遅れネット | [ 注 17 ]  |

- 制作局以外は制作局における本番組の差し替え番組『関ジャム 完全燃SHOW』（テレビ朝日制作、日曜23:10 - 翌0:05。朝日放送テレビのみ2018年4月9日から月曜1:55 - 2:55に枠移動）のテレビ朝日との同時ネットを堅持・優先するため、全局遅れネット。
- 不定期放送局
  - 岩手県・岩手朝日テレビ
  - 新潟県・新潟テレビ21主に平日深夜の穴埋め番組として放送。なお、レギュラー扱いではないが、2019年2月6日から3月20日まで水曜 1:30 - 2:00（火曜深夜）に放送していた。
  - 静岡県・静岡朝日テレビ
  - 福岡県・九州朝日放送
  - 大分県・大分朝日放送
  - 熊本県・熊本朝日放送（主に日曜14時 - 16時ごろに放送）
  - 鹿児島県・鹿児島放送(鹿児島県が旅先となる#1・#2・#40の放送回のみを2019年4月11日から木曜深夜に3週連続で放送。
  - 鳥取県/島根県・山陰放送（TBS系列）
  - 高知県・テレビ高知
  - 関東広域圏・テレビ朝日- 2020年12月13日の14:55 - 16:15に『相席食堂 傑作選』として朝日放送テレビ2018年7月4日・12月1日放送分の再編集版を放送[30]。東京都では上述通り、TOKYO MXでの放送実績があるが、関東広域圏としては初放送となる[31]。

### 火曜ナイトinナイト時代
| 放送地域       | 放送局           | 系列                          | 放送日時                                    | 放送期間                                         | ネット状況 | 備考                                    |
| -------------- | ---------------- | ----------------------------- | ------------------------------------------- | ------------------------------------------------ | ---------- | --------------------------------------- |
| 近畿広域圏     | 朝日放送テレビ   | テレビ朝日系列                | 火曜 23:10- 翌0:17                          | 2019年4月2日 -                                   | 【制作局】 | [ 注 18 ]                               |
| 北海道         | 北海道テレビ放送 | テレビ朝日系列                | 土曜 0:45 - 1:45（金曜深夜）                | 2020年4月3日 -                                   | 遅れネット | [ 注 19 ]                               |
| 青森県         | 青森朝日放送     | テレビ朝日系列                | 不定期放送                                  | 不明 -                                           | 遅れネット |                                         |
| 岩手県         | 岩手朝日テレビ   | テレビ朝日系列                | 日曜 10:50 - 11:50                          | 2019年6月10日 -                                  | 遅れネット | [ 注 20 ]                               |
| 宮城県         | 東日本放送       | テレビ朝日系列                | 土曜 1:25 - 2:25（金曜深夜）                | 2021年4月3日 -                                   | 遅れネット | [ 注 21 ] [ 注 22 ]                     |
| 秋田県         | 秋田朝日放送     | テレビ朝日系列                | 金曜 0:50 - 1:50（木曜深夜）                | 2021年4月2日 -                                   | 遅れネット | [ 注 23 ]                               |
| 山形県         | 山形テレビ       | テレビ朝日系列                | 木曜 0:15 - 1:15（水曜深夜）                | 2019年5月6日 -                                   | 遅れネット | [ 注 24 ]                               |
| 福島県         | 福島放送         | テレビ朝日系列                | 土曜 15:00 - 16:00                          | 2020年10月4日 -                                  | 遅れネット | [ 32 ] [ 注 25 ]                        |
| 新潟県         | 新潟テレビ21     | テレビ朝日系列                | 日曜 16:30 - 17:25                          | 2019年4月19日 -                                  | 遅れネット | [ 注 26 ]                               |
| 長野県         | 長野朝日放送     | テレビ朝日系列                | 日曜 16:30 - 17:25                          | 2019年4月21日 -                                  | 遅れネット | [ 注 27 ]                               |
| 静岡県         | 静岡朝日テレビ   | テレビ朝日系列                | 水曜 0:15 - 1:15                            | 不明 - 2023年8月3日、2024年4月11日（10日深夜） - | 遅れネット | [ 注 28 ] [ 注 29 ]                     |
| 石川県         | 北陸朝日放送     | テレビ朝日系列                | 水曜 0:25 - 1:30（火曜深夜）                | 2019年5月1日 -                                   | 遅れネット |                                         |
| 中京広域圏     | 名古屋テレビ放送 | テレビ朝日系列                | 金曜 0:54 - 1:57（木曜深夜）                | 2019年5月3日 -                                   | 遅れネット |                                         |
| 広島県         | 広島ホームテレビ | テレビ朝日系列                | 日曜 14:25 - 15:25を中心に 断続的不定期放送 | 2019年4月17日 -                                  | 遅れネット | [ 注 30 ]                               |
| 山口県         | 山口朝日放送     | テレビ朝日系列                | 土曜 15:25 - 16:25                          | 2019年4月27日 -                                  | 遅れネット |                                         |
| 香川県・岡山県 | 瀬戸内海放送     | テレビ朝日系列                | 土曜 14:55 - 15:55                          | 2019年4月18日 -                                  | 遅れネット | [ 注 31 ]                               |
| 愛媛県         | 愛媛朝日テレビ   | テレビ朝日系列                | 土曜 12:00 - 12:55                          | 不明 -                                           | 遅れネット |                                         |
| 福岡県         | 九州朝日放送     | テレビ朝日系列                | 日曜 10:00 - 10:55                          | 2019年10月 -                                     | 遅れネット | [ 注 32 ]                               |
| 長崎県         | 長崎文化放送     | テレビ朝日系列                | 水曜 0:15 - 1:15（火曜深夜）                | 不明 -                                           | 遅れネット |                                         |
| 熊本県         | 熊本朝日放送     | テレビ朝日系列                | 日曜 0:00 - 1:00（土曜深夜）                | 2019年4月18日 -                                  | 遅れネット | [ 注 33 ] [ 注 34 ] [ 注 35 ] [ 注 36 ] |
| 大分県         | 大分朝日放送     | テレビ朝日系列                | 土曜 0:15 - 1:15（金曜深夜）                | 不明 -                                           | 遅れネット |                                         |
| 沖縄県         | 琉球朝日放送     | テレビ朝日系列                | 土曜 16:00 - 16:55                          | 2019年4月27日 -                                  | 遅れネット |                                         |
| 鹿児島県       | 鹿児島放送       | テレビ朝日系列                | 火曜 0:55 - 1:55（月曜深夜）                | 2019年4月30日 -                                  | 遅れネット |                                         |
| 福井県         | 福井放送         | 日本テレビ系列 テレビ朝日系列 | 不定期放送                                  | 不明 -                                           | 遅れネット |                                         |
| 富山県         | 北日本放送       | 日本テレビ系列                | 火曜 0:59 - 1:59（月曜深夜）                | 2019年5月7日 -                                   | 遅れネット |                                         |
| 山梨県         | テレビ山梨       | TBS系列                       | 金曜 0:56 - 1:56（木曜深夜）                | 2020年4月12日 -                                  | 遅れネット | [ 注 37 ] [ 注 38 ]                     |
| 鳥取県・島根県 | 山陰放送         | TBS系列                       | 火曜 23:56 - 翌0:55                         | 2021年3月30日 -                                  | 遅れネット | [ 注 39 ] [ 注 40 ]                     |
| 高知県         | テレビ高知       | TBS系列                       | 火曜 23:56 - 翌0:56                         | 2019年12月4日 -                                  | 遅れネット | [ 注 37 ] [ 注 41 ]                     |
| 宮崎県         | 宮崎放送         | TBS系列                       | 火曜 23:56 - 翌0:56                         | 2019年10月 -                                     | 遅れネット | [ 注 42 ]                               |
| 日本全国       | スカイA          | CS放送                        | 平日 13:00 - 14:00他                        | 2020年1月20日 -                                  |            |                                         |

- 不定期放送局
  - テレビ朝日 - 2021年1月10日の14:55 - 16:15に『相席食堂 傑作選』として兵庫・淡路島回と岡山・児島湾回を放送。
  - とちぎテレビ
  - TOKYO MX

#### ゴールデンSP 第1弾
編成上は「そんなコト考えた事なかったクイズ!トリニクって何の肉!?」との合体3時間スペシャルであるが、ここでの放送時間は各局のEPG上の表記に準拠する。
番組冒頭の18:45 - 19:00はローカルセールス枠であったため、フルネット局は特別版を朝日放送テレビからの裏送りで15分間放送。19:00以降は全局同内容。また、制作局では23:17開始の通常放送枠の前半15分に特別版を組み込んで放送した。
| 放送地域       | 放送局           | 系列           | 放送日時           | 放送日        | ネット状況                                                | 備考       |
| -------------- | ---------------- | -------------- | ------------------ | ------------- | --------------------------------------------------------- | ---------- |
| 近畿広域圏     | 朝日放送テレビ   | テレビ朝日系列 | 火曜 19:00 - 20:54 | 2021年2月2日  | 【制作局】                                                | 【制作局】 |
| 岩手県         | 岩手朝日テレビ   | テレビ朝日系列 | 火曜 18:45 - 20:54 | 2021年2月2日  | フルネット （制作局からの裏送りによる特別版を含めて放送） |            |
| 関東広域圏     | テレビ朝日       | テレビ朝日系列 | 火曜 18:45 - 20:54 | 2021年2月2日  | フルネット （制作局からの裏送りによる特別版を含めて放送） |            |
| 石川県         | 北陸朝日放送     | テレビ朝日系列 | 火曜 18:45 - 20:54 | 2021年2月2日  | フルネット （制作局からの裏送りによる特別版を含めて放送） |            |
| 広島県         | 広島ホームテレビ | テレビ朝日系列 | 火曜 18:45 - 20:54 | 2021年2月2日  | フルネット （制作局からの裏送りによる特別版を含めて放送） |            |
| 熊本県         | 熊本朝日放送     | テレビ朝日系列 | 火曜 18:45 - 20:54 | 2021年2月2日  | フルネット （制作局からの裏送りによる特別版を含めて放送） |            |
| 大分県         | 大分朝日放送     | テレビ朝日系列 | 火曜 18:45 - 20:54 | 2021年2月2日  | フルネット （制作局からの裏送りによる特別版を含めて放送） | [ 注 43 ]  |
| 北海道         | 北海道テレビ放送 | テレビ朝日系列 | 火曜 19:00 - 20:54 | 2021年2月2日  | 同時ネット（19:00飛び乗り）                               |            |
| 青森県         | 青森朝日放送     | テレビ朝日系列 | 火曜 19:00 - 20:54 | 2021年2月2日  | 同時ネット（19:00飛び乗り）                               |            |
| 宮城県         | 東日本放送       | テレビ朝日系列 | 火曜 19:00 - 20:54 | 2021年2月2日  | 同時ネット（19:00飛び乗り）                               |            |
| 秋田県         | 秋田朝日放送     | テレビ朝日系列 | 火曜 19:00 - 20:54 | 2021年2月2日  | 同時ネット（19:00飛び乗り）                               |            |
| 山形県         | 山形テレビ       | テレビ朝日系列 | 火曜 19:00 - 20:54 | 2021年2月2日  | 同時ネット（19:00飛び乗り）                               |            |
| 福島県         | 福島放送         | テレビ朝日系列 | 火曜 19:00 - 20:54 | 2021年2月2日  | 同時ネット（19:00飛び乗り）                               |            |
| 新潟県         | 新潟テレビ21     | テレビ朝日系列 | 火曜 19:00 - 20:54 | 2021年2月2日  | 同時ネット（19:00飛び乗り）                               |            |
| 長野県         | 長野朝日放送     | テレビ朝日系列 | 火曜 19:00 - 20:54 | 2021年2月2日  | 同時ネット（19:00飛び乗り）                               |            |
| 静岡県         | 静岡朝日テレビ   | テレビ朝日系列 | 火曜 19:00 - 20:54 | 2021年2月2日  | 同時ネット（19:00飛び乗り）                               |            |
| 中京広域圏     | 名古屋テレビ放送 | テレビ朝日系列 | 火曜 19:00 - 20:54 | 2021年2月2日  | 同時ネット（19:00飛び乗り）                               |            |
| 山口県         | 山口朝日放送     | テレビ朝日系列 | 火曜 19:00 - 20:54 | 2021年2月2日  | 同時ネット（19:00飛び乗り）                               |            |
| 香川県・岡山県 | 瀬戸内海放送     | テレビ朝日系列 | 火曜 19:00 - 20:54 | 2021年2月2日  | 同時ネット（19:00飛び乗り）                               |            |
| 愛媛県         | 愛媛朝日テレビ   | テレビ朝日系列 | 火曜 19:00 - 20:54 | 2021年2月2日  | 同時ネット（19:00飛び乗り）                               |            |
| 福岡県         | 九州朝日放送     | テレビ朝日系列 | 火曜 19:00 - 20:54 | 2021年2月2日  | 同時ネット（19:00飛び乗り）                               |            |
| 長崎県         | 長崎文化放送     | テレビ朝日系列 | 火曜 19:00 - 20:54 | 2021年2月2日  | 同時ネット（19:00飛び乗り）                               |            |
| 鹿児島県       | 鹿児島放送       | テレビ朝日系列 | 火曜 19:00 - 20:54 | 2021年2月2日  | 同時ネット（19:00飛び乗り）                               |            |
| 沖縄県         | 琉球朝日放送     | テレビ朝日系列 | 火曜 19:00 - 20:54 | 2021年2月2日  | 同時ネット（19:00飛び乗り）                               |            |
| 宮崎県         | 宮崎放送         | TBS系列        | 土曜 12:00 - 13:54 | 2021年3月20日 | 遅れネット                                                | [ 注 44 ]  |

#### ゴールデンSP 第2弾
| 放送地域       | 放送局           | 系列           | 放送日時           | 放送日時      | ネット状況 |
| -------------- | ---------------- | -------------- | ------------------ | ------------- | ---------- |
| 近畿広域圏     | 朝日放送テレビ   | テレビ朝日系列 | 火曜 20:00 - 21:48 | 2021年6月8日  | 【制作局】 |
| 青森県         | 青森朝日放送     | テレビ朝日系列 | 火曜 20:00 - 21:48 | 2021年6月8日  | 同時ネット |
| 岩手県         | 岩手朝日テレビ   | テレビ朝日系列 | 火曜 20:00 - 21:48 | 2021年6月8日  | 同時ネット |
| 宮城県         | 東日本放送       | テレビ朝日系列 | 火曜 20:00 - 21:48 | 2021年6月8日  | 同時ネット |
| 秋田県         | 秋田朝日放送     | テレビ朝日系列 | 火曜 20:00 - 21:48 | 2021年6月8日  | 同時ネット |
| 山形県         | 山形テレビ       | テレビ朝日系列 | 火曜 20:00 - 21:48 | 2021年6月8日  | 同時ネット |
| 福島県         | 福島放送         | テレビ朝日系列 | 火曜 20:00 - 21:48 | 2021年6月8日  | 同時ネット |
| 関東広域圏     | テレビ朝日       | テレビ朝日系列 | 火曜 20:00 - 21:48 | 2021年6月8日  | 同時ネット |
| 長野県         | 長野朝日放送     | テレビ朝日系列 | 火曜 20:00 - 21:48 | 2021年6月8日  | 同時ネット |
| 新潟県         | 新潟テレビ21     | テレビ朝日系列 | 火曜 20:00 - 21:48 | 2021年6月8日  | 同時ネット |
| 静岡県         | 静岡朝日テレビ   | テレビ朝日系列 | 火曜 20:00 - 21:48 | 2021年6月8日  | 同時ネット |
| 石川県         | 北陸朝日放送     | テレビ朝日系列 | 火曜 20:00 - 21:48 | 2021年6月8日  | 同時ネット |
| 中京広域圏     | 名古屋テレビ放送 | テレビ朝日系列 | 火曜 20:00 - 21:48 | 2021年6月8日  | 同時ネット |
| 広島県         | 広島ホームテレビ | テレビ朝日系列 | 火曜 20:00 - 21:48 | 2021年6月8日  | 同時ネット |
| 山口県         | 山口朝日放送     | テレビ朝日系列 | 火曜 20:00 - 21:48 | 2021年6月8日  | 同時ネット |
| 香川県・岡山県 | 瀬戸内海放送     | テレビ朝日系列 | 火曜 20:00 - 21:48 | 2021年6月8日  | 同時ネット |
| 愛媛県         | 愛媛朝日テレビ   | テレビ朝日系列 | 火曜 20:00 - 21:48 | 2021年6月8日  | 同時ネット |
| 福岡県         | 九州朝日放送     | テレビ朝日系列 | 火曜 20:00 - 21:48 | 2021年6月8日  | 同時ネット |
| 長崎県         | 長崎文化放送     | テレビ朝日系列 | 火曜 20:00 - 21:48 | 2021年6月8日  | 同時ネット |
| 熊本県         | 熊本朝日放送     | テレビ朝日系列 | 火曜 20:00 - 21:48 | 2021年6月8日  | 同時ネット |
| 大分県         | 大分朝日放送     | テレビ朝日系列 | 火曜 20:00 - 21:48 | 2021年6月8日  | 同時ネット |
| 鹿児島県       | 鹿児島放送       | テレビ朝日系列 | 火曜 20:00 - 21:48 | 2021年6月8日  | 同時ネット |
| 沖縄県         | 琉球朝日放送     | テレビ朝日系列 | 火曜 20:00 - 21:48 | 2021年6月8日  | 同時ネット |
| 北海道         | 北海道テレビ     | テレビ朝日系列 | 土曜 14:30 - 16:25 | 2021年6月12日 | 遅れネット |

#### ゴールデンSP 第3弾
| 放送地域       | 放送局           | 系列           | 放送日時           | 放送日時      | ネット状況 |
| -------------- | ---------------- | -------------- | ------------------ | ------------- | ---------- |
| 近畿広域圏     | 朝日放送テレビ   | テレビ朝日系列 | 火曜 20:00 - 21:48 | 2022年4月19日 | 【制作局】 |
| 北海道         | 北海道テレビ     | テレビ朝日系列 | 火曜 20:00 - 21:48 | 2022年4月19日 | 同時ネット |
| 青森県         | 青森朝日放送     | テレビ朝日系列 | 火曜 20:00 - 21:48 | 2022年4月19日 | 同時ネット |
| 岩手県         | 岩手朝日テレビ   | テレビ朝日系列 | 火曜 20:00 - 21:48 | 2022年4月19日 | 同時ネット |
| 宮城県         | 東日本放送       | テレビ朝日系列 | 火曜 20:00 - 21:48 | 2022年4月19日 | 同時ネット |
| 秋田県         | 秋田朝日放送     | テレビ朝日系列 | 火曜 20:00 - 21:48 | 2022年4月19日 | 同時ネット |
| 山形県         | 山形テレビ       | テレビ朝日系列 | 火曜 20:00 - 21:48 | 2022年4月19日 | 同時ネット |
| 福島県         | 福島放送         | テレビ朝日系列 | 火曜 20:00 - 21:48 | 2022年4月19日 | 同時ネット |
| 関東広域圏     | テレビ朝日       | テレビ朝日系列 | 火曜 20:00 - 21:48 | 2022年4月19日 | 同時ネット |
| 長野県         | 長野朝日放送     | テレビ朝日系列 | 火曜 20:00 - 21:48 | 2022年4月19日 | 同時ネット |
| 新潟県         | 新潟テレビ21     | テレビ朝日系列 | 火曜 20:00 - 21:48 | 2022年4月19日 | 同時ネット |
| 静岡県         | 静岡朝日テレビ   | テレビ朝日系列 | 火曜 20:00 - 21:48 | 2022年4月19日 | 同時ネット |
| 石川県         | 北陸朝日放送     | テレビ朝日系列 | 火曜 20:00 - 21:48 | 2022年4月19日 | 同時ネット |
| 中京広域圏     | 名古屋テレビ放送 | テレビ朝日系列 | 火曜 20:00 - 21:48 | 2022年4月19日 | 同時ネット |
| 広島県         | 広島ホームテレビ | テレビ朝日系列 | 火曜 20:00 - 21:48 | 2022年4月19日 | 同時ネット |
| 山口県         | 山口朝日放送     | テレビ朝日系列 | 火曜 20:00 - 21:48 | 2022年4月19日 | 同時ネット |
| 香川県・岡山県 | 瀬戸内海放送     | テレビ朝日系列 | 火曜 20:00 - 21:48 | 2022年4月19日 | 同時ネット |
| 愛媛県         | 愛媛朝日テレビ   | テレビ朝日系列 | 火曜 20:00 - 21:48 | 2022年4月19日 | 同時ネット |
| 福岡県         | 九州朝日放送     | テレビ朝日系列 | 火曜 20:00 - 21:48 | 2022年4月19日 | 同時ネット |
| 長崎県         | 長崎文化放送     | テレビ朝日系列 | 火曜 20:00 - 21:48 | 2022年4月19日 | 同時ネット |
| 熊本県         | 熊本朝日放送     | テレビ朝日系列 | 火曜 20:00 - 21:48 | 2022年4月19日 | 同時ネット |
| 大分県         | 大分朝日放送     | テレビ朝日系列 | 火曜 20:00 - 21:48 | 2022年4月19日 | 同時ネット |
| 鹿児島県       | 鹿児島放送       | テレビ朝日系列 | 火曜 20:00 - 21:48 | 2022年4月19日 | 同時ネット |
| 沖縄県         | 琉球朝日放送     | テレビ朝日系列 | 火曜 20:00 - 21:48 | 2022年4月19日 | 同時ネット |

配信元
- TVer
- Amazonプライム・ビデオ…2019年9月より配信。
- 大阪チャンネル
- Netflix
- Hulu
- U-NEXT

## スタッフ（2025年7月以降）
※→火曜枠以降後に加入
- ナレーター：田昌人
- 構成：ヒロエトオル、くらやん、岸本尚久、田中亮治（岸本・田中→※、くらやん→以前はとっとり太郎表記）
- SW：吉岡利晃（以前はCAM）【週替り】
- SW／CAM：錦戸浩司、山本久（山本→以前はCAM→一時離脱→復帰）【週替り】
- SW／VE：芝田幸司【週替り】
- CAM：西良美和、柳川竜一、赤井佑、岡田菜優【週替り】
- LD：大塚美穂
- VE：末松敬治【週替り】
- MIX：田中直橘【週替り】
- S.MIX：井上典子【週替り】
- MIX／S.MIX：山中康男、西森大紀(記)、藪田美毅、山口小百合、滝川毅【週替り】
- ENG：森本翔一、大石健太、要海佑介（EYEZEN）【週替り】
- EED：伊林満里奈、山道健史、北山優月【週替り】
- 音響効果：黒澤秀一、谷口夏海（共に以前はMA）
- MA：宮崎海斗、仲本拓矢（宮崎・仲本→※）
- 美術：稲垣ゆき乃（朝日放送テレビ）
- 協力：M's、ディーレック、よしもとブロードエンタテイメント、ファンズプロダクション、クリエイティブ・ジョーズ、関西東通、Studio Nest、アイネックス、イングス、グリーン・アート、フレームパンチ、クラフト、ハートス、gleam
- キャスティング：水流園修二（※、ビーオネスト）
- 番組宣伝：石田絵里子（朝日放送テレビ）
- デスク：田村圭（朝日放送テレビ）
- AP：大谷智郎（※、吉本興業）
- AD：山本佳依（※）、松本愛里紗（※、以前はAP）
- ディレクター：清水晃毅・中野良・喜多治揮・中村友香（朝日放送テレビ）、植田政成・杉浦圭太・早浪賢・竹本剛志（ディーレック）、小高正裕（M's）、菱田忠・井上天翔（よしもとブロードエンタテイメント）、三田修司（ファンズプロダクション）、古瀬耀士・野尻野翼（JAWS）（清水・中村・杉浦・早浪・植田・菱田・井上・三田・古瀬・野尻野→※、中村→以前はAD）
- 演出：大迫浩幹（朝日放送テレビ、以前はディレクター）
- プロデューサー：髙木伸也（朝日放送テレビ、以前は演出）、繁澤亮（※、ABCリブラ）
- 制作協力：吉本興業（以前は協力も担当）
- 制作著作：ABC TV

### 過去のスタッフ
- 構成：原佑貴子
- SW：村越順司、竹島忠寛、小西剛生、板谷諒介
- CAM：栢分祐二、高橋紀之、浦上茂樹、宮崎良昭、岡田真悟、勝木俊雄、松岡裕樹、森下智之、薬師寺智久、石橋克彦、川崎拓真、田中康彦、手塚西都子、知花裕樹、高階一行、藤本智也、渡邉一樹、村田雄哉、香月崇志、長野允耶、鵜沼都、名河内莉央、川崎圭一郎、上岡一恵、廣谷順平、山本桜、青木岳史、粟津光乗、小林智幸、伊東稔、エリザベタ・ジュコブスカ、永田哲也、岩井笙汰、栗林克夫、濵名嘉之、山内将太郎、山本美咲、中本徹、當(冨)房尚子、木戸秀樹、清水亮、吉村昇、富田典嗣、橋本健一、石原慶丈、山口小百合、松本遼、樋口大輔、神谷英孝、杉本昴平、小川穣治、松本譲二、松木涼介、小林智幸、金原良之（松本・松木・金原→一時離脱→復帰、中本→以前はSW）
- LD：瀧本貴士、遠山昇、重國(国)裕治、岡崎麻衣（岡崎→一時離脱→復帰）、田中克征、大杉貴則
- VE：板谷諒介、川本龍文、谷口廣司、東聖、東浦歩実、下村剛司、大谷晃貴、高野敏志、鹿島(嶋)友樹、細川圭吾、大杉貴則、丸尾恵介、田村嘉基、岡田光司、三宅志音、波田純一、白根建太朗、瀧晃一、虎城正仁、大西拓紀、大浦和宏、丸山菜々実、高橋稔（波田→以前はSW、岡田・波田・瀧→一時離脱→復帰）
- MIX：荒木優、村井信夫（S.MIXの回あり）、和三関章（以前はS.MIX）、山下真由（以前はMIX→S.MIX）、小谷真央、道姓舞衣、大山祐馬、江里口晶（共に以前はS.MIX）、松浦誠治、芝野里佳子、岩崎そら、籠谷暖夫（大山・薮田→一時離脱→復帰）
- MIX／S.MIX：牛越大輔
- S.MIX：山本耕作、坂本宗之、門内研治、児玉憲太郎、谷口洋孝、清水俊孝（以前はMIX）、飯田一馬、中川こころ、石原すず、木子幸則、橋本志穂、真鍋琳久、竜田秀則
- ENG：藤井智章・柴田功二（よしもとブロードエンタテインメント）、蓮本宗徳（HBCフレックス）、細川貴史（テクニカルアート）、藤原圭・鳴岡雅人（EYEZEN）、藤原祐司、餅原信一郎・渡部孝二（ポジティヴワン）、篠原佑典・園田清隆（MABU）、小山田宏彰（EMC）、中村敦、杉村哲司（Nextry）、伊藤優二、高橋誠、高岡慎一、山本和良、宮崎晋也（エキスパート）、大林祐、中喜志治・西田慶仁・信田将志（ピースリー本舗）、三村友昭（よしもとブロードエンタテインメント→よしもとブロードテック）、西脇靖記・福田禎之（トラッド）、青木一弘（一光）、鈴木恭平（ADC）、松宮周史・吉田淳（EYEZEN）、松原航（光学堂）、安田朗（BeZERO）、西川真（Tagboat）、蒲田実、横垣哲也、山本真也、篠原佑典、渡部孝二、藤原裕明、白似田健介（横垣→一時離脱→復帰）
- EED：宇田周人、中野亜海、小野悟翔、永吉恵理、川口善史、坂下雄亮、中村明日香、大番友喗、渡邊知紀（坂下→以前は毎週）
- MA：川口晃平、岡村明香
- 美術：小林沙奈美（朝日放送テレビ）
- 協力：ビーム、インターナショナルクリエイティブ、HBCフレックス、テクニカルアート、ポジティヴワン、能越ケーブルネット、京阪商会、一光、EYEZEN、MABU、Nextry、EMC、BeZERO、エキスパート、ホワイトブレイン、トラッド、ダイズ、ポキール、新光企画
- 番組宣伝：土肥繁葉樹・松下友美子・川元寛之・山中奈奈美・朝比茂信（朝日放送テレビ）
- AD：武井有希・安岡敬太郎（ホワイトブレイン、安岡→※）、高柳剛（ダイズ、※）
- AP：西山挟三予（※、吉本興業）
- ディレクター：矢内達也・寺川真未・前田健太・三田秀平・重信篤志・松井彰吾・藤本能範・木村小夏・山崎佑斗（朝日放送テレビ、寺川・前田・三田・重信・松井・藤本・木村・山崎→※、三田・松井・木村・山崎→共に以前はAD）、津野允（ポキール）、田中千城、節田和樹（ディーレック）、坂上諒・守屋賢（よしもとブロードエンタテイメント）、辻村魁（ファンズプロダクション）、中野有彩、米澤のぞ美（ABCリブラ）（節田・辻村・中野・米澤→※）
- 演出：森田純平（朝日放送テレビ、以前はディレクター）
- プロデューサー：井口毅（朝日放送テレビ<当時>、現:ABCリブラ）、富永衣里子（よしもとクリエイティブエージェンシー）、後藤ちあき・牧里子・坂川綾那（共に※、吉本興業）

## 関連商品

### DVD
- 相席食堂 Vol.1 ～ディレクターズカット～（2021年3月24日、よしもとミュージック）
  - DISC 1
    - 伝説の神回 千鳥の故郷が丸裸SP完全版 西川きよし＆DJ KOO in 岡山県笠岡市
    - 戦場カメラマンのキャラ崩壊! 渡部陽一 in 青森県東津軽郡 龍飛

  - DISC 2
    - 大御所激怒で番組存続の危機!? 研ナオコ in 福岡県北九州市 若松
    - 直木賞作家・志茂田景樹がまさかのリタイア! 代役・千原せいじは泥酔! in 神奈川県横浜市 野毛
    - 千鳥絶賛のロケテク! 覆面レスラーの素顔が丸裸 獣神サンダー・ライガー in 山形県白鷹町
- 相席食堂 Vol.2 ～ディレクターズカット～（2021年3月24日、よしもとミュージック）
  - DISC 1
    - 悲しきモンスター誕生 相席食堂史に輝く神回! 長州力 in 北海道猿払村
    - 年に一度のお祭り企画! 幻の初回が復活! ロケスター発掘! 青田買いSP 2018

  - DISC2
    - ギャラクシー賞受賞! 有名人が生まれ故郷に凱旋SP 村上ショージ in 愛媛県今治市 ＆ 内藤大助 in 北海道豊浦町
    - 千鳥の腹筋崩壊! 営業芸人が外国人相手に躍動! くまだまさし in 群馬県大泉町
- 相席食堂 Vol.3 ～ディレクターズカット～（2021年12月1日、よしもとミュージック）
  - DISC 1
    - バンド結成の地へ凱旋! 超お宝映像満載 ユニコーン奥田民生＆手島いさむ in 広島県広島市
    - 紅白歌手はボケまくり!? 地元凱旋で素顔丸出し 純烈・小田井涼平 in 兵庫県川西市
    - 恐怖のお花見相席 平成最後の大問題作! 千原せいじ in 奈良県奈良市

  - DISC2
    - 千鳥のロケ師匠がアートのまちで大暴走 かつみ♡ in 大阪市 北加賀屋
    - 『ミスター相席食堂』誕生! 規格外の神回 蛭子能収 in 兵庫県 淡路島
    - 自由奔放おしどり夫婦が街をピンクに染める! 林家ペー＆パー子 in 神奈川県 湘南・江ノ島
- 相席食堂 Vol.4 ～ディレクターズカット～ (2022年10月19日、よしもとミュージック)
  - DISC 1
    - 永久保存版！吉本新喜劇レジェンドの最後のロケ チャーリー浜 in 京都府祇園
    - 史上最高傑作！ちーよ伝説誕生の神回 野性爆弾くっきー！ in 京都府伊根町＆ ピース又吉 in 大分県保戸島

  - DISC2
    - ちょっと待てぃ連発！千鳥が疲弊したボタンラッシュ回 ハライチ岩井 in宮城県松島
    - 千鳥大絶賛！笑いと感動、究極の融合回 アンガールズ田中 in山口県向津具半島
    - 破壊力ナンバーワン！ノンストップハイテンション相席 パンサー尾形 in 北海道ニセコ町 ＆ サンシャイン池崎 in 沖縄県コザ